# وهران
وَهْرَان الملقبة بــالْبَاهِيَّة هي ثاني أكبر مدن الجزائر بعد العاصمة وإحدى أهم مدن المنطقة المغاربية، تقع في شمال غرب الجزائر على بعد 432 كيلومترا عن الجزائر العاصمة. مطلة على خليج وهران في غرب البحر الأبيض المتوسط، ظلت المدينة منذ عقود عديدة ولا تزال مركزًا اقتصاديًا وميناءً بحريًا هامًا.
يحدها من الشمال خليج مفتوحة ومن الغرب جبل مرجاجو (420 متر) وهضبة مولاي عبد القادر الجيلاني. يقع تجمع المدينة على ضفتي خور وادي الرحي (جمع رحى) المسمى الآن وادي رأس العين. بلغ عدد سكان البلدية 852,000 نسمة في عام 2009 في حين يبلغ عدد سكان الحاضرة 1.648.642 نسمة،  كما تبين أن ميزانيتها وصلت إلى 4,8 مليار دينار جزائري سنة 2008.
شّدت المدينة منذ القدم اهتمام الحضارات المختلفة وأطماعها، فتقلب حكمها بين سلالات حاكمة محلية من أمازيغ وعرب وأتراك عثمانيين وبين محتلين إسبان وفرنسيين وضع كل منهم بصمته لتزين به المدينة فسيفساءها التراثي والثقافي. بعد استقلال الجزائر شهدت المدينة تطورات مهمة جعلت منها ثاني مدن البلد وقطبًا اقتصاديًا وعلميًا مهمًا. تنوع النشاط الاقتصادي فيها من صناعات كبيرة وصغيرة استفاد من مجاورتها لمدينة أرزيو النفطية، كما أصبحت المدينة قطبًا تجاريًا بفضل مينائها البحري النشط الذي شكل المنفذ الأساسي للتجارة الخارجية لكل الناحية الغربية للجزائر.
الثقافة الوهرانية صنعت للمدينة سمعة إقليمية وعربية وحتى عالمية. فاشتهرت المنطقة بشعراء ما يسمى بالملحون الذي شكل المعين الذي غرفت منه الأغنية الوهرانية عبر شيوخ الوهراني وأغنية الراي لاحقا لتصل به لآذان العالم عبر شباب المدينة. كان للمسرح أيضا نصيب تشهد عليه مسرحيات عبد القادر علولة وغيره. هذا التنوع جعل من المدينة مكان جذب للسياح فلا تزار الجزائر دون زيارة وهران. وقد فتح هذا المجال للاستثمار في البنية التحتية لقطاع السياحة فتعددت الفنادق الفخمة والمنتجعات السياحية التي استغلت جمال شواطئ المنطقة.

## التسمية

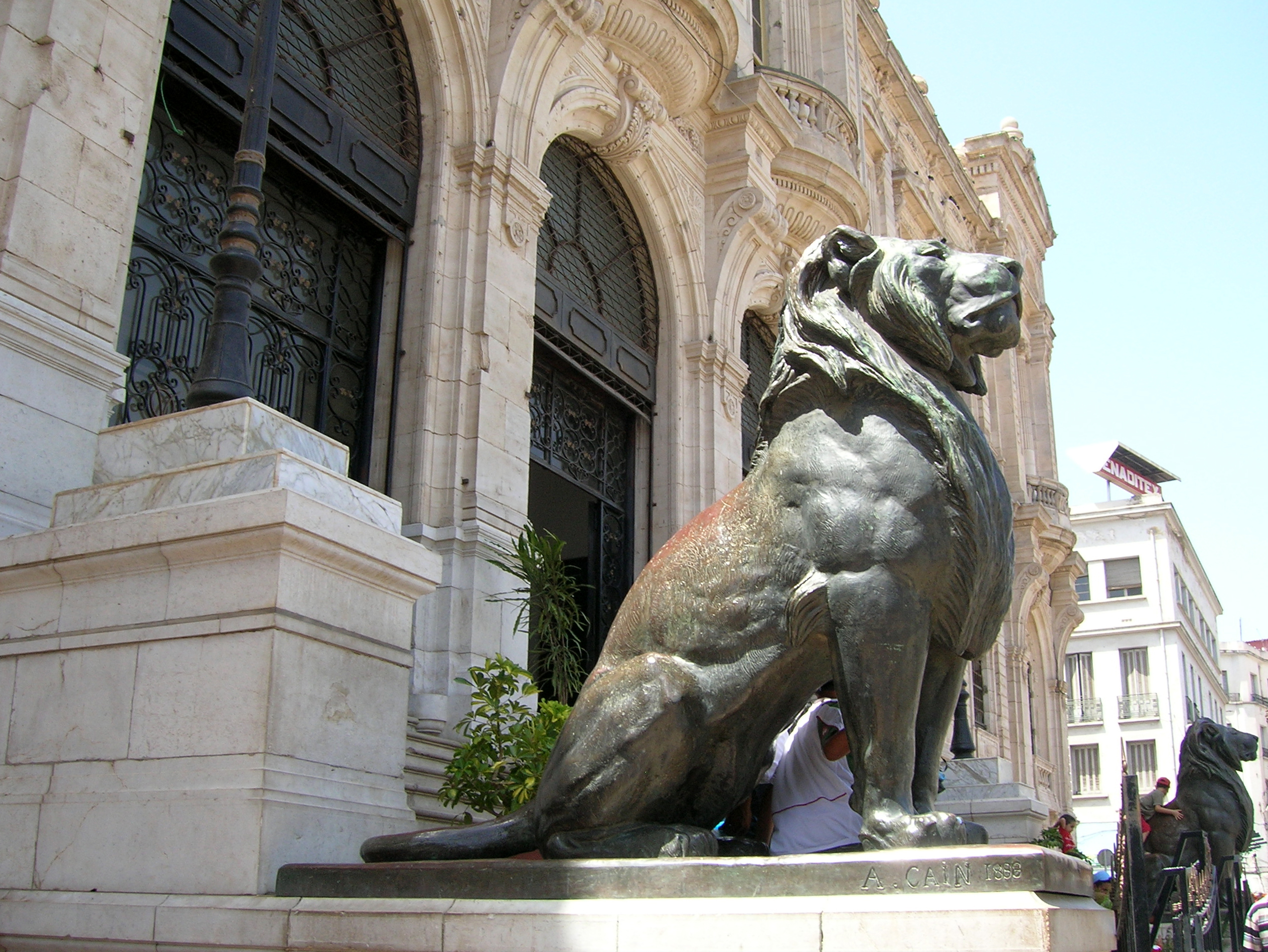
منظر لمقر بلدية وهران.

وفقا للتفسير الأكثر شيوعًا بين العامة، فكلمة «وهران» هي مثنى اللفظة العربية «وهر» وتعني الأسد. غير أن كلمة وهر لا تعني أسد حسب لسان العرب والصحاح في اللغة والقاموس المحيط وغيرها،  إضافة إلى أن أغلب المؤرخين لم يوردوا هذا التفسير. لذا فإن من المرجح أن يكون الاسم من أصل أمازيغي،  نسبة إلى واد الهاران أو إلى أسود الأطلس التي كانت تعيش في المنطقة والذي ورد اسم كل منهما في التاريخ بتهجئات مختلفة.
الأسطورة تحمل تفسيرا للرواية الأولى وتقول أنه تم اصطياد الأسود الأخيرة لهذا الساحل المتوسطي في الجبل المجاور لوهران المدعو «جبل الأسود». وأعطى للمدينة هذا الاسم صائد الأسود السابق سيدي معقود المهاجي تكريماً لأسدين قام بترويضهما. ولقد تم تنصيب تمثالين برونزيين كبيرين لأسدين أمام مقر البلدية في إشارة إلى اسم المدينة. وضريح (قبة) سيدي معقود المهاجي يوجد في مقبرة سيدي الفيلالي في حي الصنوبر.
يُذكر أن وهران كانت تعرف سابقا باسم «إفري» وتعني باللغة الأمازيغية الـكهف وهي تسمية مرتبطة دون شك بالكهوف العديدة المتواجدة بالتلال المحيطة بوهران.

## الجغرافيا

### الموقع
تقع وهران في الطرف الغربي للضفة الجنوبية لحوض البحر الأبيض المتوسط على خليج وهران. يحدها من الغرب جبل مرجاجو والذي يفصلها عن بلدية المرسى الكبير. من الجنوب تحدها بلدية السانية في هضبة مولاي عبد القادر الكيلاني (مول المايدة)، أما من الجنوب الغربي فتحدها سبخة كبيرة. بئر الجير هي أحد ضواحيها.
إلى الغرب من وهران يرتفع جبل مرجاجو بسفوح وعرة مخددة، وهو يتألف من صخور الشيست والكواتزيت (العصرين اللياسي والجوراسي) ويرتفع لأكثر من 500 متر بشكل شبه شاقولي. وعلى سفوح هذا الجبل وبالقرب من الأحواض القديمة تنتشر أحياء قديمة مثل حي بلانتور ورأس العين.

### المناخ
تتمتع وهران بمناخ متوسطي تقليدي يتميز بصيف جاف يلطفه نسيم البحر، وشتاء معتدل وسماء صافية ومشرقة. يصبح هطول الأمطار خلال أشهر الصيف نادرًا أو منعدمًا مع شمس مشرقة وسماء وصافية. يشهد الإقليم الوهراني ضغطًا جويًا مرتفعًا شبه استوائي لما يقارب أربعة أشهر في السنة. كما يشهد تساقطات معتبرة خلال فصل الشتاء. كان أدنى مستوى لهطول الأمطار حوالي 294 مم، بتردد 72.9 يوما في السنة. وتذبذب الأمطار هو إحدى سمات هذا المناخ المتوسطي.
| البيانات المناخية لـوهران                               | البيانات المناخية لـوهران | البيانات المناخية لـوهران | البيانات المناخية لـوهران | البيانات المناخية لـوهران | البيانات المناخية لـوهران | البيانات المناخية لـوهران | البيانات المناخية لـوهران | البيانات المناخية لـوهران | البيانات المناخية لـوهران | البيانات المناخية لـوهران | البيانات المناخية لـوهران | البيانات المناخية لـوهران | البيانات المناخية لـوهران |
| الشهر                                                   | يناير                     | فبراير                    | مارس                      | أبريل                     | مايو                      | يونيو                     | يوليو                     | أغسطس                     | سبتمبر                    | أكتوبر                    | نوفمبر                    | ديسمبر                    | المعدل السنوي             |
| ------------------------------------------------------- | ------------------------- | ------------------------- | ------------------------- | ------------------------- | ------------------------- | ------------------------- | ------------------------- | ------------------------- | ------------------------- | ------------------------- | ------------------------- | ------------------------- | ------------------------- |
| متوسط درجة الحرارة الكبرى °ف                            | 61.9                      | 63.9                      | 67.5                      | 70.7                      | 75.0                      | 81.9                      | 86.9                      | 88.9                      | 84.2                      | 77.4                      | 69.1                      | 63.9                      | 74.3                      |
| متوسط درجة الحرارة الصغرى °ف                            | 41.2                      | 43.7                      | 46.6                      | 50.0                      | 55.8                      | 62.4                      | 66.9                      | 68.2                      | 63.9                      | 57.2                      | 49.1                      | 44.1                      | 54.1                      |
| الهطول إنش                                              | 1.72                      | 1.75                      | 1.38                      | 1.17                      | 1.07                      | 0.15                      | 0.07                      | 0.11                      | 0.52                      | 0.98                      | 2.19                      | 1.78                      | 12.89                     |
| متوسط درجة الحرارة الكبرى °م                            | 16.6                      | 17.7                      | 19.7                      | 21.5                      | 23.9                      | 27.7                      | 30.5                      | 31.6                      | 29.0                      | 25.2                      | 20.6                      | 17.7                      | 23.5                      |
| متوسط درجة الحرارة الصغرى °م                            | 5.1                       | 6.5                       | 8.1                       | 10.0                      | 13.2                      | 16.9                      | 19.4                      | 20.1                      | 17.7                      | 14.0                      | 9.5                       | 6.7                       | 12.3                      |
| الهطول مم                                               | 43.6                      | 44.4                      | 35.0                      | 29.6                      | 27.2                      | 3.80                      | 1.80                      | 2.70                      | 13.2                      | 24.8                      | 55.5                      | 45.2                      | 326.8                     |
| المصدر: المنظمة العالمية للأرصاد الجوية (الأمم المتحدة) |                           |                           |                           |                           |                           |                           |                           |                           |                           |                           |                           |                           |                           |

### المياه

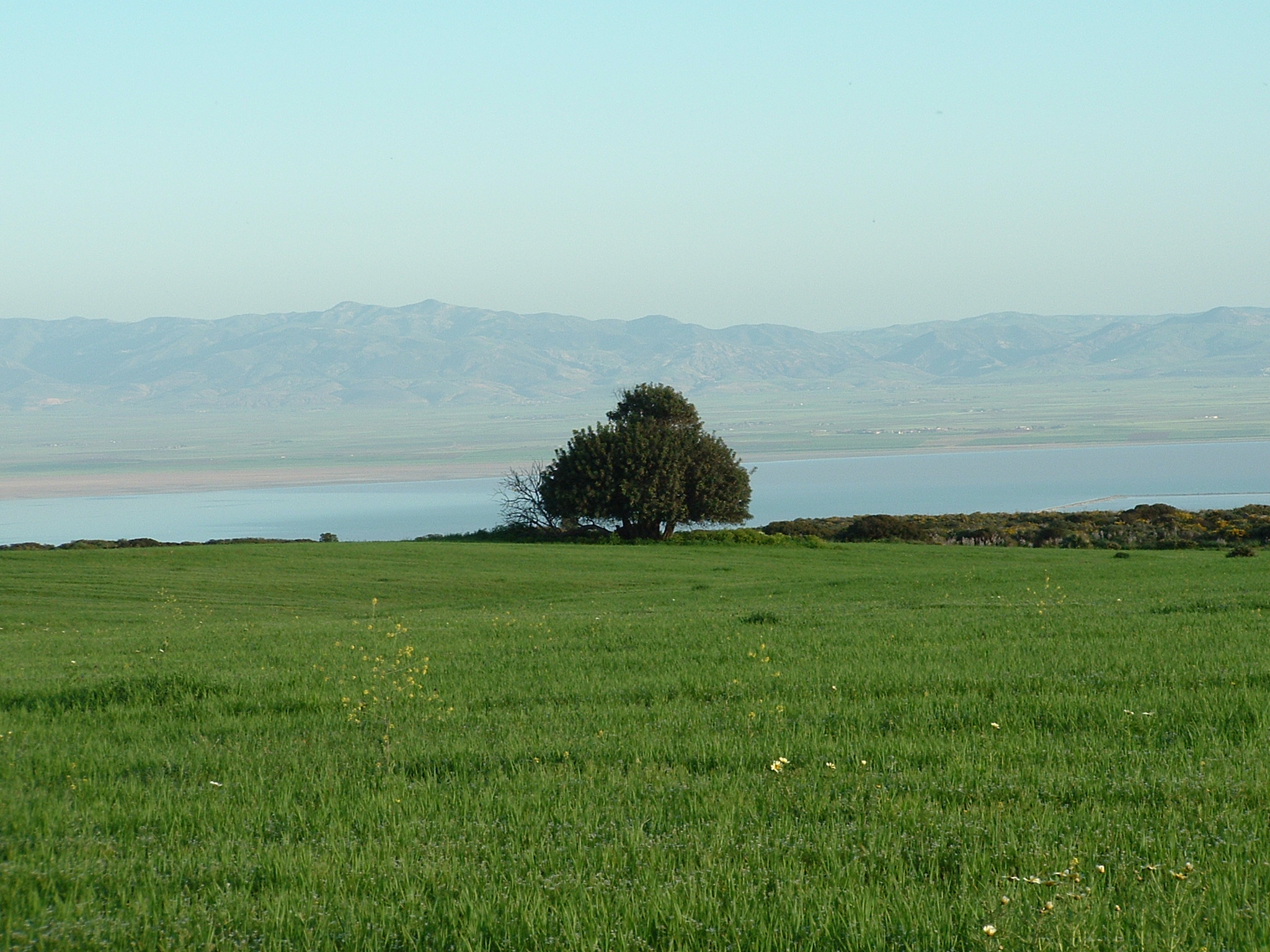
سبخة وهران.

لعبت قضية المياه دورا حيويا دائما في المدينة لأنها كانت دائما غير كافية ومالحة. إضافة إلى معدلات الهطول المنخفضة، لا توفر الموارد الجوفية للمدينة إمدادات كافية من المياه. كانت ولاية وهران عام 2002 من بين أقل ولايات الجزائر حفرًا لآبار المياه الجديدة (حفرت 18 بئرًا فقط).
يتم توفير المياه لوهران من عدة سدود بما في ذلك مستجمعات المياه في وادي تافنة الذي يقع على بعد حوالي 80 كيلومترا إلى الغرب من المدينة،  ونهر الشلف الذي يبعد نحو 200 كيلومترا إلى الشرق من المدينة وذلك عبر نظام الماو حيث يوفّر هذا النظام أكثر من 155 مليون م³ من المياه الشروب سنويا، حيث يتضمن محطّة لمعالجة مياه وادي الشلف قدرتها الإنتاجية 560 ألف م³ يوميا، فيما تقام أحواض على مستوى ولايتي وهران ومستغانم لتجميع المياه إضافة إلى محطّات التخزين والتي تقدّر طاقتها بـ300 ألف م³.
في 2022 إحتوت الولاية 5 مصانع لتحلية مياه البحر، منها وحدة المقطع الأكبر جزائريا بطاقة إنتاج تقدر بـ500,000 م³/يوم، و أخر قيد الإنجاز.
سبخة وهران الكبيرة الواقعة بـشط الشرقي (الحوض الهيدروغرافي بالإقليم الوهراني) تخضع لاتفاقية رامسار. تغذي هذه السبخة شبكة هيدروغرافية معقدة تأتي من جبل مرجاجو في الشمال وتسالا من الجنوب. هذه الشبكة هي محل تجاذبات بين أنصار تطوير السهول الفلاحية الغنية المحيطة بها من جهة والمدافعين عن النظام البيئي من جهة أخرى. استفاد الجزء الشمالي من السبخة من توسع وتطور مدينة وهران ونشاطها الصناعي، مع أن هذا التطور أصبح مصدر تلوث كبير للسبخة وزاد من ملوحتها. الجزء الجنوبي على العكس مستغل بشكل ضعيف وبنيته التحتية متخلفة. دفع عدم وجود معلومات ودراسات عن المياه الجوفية والسطحية للبحيرة وزارة الموارد المائية لتقديم طلب دراسة شاملة عن هذا الموضوع سنة 2002.

### النباتات والحيوانات

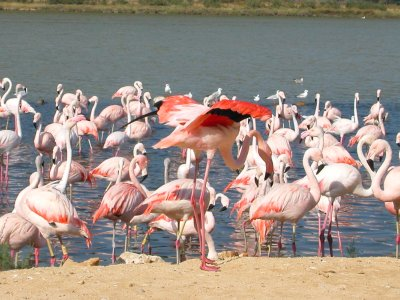
طيور النحام في سبخة وهران.

ليس لمدينة وهران أي منطقة ذات أهمية إيكولوجية خاصة بضواحيها. جبل مرجاجو والسبخة يضمان نباتات وحيوانات متوسطية مميزة. تغطي أشجار الصنوبر الحلبي جبل مرجاجو على مساحة 668 هكتار،  كذلك هناك التين الشوكي والأغاف خصوصاً في المحيط المباشر لحصن سانتا كروز.
سبخة وهران أكبر سبخة في الغرب الجزائري، وهي تتكون من طبقة رقيقة من المياه الملحية وهي خالية من أي غطاء نباتي. في محيطها المباشر تنتشر نباتات تتكيف مع المناخ الجاف والأراضي المالحة، ومن هذه على سبيل المثال السويدا ميريتما، والأسل والكاميروبس والقليل من الـطرفاء النامية على أطراف السبخة.
في الإقليم الوهراني تعتبر السبخة المكان المفضل للطيور المهاجرة القادمة من جبل طارق في الغرب مثل الكراكي والزقزاقيات والنحام الأكبر الذي يفضل بشكل خاص المناطق الرطبة القليلة العمق. شهد تواجد النحام الأكبر والشهرمان تطوراً في السبخة.

### الطوبوغرافيا

خريطة طبوغرافية لوهران في عام 1942.

تقع وهران على دائرة عرض 35° 691' شمالاً وخط طول 0° 642' غرباً ويبلغ ارتفاعها عن مستوى البحر حوالي 60 مترًا. يقع تجمع المدينة على ضفتي خور وادي الرحي (جمع رحى لكثرة تواجدها على ضفافه) وعلى مساحة تقدر بخمسة وسبعون كم². ارتفاع المدينة يزيد بشكل ملحوظ بمجرد تخطي منطقة الميناء. بنيت الواجهة البحرية على ارتفاع40 متر فوق البحر، أما منحدرات قمبيطة فترتفع إلى أكثر من 50 متر. ترتفع المدينة بشكل بسيط لتصل إلى70 متر ثم90 متر بمحاذاة السانية. بُنيت المدينة بشكل أساسي على هضبة من الحجر الجيري.
| المكان في المدينة | الارتفاع (م) |
| ----------------- | ------------ |
| الميناء           | 0 م          |
| المنحدرات         | 50 م         |
| كارجنطا           | 70 م         |
| السانية           | 90 م         |
| سبخة وهران        | 110 م        |
| جبل مرجاجو        | 429,3 م      |

## الإدارة
لأهميتها، شغلت وهران في أغلب العصور عاصمة للتقسيمات الإدارية لحكام المنطقة. فهي حاليا عاصمة للولاية والدائرة والبلدية إضافة للقبها بعاصمة الغرب الجزائري.

### الدائرة التاريخية
دائرة سيدي الهواري المطلة على البحر هي المركز التاريخي للمدينة، تقع في شمال غرب المدينة على طول رأس العين على سفح جبل مرجاجو. هذه الدائرة تحتفظ بآثار تشهد على مرور عدة حضارات: الإسبانية، العثمانية والفرنسية. نجد الحصون الإسبانية التي تعود للقرن السادس عشر، مسجد الباشا من القرن الثامن عشر، قاضي بولحبال والي المدينة أنشأت له قبة سنة 1793 من قبل الباي العثماني، والذي بنى قصراً خاصاُ به أيضاً. يمكننا كذلك مشاهدة مقر الولاية الفرنسية السابقة العائد للقرن التاسع عشر بنهج ستالينجراد.
حي لاكالير أوت ولاكالير باس (بالإسبانية: La Calaira) بسيدي الهواري هما حيين أنشآ من قبل الإسبان وكانا يمثلان حي الصيادين بالمركز التاريخي والتراثي لوهران وهدما سنة 1980. يجعل تاريخ وهران من لاكالير أول حي بالباهية.

### الدوائر المحيطة
تحمل ولاية وهران الرقم 31 في الترقيم الإداري للجزائر وتضم 25 دائرة بها أكثر من نصف سكان الولاية. وهران هي المدينة الثانية في الجزائر لكنها تبقى الأصغر مساحة من بين ولايات الجزائر.

### تجمع وهران المدينة
حاضرة وهران تضم العديد من البلديات منها اثنتان مدمجتان في نسيج المدينة:
- بئر الجير: تمثل أهم مدن الضاحية الشرقية لوهران. في العهد الاستعماري كانت بلدية بابتيزي أركول تبعد عن وسط المدينة بثمانية كيلومترات. حافظت المدينة على خاصيتها الفلاحية حتى نهاية سنوات الثمانينيات من القرن العشرين. يبلغ عدد سكانها اليوم حوالي 118.000 نسمة، وهي أحد أهم أقطاب الحاضرة. فبها مقار العديد من المؤسسات المبنية على نمط العمارة الحديثة مثل مقر سوناطراك ومستشفى وهران الجامعي «1 نوفمبر 1954» وقصر المؤتمرات ومعاهد للتعليم العالي وقصر العدالة. وملعب أولمبي بسعة 50.000 متفرج.
- السانية: هي أكبر مدينة بالضاحية الجنوبية لحاضرة وهران تبعد عن مركز مدينة وهران ب 7 كم. كانت تعرف في عهد الاستعمار الفرنسي بالسانية (الفرنسية: Sénia). تضم عدة مناطق صناعية، العديد من المعاهد الجامعية ومراكز البحث مثل المركز الوطني للبحث في الأنثروبولوجيا الاجتماعية والثقافية[28] (الفرنسية: CRASC)، ومركز الدراسات المغاربية بالجزائر[29] (الفرنسية: CEMA)، والمطار الدولي. ستكون السانية المحطة النهائية لترامواي وهران.

تمثل بعض البلديات فضاءً من جاذبية المدينة دون أن تكون جزءا من حاضرة المدينة. من هذه البلديات المرسى الكبير وعين الترك. تقع عين الترك على بعد15 كم إلى الشمال الغربي من مدينة وهران وتضم العديد من الهياكل الفندقية والمركبات السياحية. تغير المنظر الطبيعي للمدينة بسبب مشاريع الطرق السريعة، المنتجعات والمستشفيات، إلخ. على بعد 8 كم من هذه البلدية يوجد منتجع مركب الأندلسيات. أما المرسى الكبير فتقع إلى الشمال الغربي لوهران على بعد 7 كم، وهي مقر القوات البحرية الجزائرية ومينائها من أهم القواعد البحرية. تقع في شرق وهران بلدات كاناستيل (المنزه)، وعين فرانين، وكريشتل.

### الجغرافيا الإدارية

#### الدوائر والأحياء
تقسم وهران إلى 12 دائرة تسمى أيضاً «مناطق حضرية». لكل دائرة أو منطقة فرعها الإداري الخاص بها يديره ممثل منتخب للبلدية والذي يهتم بالمسائل الإدارية والتقنية والسياسية والاجتماعية.
حي سيد الهواري هو الحي التاريخي بامتياز، وهو يسمى أيضاً «بالأحياء الفقيرة» كما يعتبر «وهران القديمة» لأنه يحتوي على بصمة مختلف الحضارات والأقوام التي مرت بالمدينة: الإسبانية والعثمانية والاستعمار الفرنسي.

#### الدوائر الحضرية بوهران
في الجدول التالي تقسيم لأحياء وهران حسب الدوائر الحضرية:
| الدائرة | التسمية القديمة (أثناء الإستعمار)                                                         | التسمية الحديثة بعد الإستقلال | الخريطة |
| ------- | ----------------------------------------------------------------------------------------- | ----------------------------- | ------- |
| 1       | لامير( Lamur)                                                                             | حي الحمري                     |         |
| 2       | لامارين (La Marine البحرية)                                                               | حي سيدي الهواري               |         |
| 3       | بروتان-(Protin)                                                                           | حي السعادة                    |         |
| 4       | سانتوجان (Saint-Eugène) · ديلمونت(Delmonte · كاستور(Les Castors) · بتي لاك (Petit Lac)    | حي المقري                     |         |
| 5       | مديوني( Medioni) · ليوتاي (Lyautey) · لامير( Lamur) · سانت هوبير( Saint-Hubert)           | حي الحمري                     |         |
| 6       | بولانجي( Boulanger) · شوبو (Choupot) · ماغنان(Magnan) · سانانيس (Sananès)                 | حي البدر                      |         |
| 7       | كارتو(Carteaux) · بوان دي جور(Point du Jour) · غمبيطا (Gambetta) · لي فاليز(Les Falaises) | حي الصديقية                   |         |
| 8       | كنستيل(Canastel)                                                                          | حي المنزه                     |         |
| 9       | ميرامار ( Miramar) · بيل أر (Bel Air) · سان بيار (Saint-Pierre)                           | حي الأمير                     |         |
| 10      | مارافال(Maraval) · كيفوليي(Cuvelier) · لي بالميي (les Palmiers).                          | حي العثمانية                  |         |
| 11      | سيتي بوتي(Cité Petit) · بلونتور(Planteurs)                                                | حي بوعمامة                    |         |
| 12      | إكمول (Ekhmühl) · سان أنطوان(Saint-Antoine).                                              | حي محي الدين                  |         |

## التاريخ

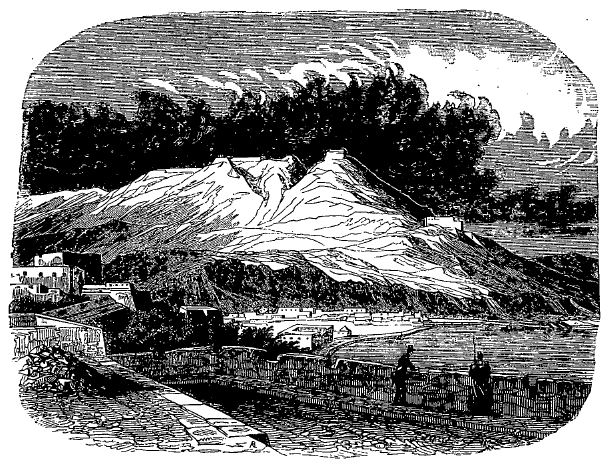
رسم لوهران، من كتاب فرنسا الاستعمارية لغوشي ألكسيس.

ذكر الكثير من الباحثين والمؤرخين بأنه يلزم مئات الكتب للإحاطة بجميع الأبعاد الخفية لوهران. وهذا ما يفسر تنوع مواضيع الكتب حول المدينة، فبعضها يحكي تاريخها عبر القرون وأخرى تتحدث عن الحياة اليومية لوهران والوهرانيين.
وهران هي محطة التقاء الثقافات وزوال الفوارق. أدت الأحداث التي عانت منها المدينة عبر العصور إلى ظهور روح التسامح، ففيها تعايشت جميع العقائد الدينية والسياسية. حوار الحضارات مؤكد بها على الرغم من النكهة الدرامية التي تُضاف إلى الأحداث التاريخية والاضطرابات التي جرت بها.

### وهران قبل التأسيس

#### حقبة ماقبل التاريخ

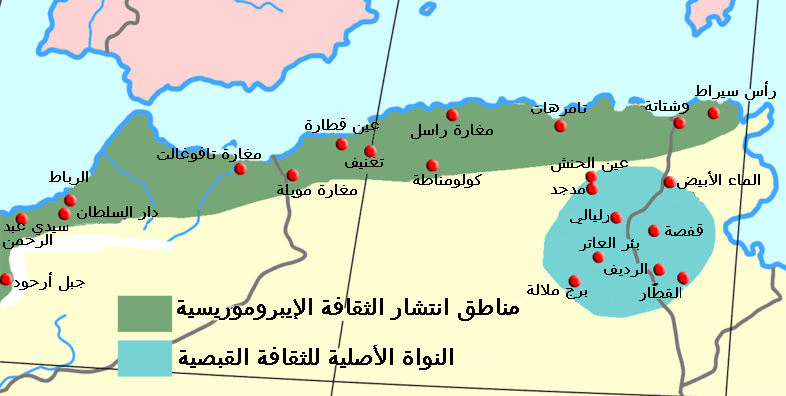
مناطق انتشار الثقافة الإيبروموريسية بالأخضر.

أثبتت بحوث علم الآثار خلال القرنين التاسع عشر والعشرين أن وهران كانت محل نشاط بشري خلال فترات ما قبل التاريخ. تم اكتشاف العديد من المستعمرات البشرية ومستعمرات الإنسان البدائي. آثار الأسلاف البشرية (حسب نظرية التطور) في تغنيف بالقرب من معسكر تعود لأربعمائة ألف سنة، كذلك مستعمرات كهوف كارتل كوشت الجير ومحجرة أكمول التي تعود للعصر الحجري القديم والعصر الحجري الحديث. يحوي متحف أحمد زبانة جناحا خاصا بالعصر الحجري الحديث تعرض فيه مجموعات صنعت من الفخار، والعظم، والحجر، منها على سبيل المثال: الأوعية، والمخارز، ورؤوس السهام والفؤوس المصقولة التي اكتشفت بمغارات جبل المرجاجو.
ظهرت قبل 21000 سنة مجموعة إيبيروموريسيين على بعد120 كم جنوب غرب وهران وذلك في منطقة وجدة، مغارة تافوغالت تحتوي على أكبر حقل معروف يعود لهذه الحقبة. استمرت هذه الحضارة وشملت كامل المغرب العربي قبل أن تبدأ بالاندماج تدريجياً حوالي الألفية التاسعة قبل الميلاد مع مجموعات قبصية لتشكل أسلاف الطوارق الأمازيغ (المعروفة في بعض الأحيان باسم «الرجل الأزرق»).

#### العصور القديمة

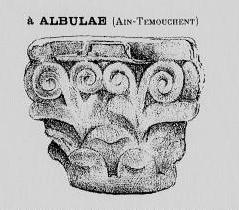
رسم من عام 1893 يُظهر بقيّة عمود أحد المعابد الرومانية التي كانت قائمة في وهران.

إذا كانت أسطورة الكتاب المقدس نسبت إلى يوشع بن نون والمتبع لشريعة موسى تهويد وهران والمغرب العربي، فقد دلت الآثار القديمة الأولى على أن قدوم أوائل اليهود يعود لعهد استقرار الفينيقيين في المنطقة، كما تشير دراسة المقبرة الكبيرة بقرب منتجع الأندلسيات التي يعود تاريخها لفترة الحضارة القرطاجية ما بين القرن الرابع والأول قبل الميلاد.
في حين اختار الفينيقيون خليج مداغ الصغير غرب وهران لإنشاء محطتهم التجارية، اختار الرومان موقع «المرسى الكبير» (باللاتينية: Portus Magnus؛ نقحرة: بورتيس ماغنيس) الواقع على بعد أربعون كيلومتر إلى الشرق بالمكان المعروف اليوم ببطيوة. كان كل من ميناء وهران والمرسى الكبير يعرفان خلال العهد الروماني بالميناء الإلهي (باللاتينية: Portus Divini).
يونيكا كولونيا
كانت منطقة وهران الرومانية تسمى «يونيكا كولونيا»، (باللاتينية: Unica Colonia)، بمعنى «المستعمرة الفريدة». العديد من التماثيل القديمة التي وجدت في الإقليم الوهراني يمكن مشاهدتها بمتحف أحمد زبانة. خلال القرن الثاني للميلاد عرفت المنطقة هجرة لليهود من برقة ومصر مثل بقية المناطق المغاربية. حفز الوجود الروماني على وصول المسيحيين ويشهد على ذلك الكثير من مخلفات القرن الرابع للميلاد والتي يوجد بعضها في متحف وهران.

#### اختفاء يونيكا كولونيا
مع انهيار الإمبراطورية الرومانية سقطت المدينة بأيدي الوندال عام 445 من ثم في يد البيزنطيين سنة 533 م. شهدت المدينة ابتداءً من عام 541 م ظهور موجة طاعون عُرفت باسم «طاعون جستنيان»، وفي سنة 645 م، فتحها المسلمون.

### تأسيس وهران
بعد بقائها عدة قرون مهجورة ومع مطلع القرن الخامس للميلاد لم يبق شيء من يونيكا كولونيا. فاختلط الوضع وأصبحت خلجان هذا الساحل دون أي سلطة مستقرة ولا أي رقابة رسمية. سيطر الرستميون على المنطقة في الوقت الذي كانوا يعانون من مشاكل داخلية ونزاع مع الفاطميين فلم يكونوا قادرين على الدفاع عن مصالحهم فيها. بالنسبة للسلطات، كانت المنطقة شبه المهجورة بوهران وذات أهمية ثانوية فبقت دون أي سيطرة.
من ناحية أخرى، استعملت بحرية المرية تحت سلطة الأندلس شواطئ المغرب العربي بصفة موسمية للتجارة مع تيهرت،  ومدينة تلمسان القريبة (الرستميين) وبالتدريج أصبحت هذه المستوطنات دائمة. بالتوازي رغب أمراء قرطبة الأمويين بالاستقرار على السواحل الإفريقية. ومع أولى بوادر تفكك الخلافة العباسية قرر عرب الأندلس تطوير محطات تجارية على شواطئ شمال أفريقيا وذلك نظراً لقوتهم آنذاك. وهكذا تأسست وهران في سنة 902،  على يد البحارة الأندلسيين: محمد بن أبو عون، ومحمد بن عبدون، ومجموعة من البحارة بدعم من أمراء قرطبة،  فجعلوا المدينة مركزًا تجاريًا مع تلمسان، وذلك بعد أن طوروا خليج المرسى الكبير.

### الحقبة الإسلامية
بعد تأسيسها كانت وهران محل نزاع بين أمراء قرطبة الأمويين والفاطميين، فقد دام الصراع حول المدينة من سنة 910 حتى سنة 1082م، حيث خضعت لهؤلاء تارة ولأولئك تارة أخرى.
منذ العام 1000م كانت الجالية اليهودية موجودة ومنظمة في وهران،  وفي هذه الحقبة كانت المكانة الإستراتيجية لوهران تفوق الجزائر وتلمسان. سنة 1077م سقطت المدينة بيد يوسف بن تاشفين مؤسس الدولة المرابطية وخضعت له لمدة 68 عام. وفي سنة 1145 وقعت وهران بقبضة قوات عبد المؤمن بن علي الكومي الموحدية المنتصرة في تلمسان وذلك بعد مقتل إبراهيم بن تاشفين ومحظيته عزيزة إثر انقلابهما وحصانيهما بأحد منحدرات جبل مرجاجو،  عندما كانا يقصدان الميناء من أجل التوجه إلى الأندلس.

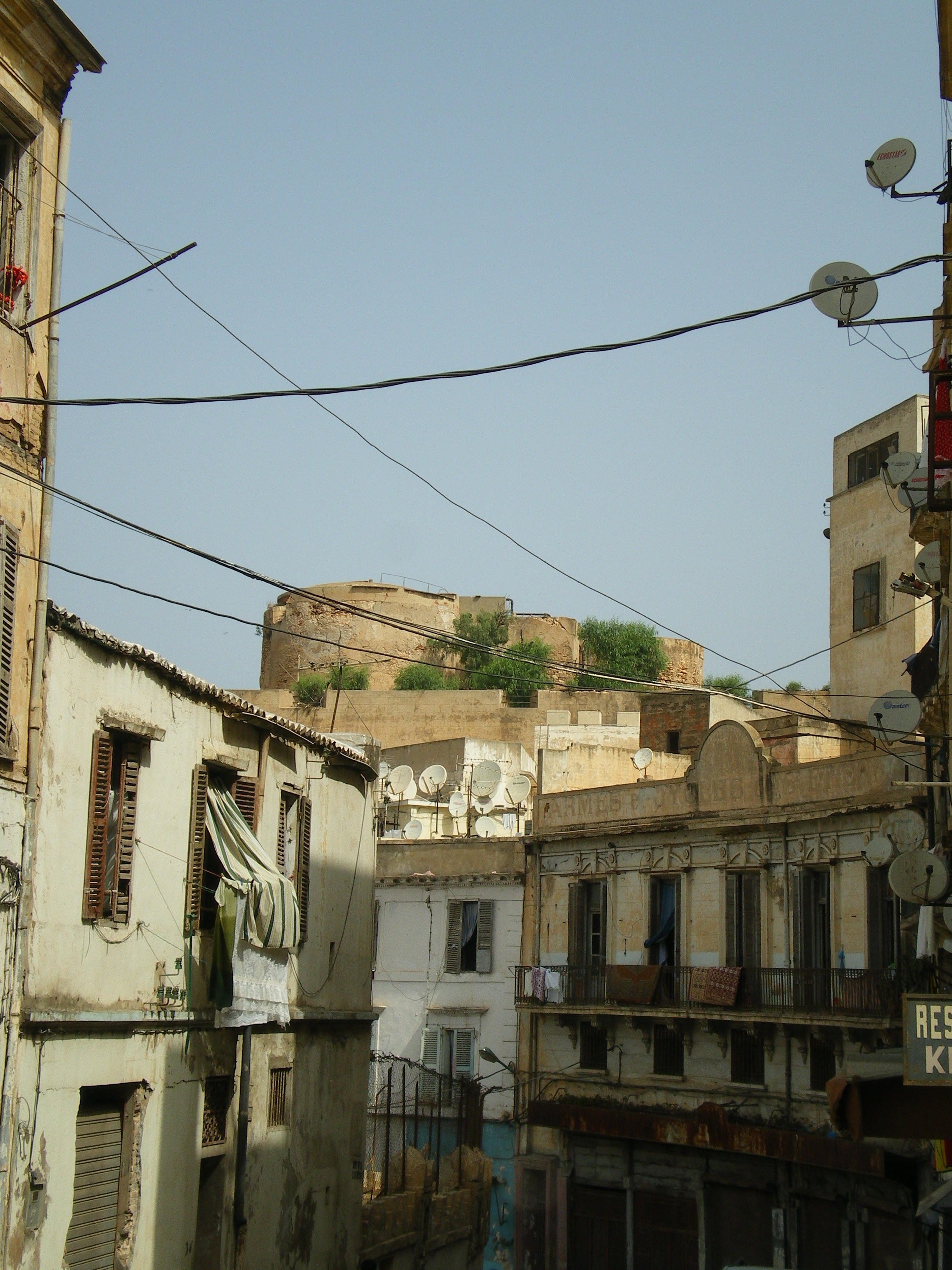
في خلفية الصورة، برج المحل (برج اللقالق) أو روز الكزار ثم شاطوناف لدى الإسبانيين والفرنسيين.

عرفت المدينة تحت حكم الموحدين فترة طويلة من الاستقرار والازدهار لأكثر من قرن طوروا خلالها الميناء وأحواض السفن. على الرغم من اضطهاد الموحدين، تطور المجتمع اليهودي فكانت هناك تجارة بين يهود غرب المتوسطي ويهود وهران في الفترة ما بين القرن الثاني عشر والقرن الرابع عشر.
بدأت إمارة الموحدين تنهار شيئا فشيئا، بعد أن حكمت المغرب العربي لعشرات السنين ليولد من رحمها في نهاية المطاف ثلاث سلالات حاكمة: الحفصيون في سنة 1230، والزيانيون في سنة 1235، والمرينيون في سنة 1258. أصبحت وهران تحت حكم الزيانيين منذ سنة 1228 عندما سقطت بيد يغمراسن بن زيان. فيما بعد أخد المرينيون المدينة وقدم أبو الحسن علي بن عثمان ليستقر بها عام 1347م.
«في أقل من نصف قرن مرت وهران تحت تسع سلطات مختلفة... نجح بن عباد في البقاء على رأس حكومة وهران، بشرط الاعتراف بتبعيته للحفصيين (1437)». احتضنت وهران بين أسوارها في هذا الوقت محمد التاسع الأيسر الملك الخامس عشر لمملكة غرناطة الذي أجبر على الفرار من رعاياه المتمردين. بعد وفاة بن عباد خضعت وهران لحكم الزيانيين وتحت هذا الحكم الجديد عرفت وهران ازدهاراً كبيراً، فقد أصبحت مركز لنشاط تجاري واسع ونشيط جداً. شهد على ذلك مارمو وألفاريس غوميس: العاج، جلود النعام، جلود البقر المدبوغة، الذهب والحبوب هي مصادر ثروة السكان التي لا تنضب الذين برعوا أيضاً في صناعة الصوف والأسلحة البيضاء. أقدم سكان البندقية، بيزا، جنوة، مرسيليا وكتالونيا على شراء هذه المنتجات، ويسوقون الأقمشة، الخرز، الحديد والخردوات». كان بوهران آنذاك 6000 منزل، وعدّة مساجد رائعة، ومخازن كبيرة، ومباني تجارية جميلة كثيرة. عدة مباني بارزة تعود لهذه الفترة مثل تحصينات المرسى الكبير وربما ملاجئ روزالكزار.

خريطة للعلاقات التجارية لوهران في القرن الرابع عشر.

خلال القرن الرابع عشر أصبحت وهران مركزاً فكرياً،  حيث أقام بها العديد من الكتاب وتباهوا بمفاتنها، ومن هؤلاء:
- ابن خلدون: «وهران متفوقة على جميع المدن الأخرى بتجارتها وهي جنة التعساء. من يأتي فقيراً إلى أسوارها يذهب غنياً».[45]
- الإدريسي: «وهران على حافة البحر، تواجه الميرية على الساحل الأندلسي ويفصلهما يومين من الإبحار. مرسى الكبير هو ميناء ليس له مثيل في كامل الساحل البربري، تقصده سفن الأندلس غالباً. وهران وافرة الثمار. سكانها هم رجال أفعال، أقوياء وفخورين».[46]
- ابن خميس: «المدينتين الساحليتين التين أعجبتاني في المغرب العربي هما وهران خازر وجزائر بولوغين».[47][48]
- ليون الإفريقي: «وهران مدينة كبيرة تتوفر على مرافق وجميع أنواع الأشياء اللائقة بمدينة طيبة كالمدارس، الحمامات، المستشفيات والفنادق، يحيط بالمدينة سور جميل عال».[47]

في أول ترحيل لليهود من إسبانيا عام 1391، اتجه اليهود السفارديون نحو المغرب العربي. وفي سنة 1492 وبعد صدور مرسوم الحمراء، استقل اليهود السفارديون والمرانسميون 25 سفينة في ميناء سانتا ماريا بقادس متجهين إلى وهران. كانت وهران في هذه الحقبة جمهورية بحرية، دولة مدينة تعد بمثابة إمارة منفصلة عن الزيانيين،  وكانت المدينة في حالة حرب ضد سيادة الدولة الزيانية والسكان رفضوا أن يكون لها محافظ في المدينة، فهم يختارون كل سنة قاضي القضاة ومستشارين لحكومة المدينة. واقتصرت صلاحيات محكمة تلمسان على تحصيل الضرائب.
ابتداءً من عام 1493 استضافت وهران عدداً كبيراً من اللاجئين الناصريين بعد سقوط الأندلس. كانت الرغبة بالانتقام، واستعادة الأراضي المسلوبة، وعدد اللاجئين الكبير، هو ما جعل الساحل الجزائري نقطة انطلاق لعدد كبير من الهجمات ضد إسبانيا المسيحية. مع مطلع القرن السادس عشر كان الملوك الكاثوليك في عز قوتهم فقرروا ضم العديد من الموانئ الجزائرية. أدى التدخل العسكري العثماني إلى إجلاء الإسبان عن الموانئ المحتلة باستثناء ميناء وهران (1509-1708) والمرسى الكبير (1505-1792).

### الحقبة الإسبانية

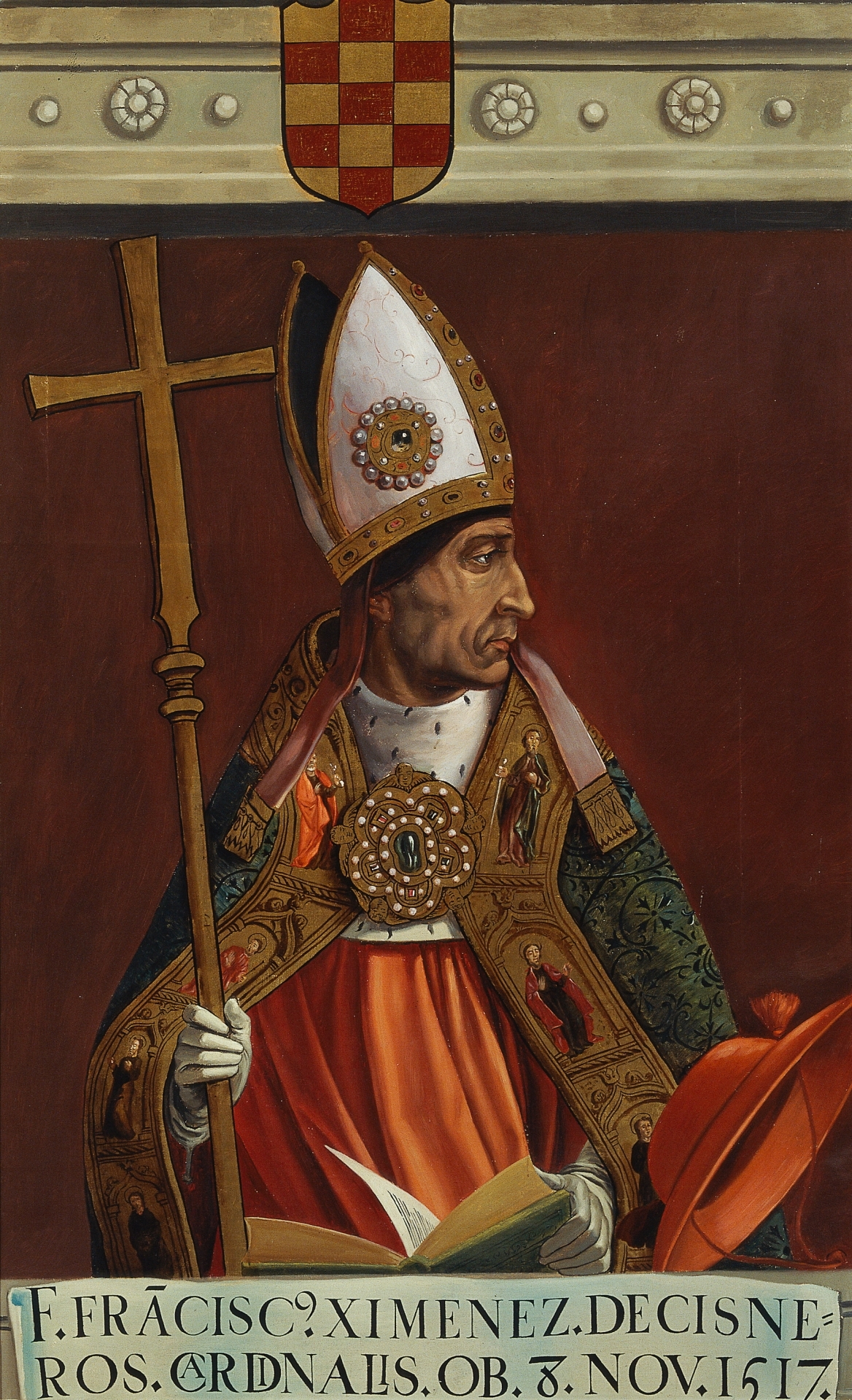
الكاردينال سيسنيروز.

أرسل البرتغاليون حملة على شاطئ الأندلسيات في شهر يوليو سنة 1501، وذلك قبل أربع سنوات من وصول الإسبان. فيما بعد، وبالتحديد في عام 1505، رست السفن الإسبانية بالمرسى الكبير في أول حملة لها على وهران. في هذه المرحلة كان بوهران 6000 مسكن أي حوالي 25.000 مواطن. بتاريخ 17 مايو سنة 1509، وفي صبيحة سقوطها، فرغت وهران من سكانها الذين هجروا، واحتلتها بالكامل القوات الأسبانية. هتف الكردينال غونزالو سيسنيروز بعد مشاهدة المدينة التي جاء لضمها للملوك الكاثوليك: «هذه هي أجمل مدينة في العالم». في نفس السنة قام ببناء كنيسة القديس لويس التي تشرف على المدينة القديمة وذلك على أنقاض مسجد ابن البيطار.

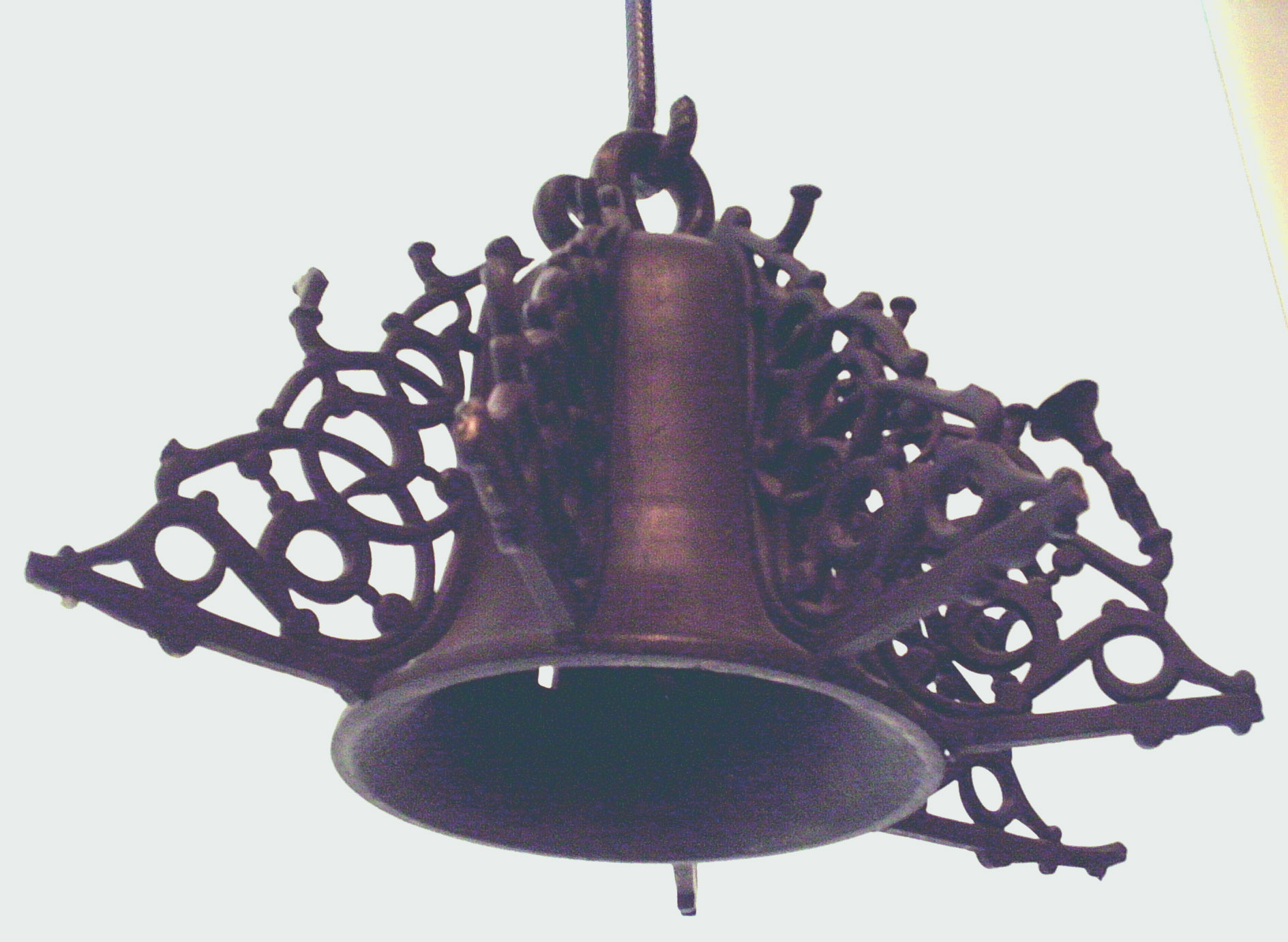
مصباح ناصري نهب من مسجد بوهران.

قام الحاكم كونت ألكوديت عام 1554 بإبرام تحالف مع محمد الشيخ سلطان السعديين في المغرب الأقصى ضد العثمانيين الذين تموقعوا في الجزائر، فتمكن من الحفاظ على الوجود الأسباني. بدأ الأسبان أعمال الترميم في القلعة المخصصة كمقر لحكام المدينة، فجعلوا تحصيناتها (القصبة) تتألف من جدار متواصل تعلوه أبراج قوية متباعدة فيما بينها، وقد أسس الحاكم الإسباني مقره الرئيسي في هذا الجانب. خلال القرن السادس عشر جعل الإسبان من وهران معقل لهم فبنوا فيها سجن على نتوء صخري بالقرب من ميناء المرسى الكبير، قبل أن يشرع المركيز سانتا كروز عام 1563 في بناء قلعة تحمل اسمه على قمة العيدور، الذي سماه الحكام الجدد للمدينة مرجاجو. عام 1568 شهدت المدينة زيارة دون خوان النمساوي القرصان الأوروبي المعروف والذي قضى فيها يومين تفقد فيها تحصينات المدينة.

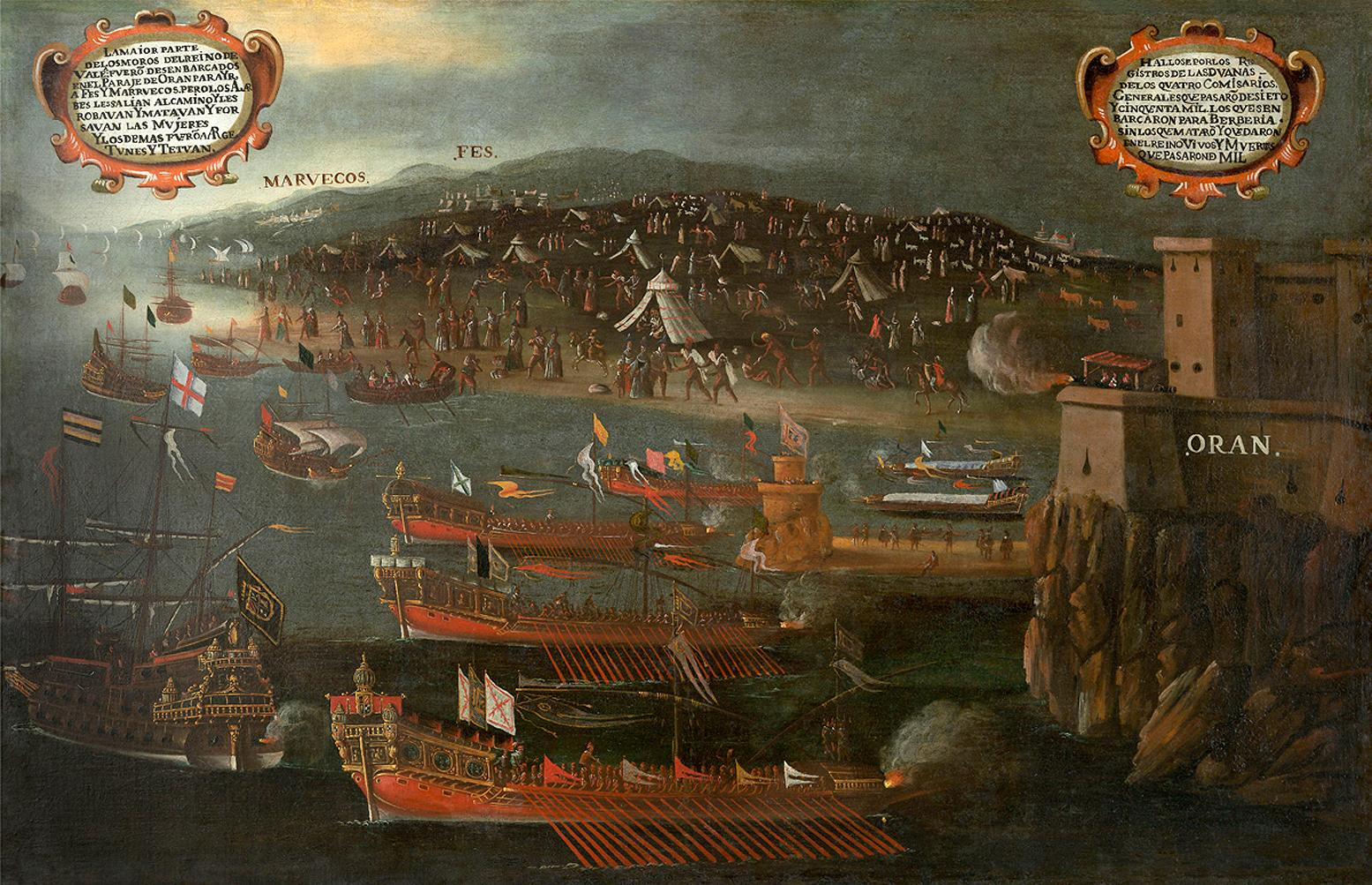
هبوط الموريسكيين في ميناء وهران (1613، فيسنتي ميستر).

انطلاقاً من سنة 1609 وبعد صدور مرسوم الطرد من إسبانيا رست عدة أفواج من الموريسكيين بوهران حيث استقر العديد منهم بالمنطقة. وفي 1669 جاء دور اليهود الذين اعتبروا أعداء للملة ليتم طردهم من أحياء راس العين ورافان بلون،  وقد استقر البعض منهم بجبل الكرنيش العلوي.
بالرغم من التحصينات تعرضت المدينة لإعتداءات مستمرة اقتربت من محيط أسوارها. عام 1707 قام مولاي إسماعيل سلطان العلويين في المغرب الأقصى بمحاولة اقتحام تحصينات روزالكزار لكنه رأى جيشه يهلك أمام الجيش الجزائري بقيادة حسين خوجا الثاني حاكم الجزائر. عام 1708 ألحق الباي مصطفى بن يوسف وهران التي أصبحت تقريباً مهجورة بإيالة ومملكة الجزائر. وفي عام 1732 استعاد الإسبان السيطرة على المدينة.
خلال تلك الفترة شهدت وهران حركة نمو متواصلة أجبرتها على التوسع خارج أسوارها التي تهدمت تدريجياً، وبحلول عام 1770 كان بوهران 532 منزل خاص و42 صرح معماري، ووصل عدد سكانها إلى 2.317 شخص زائد 2.821 مرحّل حر يعيشون من التجارة. بين عاميّ 1780 و1783 اقترح كارلوس الثالث ملك إسبانيا على إنجلترا مبادلة وهران بجبل طارق لكن زلزال عام 1790 والحرائق التي تبعته خلّف 3000 ضحية ودمر المدينة بأكملها. أصبحت المدينة خطرة جدا واستحالت إعادة بنائها والدفاع عنها مكلفة للغاية للعاهل الإسباني الملك كارلوس الرابع الذي بدأ مفاوضات مع داي الجزائر العاصمة لأكثر من عام من أجل تسليمها له. بعد حصار طويل وزلزال جديد حلحل دفاع الإسبان استلم الباي محمد بن عثمان (الملقب بمحمد الكبير) السلطة في المدينة بموجب معاهدة وقعت في 12 سبتمبر 1792.

### الحقبة العثمانية

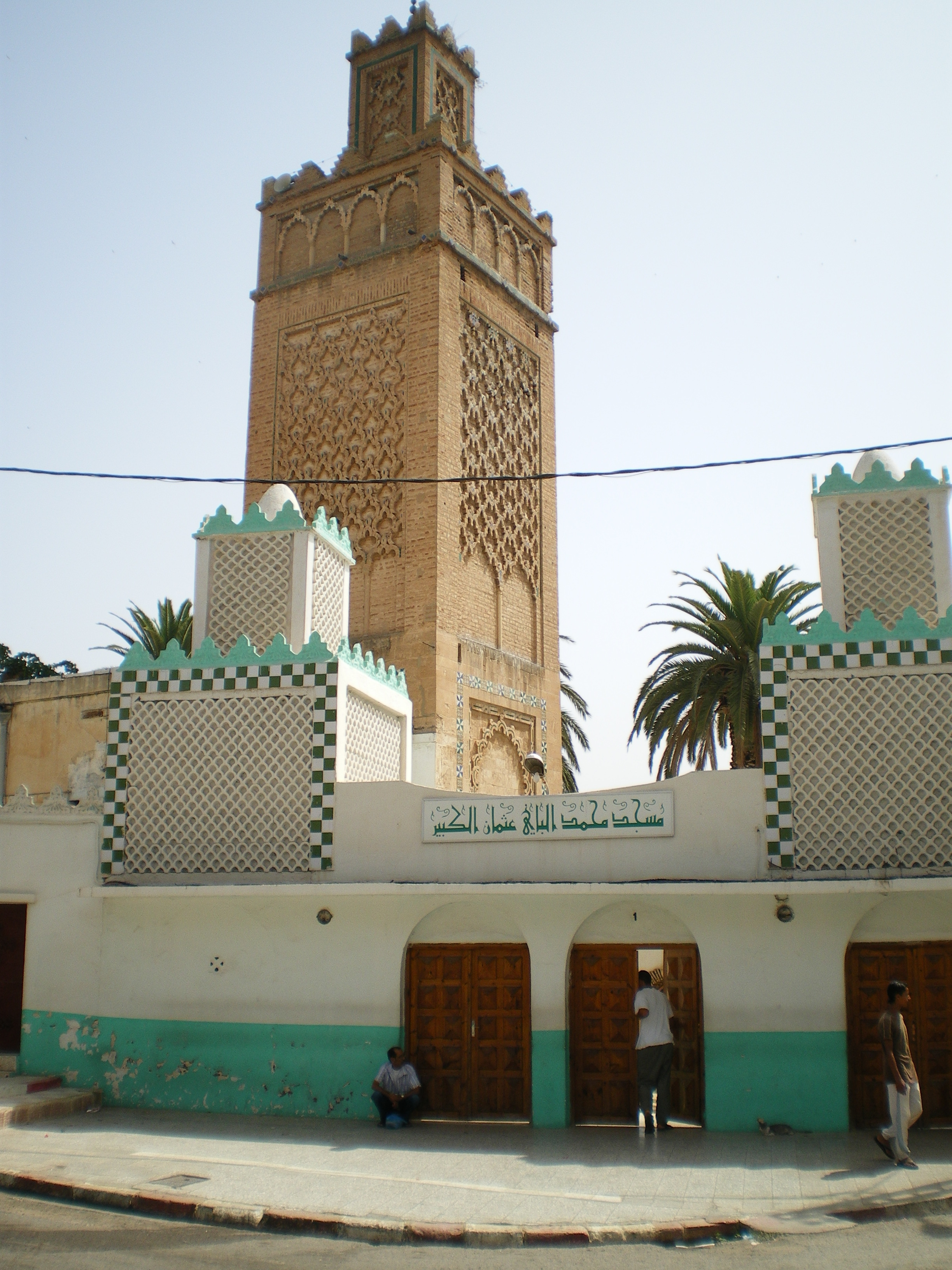
مسجد الباي محمد عثمان الكبير.

انقسمت فترة الحكم العثماني لوهران على فترتين. تبدأ الفترة الأولى من سنة 1708 إلى سنة 1732 أما الفترة الثانية فمن سنة 1792 إلى سنة 1830.
الفترة الأولى (1708-1732)بدأت بتحرير مصطفى بوشلاغم مؤسس مدينة معسكر بأمر من داي الجزائر بتاريخ 20 يناير،  بعد أن ظلت وهران لفترة آخر نقطة صامدة للإسبان على السواحل الجزائرية، وقد جعل منها بوشلاغم عاصمة جديدة لبايلك الغرب الذي كان يحكمه من معسكر. وظل بوشلاغم حاكما لوهران بدون مشاكل حتى سنة 1732 عندما عاود الإسبان الهجوم على المدينة واستطاعوا دخولها في حين لجأ بوشلاغم إلى مستغانم.
الفترة الثانية (1792-1830)تبدأ بعد توقيع الإسبان لاتفاقية بالتنازل عن المدينة مقابل السماح لهم بأخذ المدافع والذخيرة. وبذلك دخلها محمد الكبير أوائل مارس 1792. ويذكر بعض المؤرخين أن من أسباب التنازل العبء الذي كانت تمثله المدينة على إسبانيا خاصة في ظل عدم الاستقرار وتراجع أهمية الميناء، أضف إلى ذلك الزلزال الذي ضرب المدينة ليلة 8 إلى 9 أكتوبر 1790 والذي دمر جزءا هاما منها تبعه حريق وعمليات سطو.
عام 1793 انطلقت أشغال بناء مسجد الباي محمد الكبير، الذي كان مدرسة ومقبرة عائلية للباي، في نفس السنة قام ببناء قبة والي المدينة باسم قاضي بولحبال. عام 1796 بنى العثمانيين من مال فداء الأسرى الإسبان مسجد سموه مسجد الباشا والذي سمي تكريماً لحسن باشا داي الجزائر، بعد رحيلهم كان سيدي محمد الساني المهاجي أول أئمة المسجد، والأخير كان مستشار لباي وهران ومفتش رئيسي في عهد الباي محمد الكبير. عام 1800 حصل بن عبد القادر بن عبد الله المهاجي على منصب قاضي وهران واستمر يشغله حتى وفاته.

### الاستعمار الفرنسي

#### الاستيلاء على المدينة

شعار مدينة وهران خلال حقبة الاستعمار الفرنسي.

في 4 يناير 1831 دخل الجنرال شارل-ماري دينيس دامريمون قائد البعثة الفرنسية وهران التي كانت لا تزال تحمل آثار الزلزال الذي ضربها عام 1790 والذي دمرها بشكل كبير. وفي 17 أغسطس من نفس السنة أسس الجنرال فودواس حامية منها الكتيبة الرابعة بالفيلق الأجنبي وجعل من وهران منطلقا لغزو الجنوب الوهراني.
ذكر القائد داريان،  أن أول محاولة إحصاء جرت عام 4 فبراير 1832، ووصلت إلى نتيجة أن بالمدينة 3856 ساكنا بينهم 2876 من اليهود و730 من الأوروبيين و250 ما سمتهم بالمسلمين (التسمية التي تشير للجزائريين). ومن ضمن 3856 ساكنا هناك 318 شخصا وصفوا على أنهم خدم. وفي حين أن مصادر أخرى تحدثت عن قرابة 18 ألف نسمة، ما يجعل الباحث يصل إلى نتيجة أن محاولة الإحصاء تلك لم تشمل كل الساكنين لسبب من الأسباب. فقد يكون السبب فرار أهل وهران عند دخول المحتل واللجوء للمرتفعات فلم يبقى إلا الحي اليهودي. وقد يكون ضعف القائم على الإحصاء مفتش الشرطة بيجول الذي عين في هذا المنصب حديثا ووجد صعوبات في أداء عمله فاستقال سريعا وكانت محاولة الإحصاء هاته العمل الوحيد المذكور له. أو كل هذه الأسباب مجتمعة وغيرها.

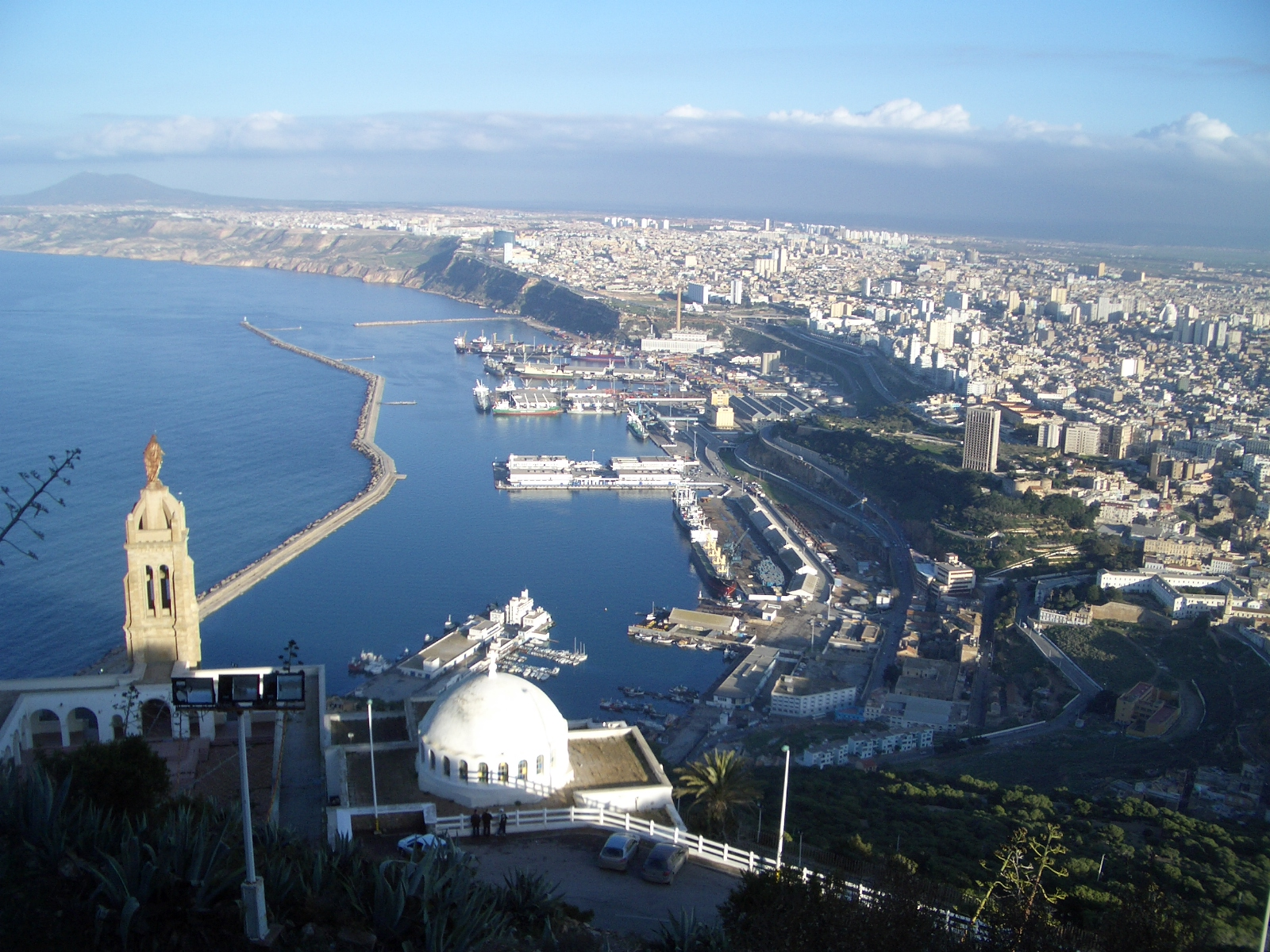
منظر لوهران من قلعة سانتا كروز فوق جبل مرجاجو، مع جبل الأسود في شرق المدينة (أعلى يسار الصورة).

وكانت الخطوات الأولى للإدارة العسكرية هدم البيوت التي تخفي الوجهة الشرقية بين شاطوناف وحصن القديس فيليب ثم تلك التي على تل رأس العين للتقليل من خطر الكمائن. انطلاقاً من 17 أبريل 1832 نشبت معارك متفرقة بين الحامية الفرنسية في وهران بقيادة الجنرال بوير والشيخ محي الدين وابنه الأمير عبد القادر الجزائري. في 11 نوفمبر صدت الحامية بقيادة كروس أفيناس هجوما كبيرا. بايعت قبائل نواحي معسكر عبد القادر بن محي الدين ذي 24 ربيعا سلطانا وقائدا للجهاد والمقاومة ضد الغزو الفرنسي واعترف به «أميرا للمؤمنين».
وقع الأمير عبد القادر في 4 يوليو 1834 على معاهدة دي ميشال، ثم وسع قبضته عندما اعترفت معاهدة تافنة بإمارة الجزائر في مايو 1837 ليكرس سلطته على ثلث البلاد الجزائرية بما فيها كامل الإقليم الوهراني (باستثناء مدن وهران، مستغانم وأرزيو) والعاصمي وبعض مناطق الشرق والجنوب. جمع الأمير عبد القادر أراضيه ووضع سياسة صارمة، وحد الشعب إدارياً لمواجهة المستعمر الفرنسي. وفي 31 يناير 1838، تم الانتهاء من بناء مدينة وهران كبلدية كاملة.

#### التنمية والاستيطان

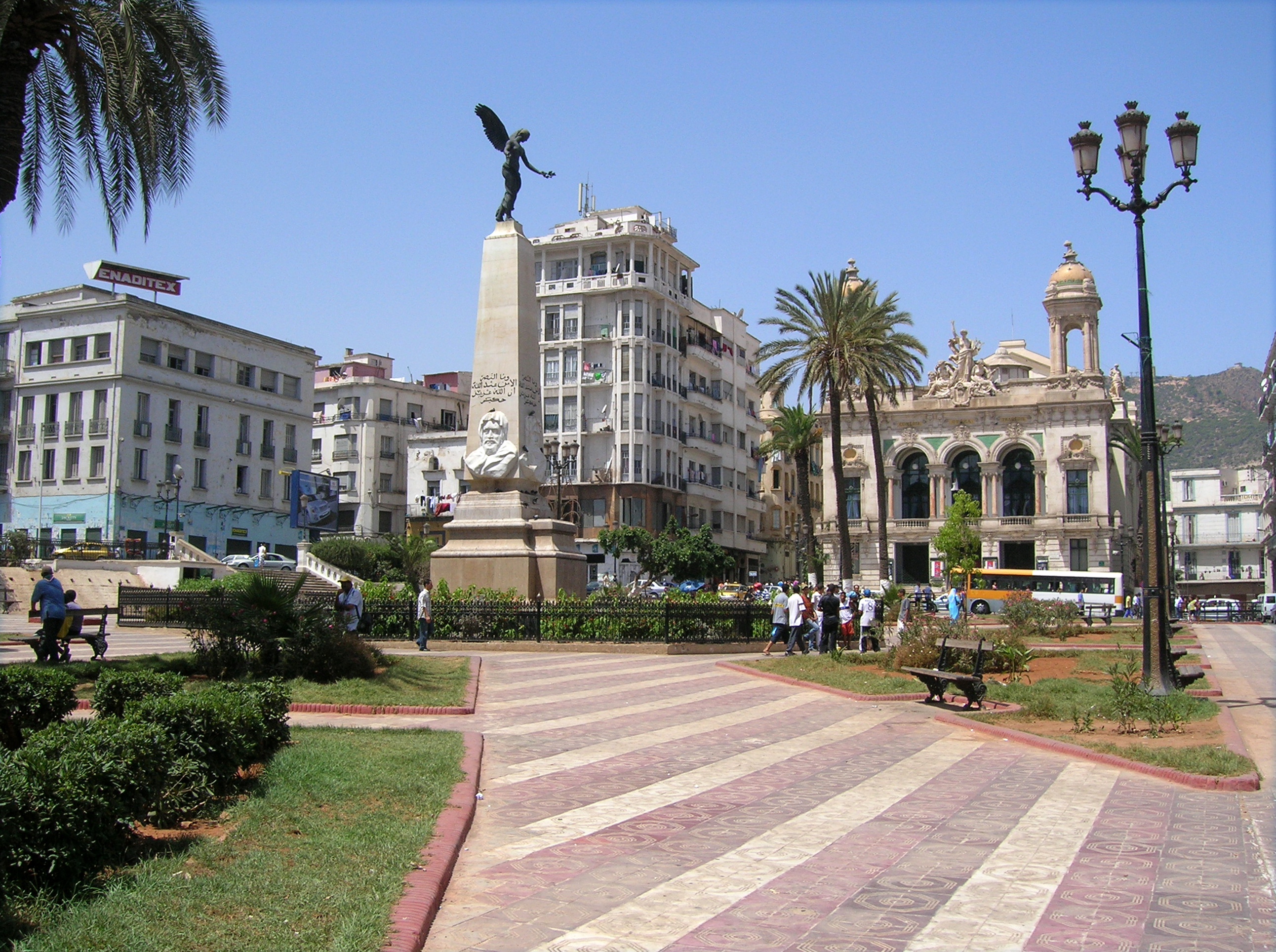
ساحة أول نوفمبر (سابقا ساحة السلاح).

بين عامي 1841 و1847 قام الجنرال لاموريسيار بإعادة تنظيم المدينة بإنشاء أحياء قرية الزنوج، والمدينة الجديدة، وتشريد السكان الأصليين ثم تكييف المدينة لسياسة الاستعمار الاستيطاني. هكذا شهدت وهران موجة من الهجرة الأوروبية:
- 47,300 فرنسي قادمين من الألزاس وفوج ودوفيني ومناطق أخرى من جنوب فرنسا.
- 31,000 إسباني.
- 8,800 مالطي.
- 8,200 إيطالي
- 8,600 سويسري وألماني.

عانت المدينة من وباء الكوليرا الشديد (ما بين 11 أكتوبر و17 نوفمبر 1849)، وتفيد التقارير الحالة المدنية إلى وفاة 1817 شخص قبل أن تضاف إليها عشرة بعد موجة من المهاجرين اليهود من تطوان المغربية.
بالنظر إلى النمو السريع للتنمية بوهران تقرر تطوير الميناء وفقا لحجم المدينة. بدأت الأعمال الأولية في عام 1848، ولم تنتهي الأشغال إلا مع خروج المستعمر عام 1962 لتعطي للميناء شكله الحالي.
أقام الإمبراطور نابليون الثالث عام 1865 بفندق السلام،  ومنح الجنسية الفرنسية للـيهود الجزائريين والأجانب الذين يثبتون ثلاث سنوات من الإقامة في الجزائر. ووجه هذا المرسوم بمقاومة من المستوطنين وتوجب انتظار مرسوم كريميو في 24 أكتوبر 1870 ليتمكن 37000 يهودي من الانتقال من صفة رعية فرنسية إلى مواطن فرنسي. شهدت وهران كما في فرنسا نمو سياسة معادات السامية.

#### مطلع القرن
بعد عام 1890 شهدت المدينة نمواً متواصلاً، حتى تجاوز تعداد سكانها 100 ألف نسمة داخل الأسوار مع مطلع القرن العشرين ما دفعها لتجاوزها والتوسع على الهضبة باتجاه كارجنطا ليتم إنشاء ضواحي جديدة مثل سان أنطوان وأكمول وبولونجي وديلمونت وسان ميشال وميرامار وسان بيار وسانت أوجان وقمبيطة.
أصبحت وهران مكاناً لنشاط مكثف:
- في عام 1892 بحديقة دار الأيتام بمسرغين، استطاع الأب كليمون بعد عملية تهجين من إنتاج نوع جديد من البرتقال الخالي من البذور نسب إليه ألا وهو الكليمونتين.
- عام 1930 تجاوزت قدرة ميناء وهران بالأطنان تلك الخاصة بميناء الجزائر.
- بين 1930 و1932 العديد من الأرقام القياسية الجوية العالمية بالمسافة والتوقيت في مجال مغلق تحققت بمطار السانية.
- احتلت وهران المرتبة الخامسة في ترتيب المدن الفرنسية.[a 6]

#### فترة الحرب العالمية الثانية
شهدت وهران خلال الحرب العالمية الثانية عدة أحداث رئيسية:
- معركة المرسى الكبير في 3 يوليو 1940 بين الأسطول البريطاني والفرنسي مما أدى إلى فقدان ثلاث سفن حربية، بالإضافة إلى وفاة أو اختفاء 1297 بحار وجرح 351 آخرين.
- استسلام وهران إثر عملية الشعلة في 10 نوفمبر 1942. في نفس الشهر أنزل الأمريكيون عدّة فرق عسكرية في الميناء، لتكون نقطة الانطلاق للحملة الإيطالية.

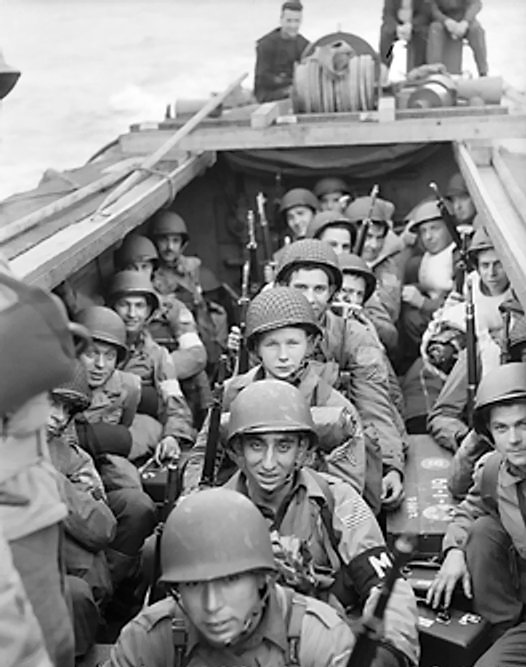
إنزال الأمريكيين بوهران.

عام 1942 فر سكان المناطق الشرقية للإقليم الوهراني بشكل جماعي تجاه وهران. ليتواخم الوضع في المدينة التي لم تكن قادرة على استيعاب هذا العدد، سمي هؤلاء القادمين بالشراقة. كذلك أسست جموعة من النشطاء الوطنيين مقهى الوداد بقلب وسط المدينة الأوروبية. وكان لهذا المقهى دور كبير في تنمية الروح الوطنية ليصبح بمرور الوقت مركز تجمع للأحزاب التي تمثل مختلف الاتجاهات في ذلك الوقت.

#### مابعد الحرب وإرهاصات الثورة الجزائرية
بعد مجازر 8 مايو لسنة 1945 بسطيف وقالمة، تكفلت عائلات وهرانية بيتامى من شرق البلاد. في الفترة ما بين الحرب العالمية الثانية والثورة التحريرية كانت وهران أكثر مدن الجزائر أهولاً بالأوروبيين، وكان سكانها ذوي الأصول الإسبانية يشكلون أكثرية عددية. عام 1948 بلغ عدد سكان المدينة 352.721 نسمة وقدرت نسبة الإسبان بخمسة وستون بالمئة من مجموع الأوروبيين، الذين كانوا بدورهم أكثر عدداً من المسلمين.
في شهر مارس من سنة 1949، قام أحمد بن بلة وحسين آيت أحمد (مسؤولين في حزب الشعب الجزائري)، بعد استعداد بفندق باريس، بسطو على مكتب بريد وهران. قدرت حصيلة العملية بثلاثة ملايين وسبعون ألف (3,070,000) فرنك فرنسي كانت بمثابة مصدر مادي للثورة التي أعلنتها فيما بعد جبهة التحرير الوطني الجزائرية.

### الثورة الجزائرية

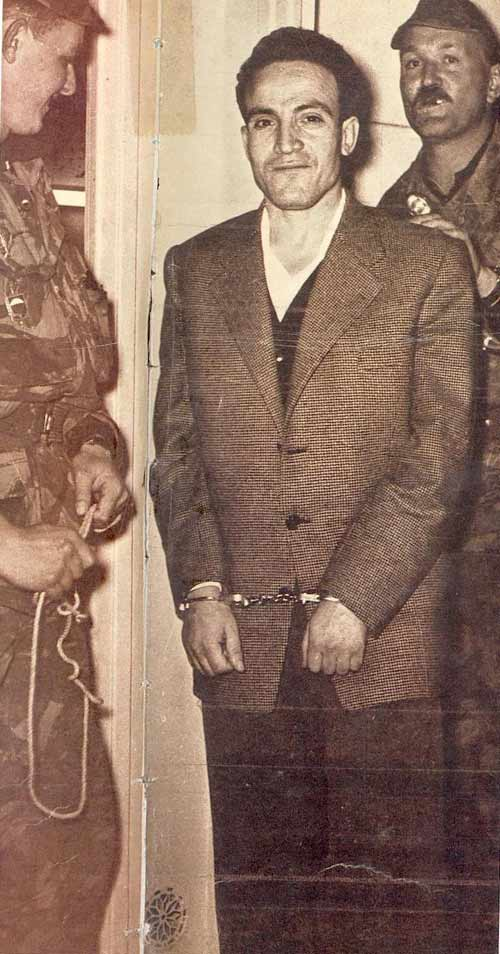
العربي بن مهيدي أثناء اعتقاله.

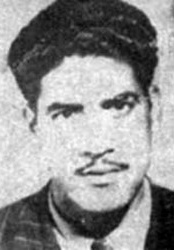
أحمد زبانة، أول محكوم عليه بالإعدام خلال الثورة الجزائرية.

شهدت وهران في 1 مايو 1952 أعمال شغب عكرت صفو المدينة، وفي الفاتح من نوفمبر 1954 اندلعت شعلة الثورة الجزائرية، وأوكلت قيادة الولاية الخامسة التي تشمل كل الإقليم الوهراني للعربي بن مهيدي. في هذه المرحلة كان لدى الجبهة ما بين 50 إلى 60 رجل بالولاية. ترك العربي بن مهيدي قيادة الولاية لعبد الحفيظ بوصوف مع مطلع عام 1957،  وعين أحمد زبانة مسؤولاً عن منطقة زهانة (سان لوسيان) بضواحي وهران مكلف بإمداد الثورة بالرجال والذخيرة اللازمة. وفي 2 نوفمبر 1954 تم توقيف زدور محمد إبراهيم قاسم (ابن سي طيب المهاجي) رفقة مسؤول من الحركة الوطنية بالقاهرة أيام قليلة بعد عودته من مصر.
في 8 نوفمبر 1954 دارت معركة غار بوجليدة بدوار شرفة القعدة (ولاية معسكر حاليا) على بعد40 كم عن وهران،  تم خلالها أسر أحمد زبانة بعد تلقيه لعيارين ناريين، ليتم سجنه بوهران ثم نقله إلى سجن بربروس (سركاجي) حيث يتم تنفيذ حكم الإعدام بالمقصلة بحقه في 19 يونيو 1956،  ليكون أول محكوم بالإعدام في الثورة الجزائرية. بعد سنتين من هذه الحادثة، كان شريط علي شريف آخر مجاهد ينفذ فيه حكم الإعدام بالمقصلة.
في 26 يونيو 1956 أنزل الفوج 14 من المظليين - تولوز بوهران. وساهمت القوة المتمركزة بالمرسى الكبير في اعتراض عدة شحنات من السلاح قادمة من الاتحاد السوفياتي،  بما في ذلك احتجاز باخرة أتوس في 16 أكتوبر 1956 محملة بسبعين طنًا من الذخيرة. خلال زيارة الجنرال ديغول للجزائر بين 9 و13 ديسمبر 1959، تسببت المظاهرات العنيفة بالمدينة بحدوث عدة وفيات. أدّى التصويت بالرفض في استفتاء عام 1961 بشأن السلام في الجزائر إلى ضرب الحصار على المدينة، وعندها تفجرت حوادث بتحريض من جبهة التحرير في وهران، تسببت بمقتل 25 شخص ليغادر بعدها الأوروبيون أحياء الجزائريين.

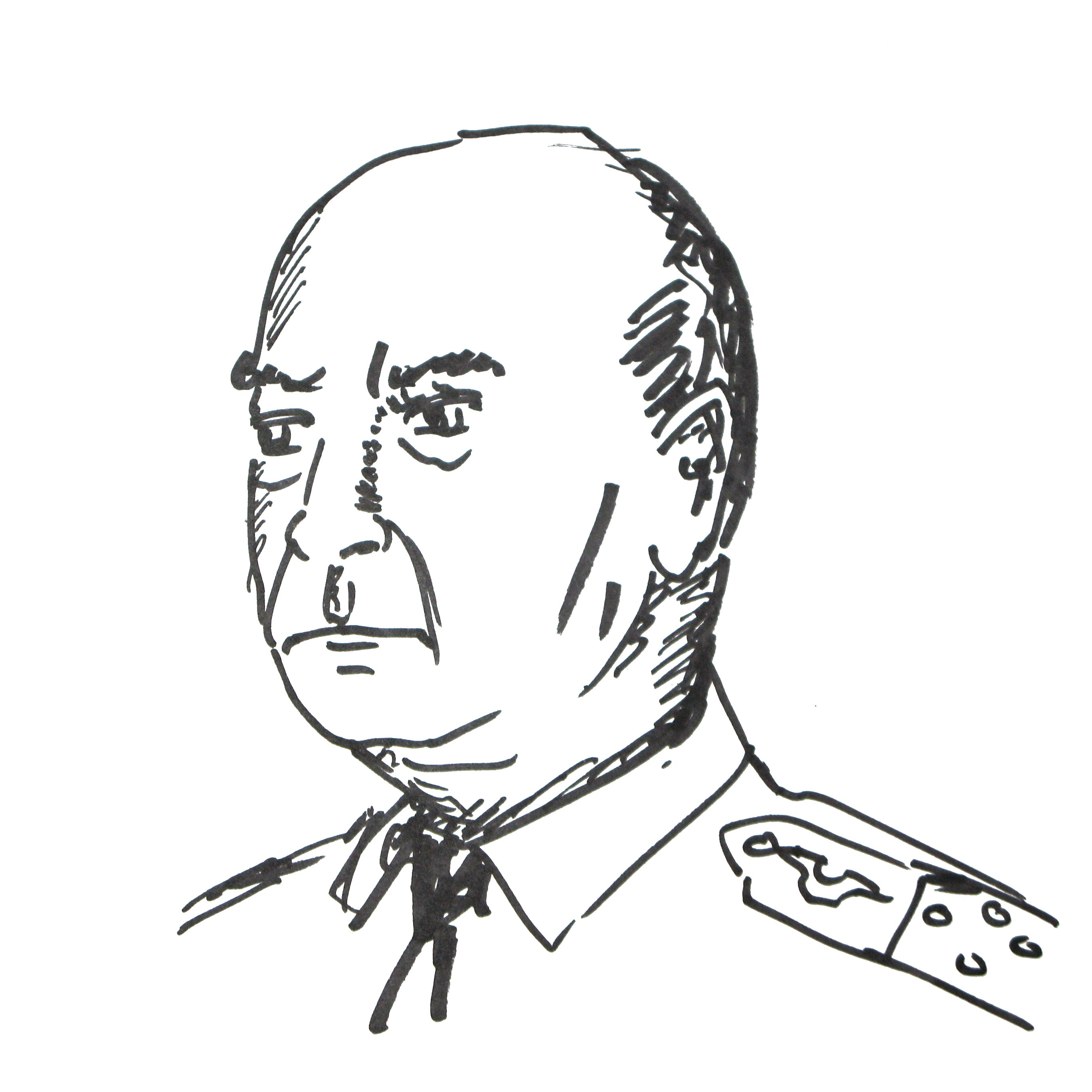
صورة للجنرال إدموند جوهود.

في المدينة ذات الغالبية الأوروبية (وهران) قامت منظمة الجيش السري بمهاجمة الأوروبيين الذين يختلفون معها وكانت المدينة هي الملاذ الأخير للمنظمة. في ديسمبر 1961 اغتالت العقيد رانسون، رئيس مكتب وهران 2. وفي عام 1962 وافقت فرنسا على مبدأ إجراء استفتاء لتقرير المصير في الجزائر، لتندلع الاشتباكات بين الجزائريين والأوروبيين في وهران. في 13 يناير 1962 قام كومندوز من منظمة الجيش السري بإعدام ثلاثة من أعضاء حزب جبهة التحرير الوطني في سجن وهران، وفي اليوم التالي تم قتل أربعة هاربين.
في الربيع وطوال الصيف عانى الأوروبيون والجزائريون المؤيدون لحزب جبهة التحرير الوطني من أسوأ أهوال حرب الجزائر جراء القتال الدامي بين قوات النظامية وأعضاء منظمة الجيش السري. هذه الأخيرة أحرقت ميناء وهران بتفجير سيارتين ملغومتين في أحياء الجزائريين بتاريخ 26 يونيو، وسُجل وقوع 23 قتيلا وإصابة شخصان. في الشهر الموالي نشبت أحداث بين القوات النظامية وأعضاء المنظمة على خلفية القبض على رئيسها في وهران، ألا وهو الجنرال إدموند جوهود، أحد المشاركين في انقلاب الجنرالات على ديغول في 23 أبريل 1961. بعد أربعة أيام حاولت المنظمة دفع الأوروبيين إلى طرد الجزائريين خارج وهران. وفي أواخر أبريل انطلقت معركة بين الدرك الفرنسي والمنظمة. قتل في 14 يونيو الجنرال غيناست والعقيد-طبيب مابيل. بعد ثلاثة أيام استسلمت منظمة الجيش السري في وهران.

### الاستقلال

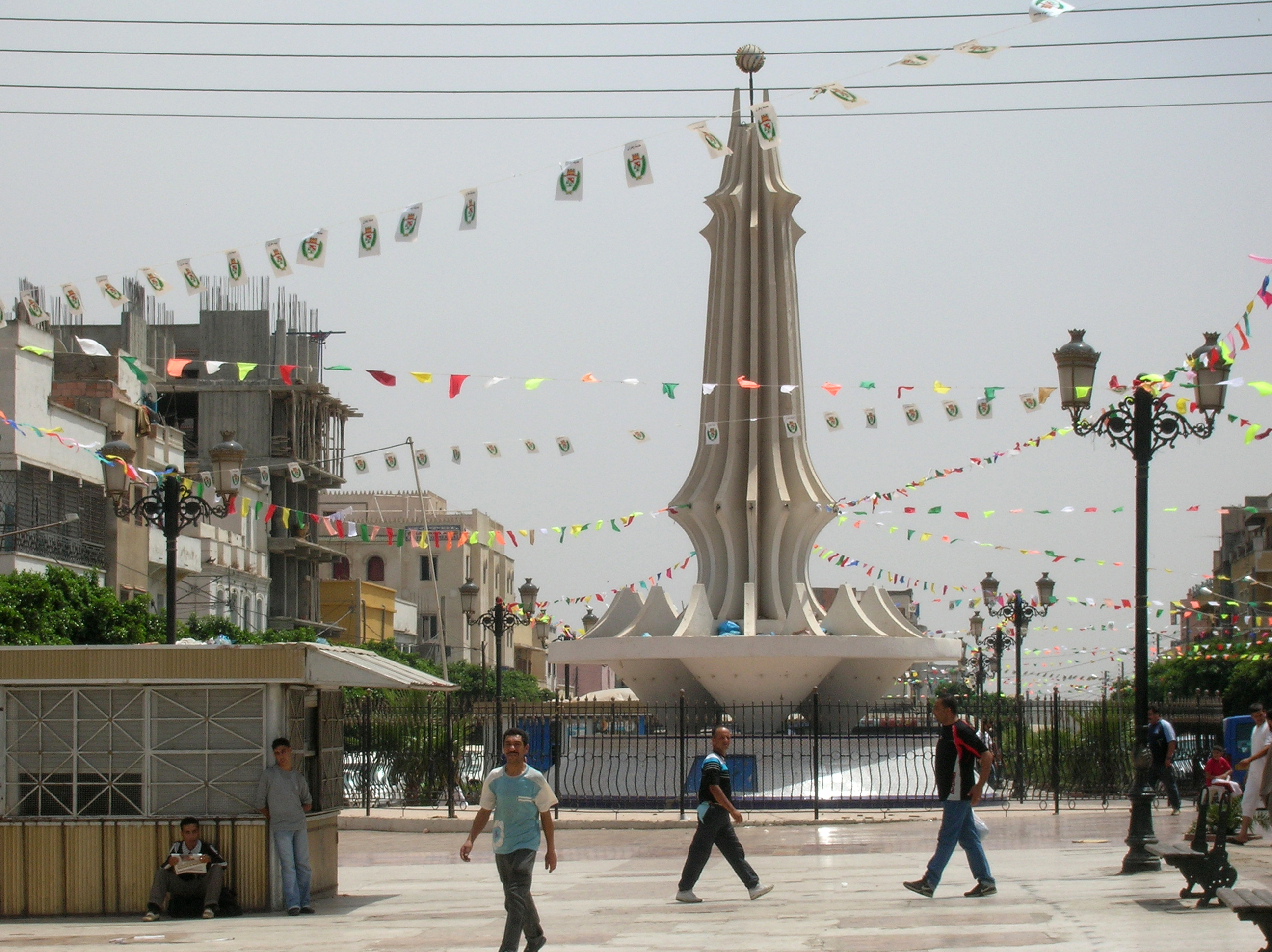
الطحطاحة : ساحة بحي المدينة الجديدة الشعبي يتوسطها نصب تذكاري لشهداء الجزائر.

يوم 5 يوليو 1962 وفي حين كانت جميع أنحاء الجزائر تحتفل بالاستقلال، وقعت أحداث درامية بوهران هي مذبحة 62. فقد انطلقت الحشود في مجزرة انتقامية من الغربيين. رفض الجنرال كاتز التدخل، فقام الملازم رابح خليف بوضع حد لفصيلة من جيش التحرير الوطني الجزائري على رأس 300 مقاتل، وتمكن من تحرير 400 رهينة أوروبية محكومة بالإعدام من قبل جبهة التحرير ثم لجئ إلى فرنسا. اتفاقيات إيفيان نصت على إيجار القاعدة البحرية بالمرسى الكبير وملحقاتها العسكرية لمدة 15 عاماً، لكنها استعيدت عام 1967.
بتاريخ 19 يونيو 1965 احتضنت وهران لقاء القرن الودي بين الجزائر والبرازيل، وجرى اللقاء في ملعب أحمد زبانة أمام 60,000 متفرج وبحضور أحمد بن بلة الرئيس الأول للجزائر المستقلة واللاعب القديم لأولمبي مرسيليا. أقيمت خلال سنوات السبعينات من القرن العشرين الصناعة البترولية بأرزيو. في الوقت الذي قام فيه الهواري بومدين بانقلاب على بن بلة في خطوة سميت آنذاك بالتصحيح الثوري.
قامت السلطات بتحويل مجرى سد تافنة إلى المنطقة الصناعية وميناء أرزيو. لضمان صادرات النفط والغاز وبذلك تم حرمان عاصمة غرب البلاد من كمية كبيرة من المياه العذبة. مع مطلع الثمانينات هدمت السلطات حي لاكالير (بالإسبانية: La Calère) الذي كان يقع على سفح جبل مرجاجو والذي بناه الإسبان أثناء وجودهم في المدينة. هذا الحي القديم للصيادين بالوسط التاريخي والتراثي لوهران كان يعتبر أقدم حي بالباهية.
شهدت الحياة السياسية مطلع التسعينات سيطرة المحافظين الدينيين، حيث فازت الجبهة الإسلامية للإنقاذ في ديسمبر 1991 بالجولة الأولى من الانتخابات التشريعية، لكن نتائج التصويت ألغيت في اليوم الموالي ما أدى إلى مظاهرات سياسية من جميع الجهات في وهران كما في بقية الجزائر. انطلاقاً من عام 1992 بدأت فترة طويلة من العنف. تواجهت خلالها الدولة والجماعات المسلحة. حفظت وهران نسبياً من أعمال العنف المستشرية في البلاد. ومع ذلك فإنها شهدت بعض الاغتيالات لبعض رموزها المشهورين، مثل عبد القادر علولة الذي يعتبر في جميع أنحاء المغرب العربي واحدا من الكتاب المسرحيين الأكثر شعبية في 10 مارس 1994، وملك الراي الشاب حسني في 29 سبتمبر من نفس السنة.

## السكان

### تطور السكان

#### مجموع السكان
عشية الاستعمار الفرنسي، كان هناك بالكاد 18,000 نسمة في وهران وضواحيها، ولا يبدو أن المدينة قد اجتذبت أكثر من 30,000 شخص أوروبي. قارب عدد سكان وهران ضعف هذا الرقم فقط بعد 50 عاما من وصول الفرنسيين. بعد أقل من 70 سنة من بداية الاستعمار تجاوز عدد سكان وهران 100,000 نسمة لتصبح المدينة الفرنسية الخامسة. في أوائل القرن الحادي والعشرين أصبحت واحدة من المدن الرئيسية في المغرب العربي واقترب عدد سكانها بانتظام من مليون نسمة داخل تجمعها الحضري. منذ عام 1831 لم يشهد السكان سوى مرحلة انكماش رئيسية واحدة، خلال الثورة الجزائرية، وبعد اتفاقيات إيفيان غادر السكان الأوروبيون المدينة. أصبح نصف المدينة مهجوراً وتركت المنازل فارغة ليتم شغلها بسرعة بعد الاستقلال.
| 1831 | 1876    | 1886    | 1896    | 1906    | 1911    | 1921    | 1926    | 1931    | 1936    | 1948    | 1953    | 1954    |
| --- | ------- | ------- | ------- | ------- | ------- | ------- | ------- | ------- | ------- | ------- | ------- | ------- |
| 18٬000 | 45٬640  | 63٬929  | 80٬981  | 101٬009 | 118٬023 | 138٬212 | 145٬183 | 187٬981 | 217٬819 | 352٬721 | 415٬299 | 457٬972 |
| 1955 | 1960    | 1965    | 1970    | 1975    | 1980    | 1985    | 1990    | 1995    | 2000    | 2005    | 2010    |         |
| 286٬000 | 305٬000 | 325٬000 | 385٬000 | 466٬000 | 537٬000 | 604٬000 | 647٬000 | 675٬000 | 706٬000 | 765٬000 | 852٬000 |         |
| إحصاءات قبل 1955 المصدر: كتاب وهران، تاريخ مدينة; إحصاءات منذ 1955موقع الأمم المتحدة: مراجعة سنة 2007 لقواعد بيانات السكان. |         |         |         |         |         |         |         |         |         |         |         |         |

#### تطور السكان في وهران

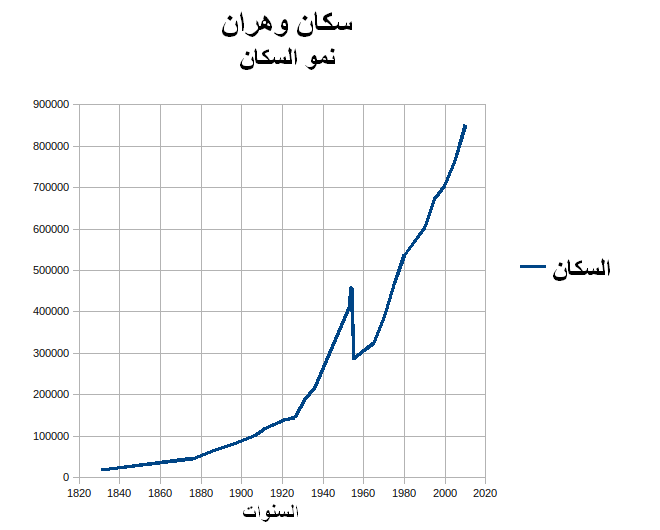
تطور سكان وهران، لاحظ الارتفاع الكبير خلال فترة الثورة الجزائرية سنة 1954.

حسب إحصاء عام 1921 بلغ عدد السكان 138,212 منها 20059 جزائري و118,153 أوروبي (أي 85% من السكان). وجدت هذه الأغلبية منذ عام 1932، وقد زاد عدد السكان بصفة سريعة كنتيجة لقانون الهجرة لعام 1889. بعد أربعون سنة، وبالتحديد عام 1961 قفز عدد السكان ليصل إلى 433 ألف نسمة لكن عدد السكان الأوروبيين بالكاد تضاعف ليصل إلى 213 ألف في حين تضاعف عدد الجزائريين إحدى عشر مرة ليصل إلى 220 ألف.
اجتذبت وهران سكان الجنوب بالرغم من بقائها حتى العام 1954 المدينة الجزائرية الأكثر أهولاً بالأوروبيين، حيث وصلت نسبة قاطنيها منهم إلى 64.5%، غالبيتهم من الإسبان. وفي تقرير القوى السكانية لعام 1961 رجحت الكفة باتجاه الجزائريين ليصبحوا هم الأغلبية، فاستحال النمو الديموغرافي في وهران لصالح الجزائريين الذين استعادوا البيوت التي هجرها الأوروبيين. أكدت آن-ماري ديرانتون كرابول، وهي مؤرخة السياسة الفرنسية قبيل اندلاع الثورة الجزائرية أن: «وهران "كانت" مدينة أوروبية»، وأفادت بأن هذا التقرير الديموغرافي يشرح حسب اعتقادها الشكل الخاص لعنف الثورة الجزائرية. كما لاحظ ميشال كوكيل بأن «وهران [...] ساد الاعتقاد طويلاً بأنها مدينة أوروبية خالصة. في أقل من عشرين عاما، أصبح السكان المسلمين في المدينة أكثر منه في قسنطينة». أدت بداية الثورة الجزائرية إلى رحيل 200 ألف أوروبي،  وبانتهاء الاستعمار الفرنسي اكتسح السكان الأصليون الجزء الأوروبي للمدينة لينقضي بذلك عهد ازدواجية سكان وهران.

### السكان الحاليين

#### أصل السكان الحاليين
أجريت دراسة جينية عام 2007،  على عينة من 102 شخص خرجت بنتيجة أن السكان الجزائريين والوهرانيين هم بنسبة 78% من أصل أمازيغي وشرق أوسطي.
| الأصول      | بربر  | شرق أوسطيون | أوروبيون | سكان جنوب الصحراء | غير مصنفون | المجموع |
| ----------- | ----- | ----------- | -------- | ----------------- | ---------- | ------- |
| نسبة السكان | 50,9% | 27,4%       | 12,8%    | 7,8%              | 1,1%       | 100%    |

#### هرم السكان
يُظهر هرم سكان وهران نسبة كبيرة من الشباب: 42.3% أقل من 20 سنة و62.6% أقل من 30 سنة. يُلاحظ أيضاً انخفاض نسبة الولادات منذ العام 1993، من دون إمكانية تحديد السبب، إذ يحتمل أن يكون العشرية السوداء، أو فقر السكان، أو التحكم الجيد بالولادة. سجلت أضعف نسبة لزواج الأقارب بالجزائر بوهران وقدرت بحوالي 18.5%. يظهر الرسم في الأسفل هرم سكان وهران عام 2007 حسب بيانات موقع مديرية التسيير والتهيئة الأراضي لولاية وهران.

## الهندسة المعمارية والتمدين

### المنظر المدني
إذا كانت الأحياء التاريخية تختلط فيها العمارة الإسبانية، التركية والفرنسية، فإن هضبة كارجنطا ذات البنايات الهصمانية وواجهتها البحرية المستوحاة من واجهة نيس، تمثل الهندسة المعمارية الفرنسية. بعد الاستقلال مباشرة، كان لمخطط مرفقات البلديات، والخطة الثلاثية وأول خطة رباعية، كان لها تأثير ضئيل جدا على التوسع الحضري للمدينة التي هجرت من أغلب سكانها. استكملت الإدارة خطة قسنطينة مع تحويل بعض المساحة العسكرية إلى مباني جامعية. مع المخطط الرباعي الثاني شهد التوسع العمراني ازدهاراً، وتعد هذه التطورات استمرار لخطط التوسع العمراني الاستعمارية مع الاحتفاظ بنفس الأشكال ونفس المحاور.

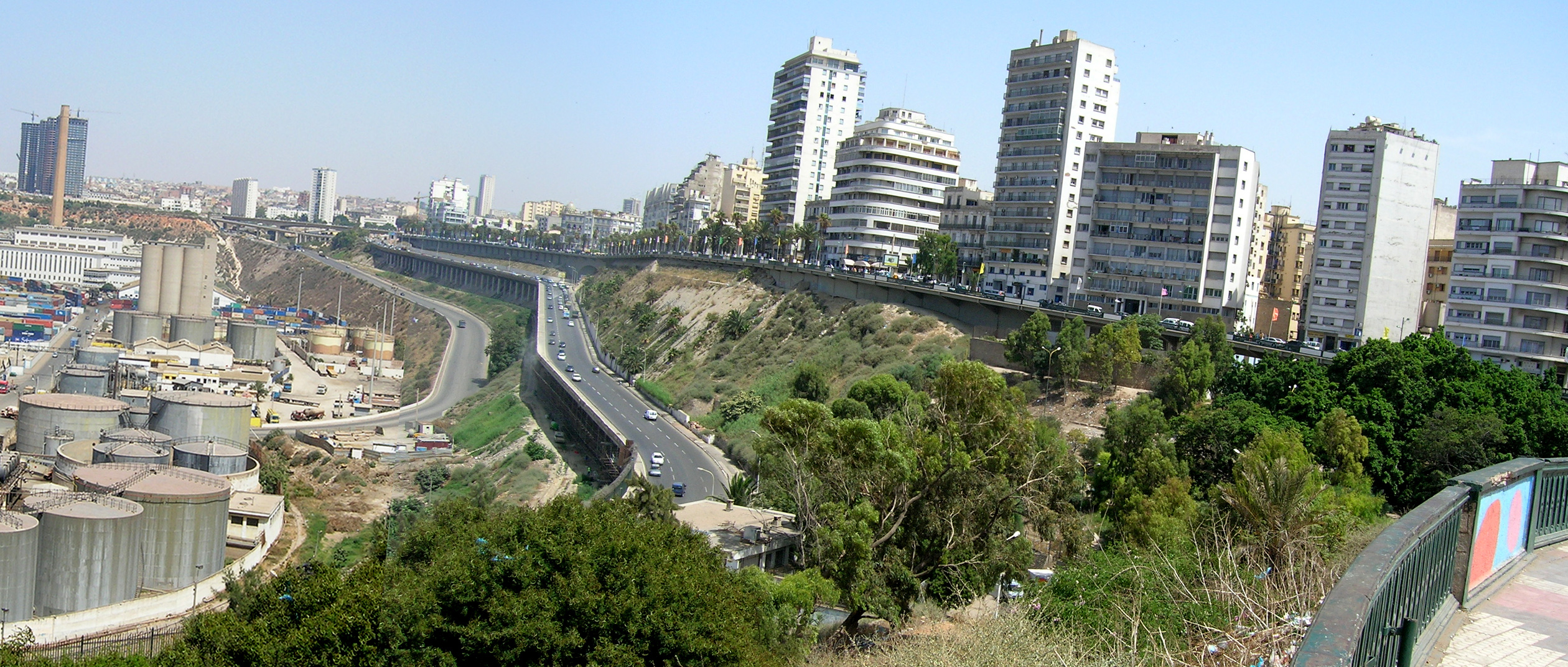
الواجهة البحرية لمدينة وهران المستوحاة من واجهة نيس.

أدى الضغط السكاني في المدينة إلى نقص فادح في السكنات وقد أثبتت برامج الإسكان المحلية عدم كفايتها الواضحة. في إطار البرنامج الرئاسي لمليون سكن، تحصلت وهران على حظيرة جديدة من السكنات فتمكنت من إسكان أو نقل الأسر التي تعيش في مساكن قصديرية أو غير لائقة (رأس العين، المزارعين). يبقى هذا البرنامج غير كافي في ظل انتشار الأحياء العشوائية بوهران. تتطور المدينة نحو الشرق وذلك لوقوف جبل مرجاجو حاجزاً أمام توسعها نحو الغرب الذي تعاني أحيائه (المزارعين وراس العين وسيد الهواري) من الفقر والتهميش. استفاد حي سيد الهواري من برنامج لحماية البناء التاريخي، وهو جزء من خطة تشمل حماية المناطق التاريخية ومعالم المدينة على حساب المباني السكنية والبقايا الأثرية. خلال عام 2008 ظهر بأن الطرق والطرق السريعة والبنية التحتية عموماً كانت غير ملائمة لمدينة من حجم وهران، فكانت تعاني من نقص الترميم والاستثمار، فيما بعد تم إطلاق مشروع إعادة التأهيل والاستثمار.

### العمارة الدينية
في مدينة كوهران، حيث تعايشت الأديان منذ القدم، من الطبيعي وجود أماكن عبادة مختلفة. توجد بوهران مباني تمثل الديانات الإبراهيمية الثلاث، فالمسجدين التاريخيين يقعان بحي سيدي الهواري القديم، وقد بني مسجد الباشا عام 1797 في عهد الباي محمد الكبير بناء على أوامر من الباشا بابا حسن،  وكان مسجد الباي قد بُني قبل أربع سنوات من ذلك. المعلمين الرئيسيين لدور العبادة المسيحية هما الكاتدرائية وكنيسة سانتا كروز:
- كاتدرائية وهران، ذات الطابع الروماني البيزنطي، بنيت ما بين عاميّ 1904 و1913، بالأرغن الكبير، ودشنت في 3 فبراير سنة 1918.[77]
- كنيسة سانتا كروز: بنيت في عام 1850 تحت حصن سانتا كروز بعد تفشي وباء الكوليرا عام 1849 الذي قضى على عدة مئات من الأشخاص، وهي مكرسة لمريم العذراء «سيدة السلام». التمثال الأصلي للعذراء أعيد إلى كنيسة صغيرة بنيت في كهف في نيم بفرنسا عام 1962.

أما بالنسبة لدور العبادة اليهودية، فمن أبرزها كنيس وهران العظيم، والذي تم بنائه بين عاميّ 1880 و1917 على هضبة كارجنطا. ولنظرا لمغادرة اليهود الطوعية للبلاد مع الفرنسيين وتركهم للكنيس، تم تحويله عام 1975 إلى مسجد عبد الله بن سلام نسبة إلى الصحابي عبد الله بن سلام الذي اعتنق الإسلام بعد أن كان يهوديًا غنيًا من سادة يهود المدينة المنورة. تجدر الإشارة إلى أن الكاتدرائية تم تحويلها إلى مكتبة بلدية عام 1983 واستغل لاحقا جزء آخر منها كميدياتيك.

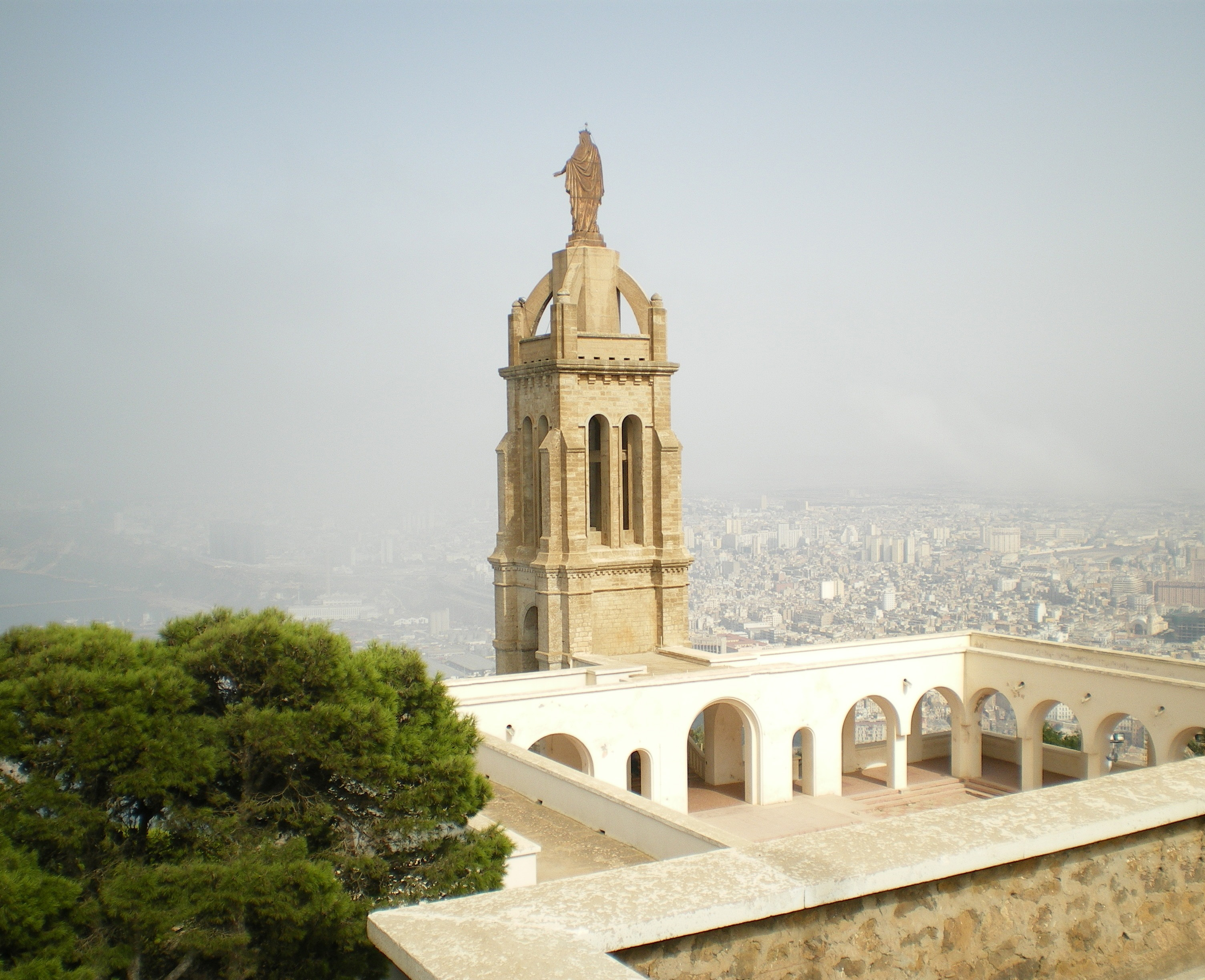
كنيسة سانتا كروز
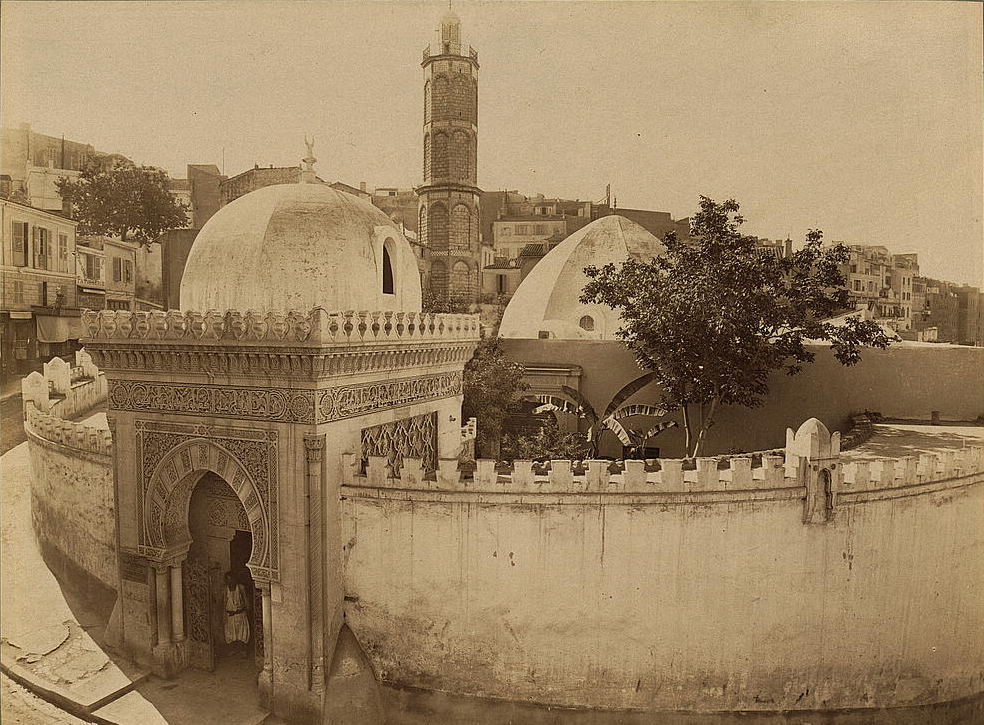
صورة قديمة لمسجد حسن الباشا
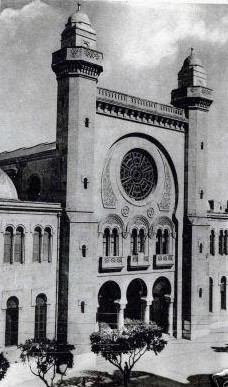
مسجد عبد الله بن سلام (الكنيس سابقا)
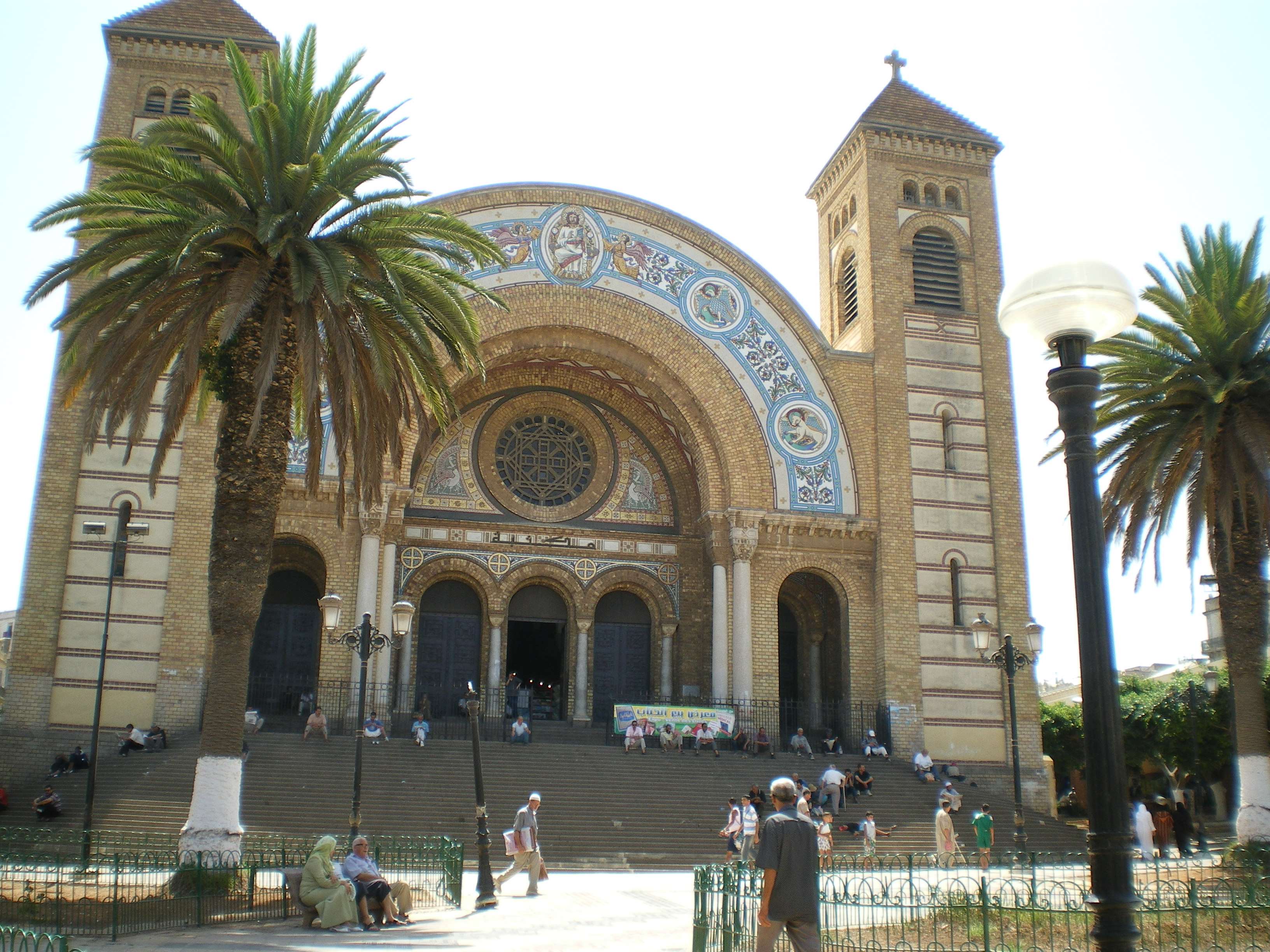
المكتبة العامة (الكاتدرائية سابقا)
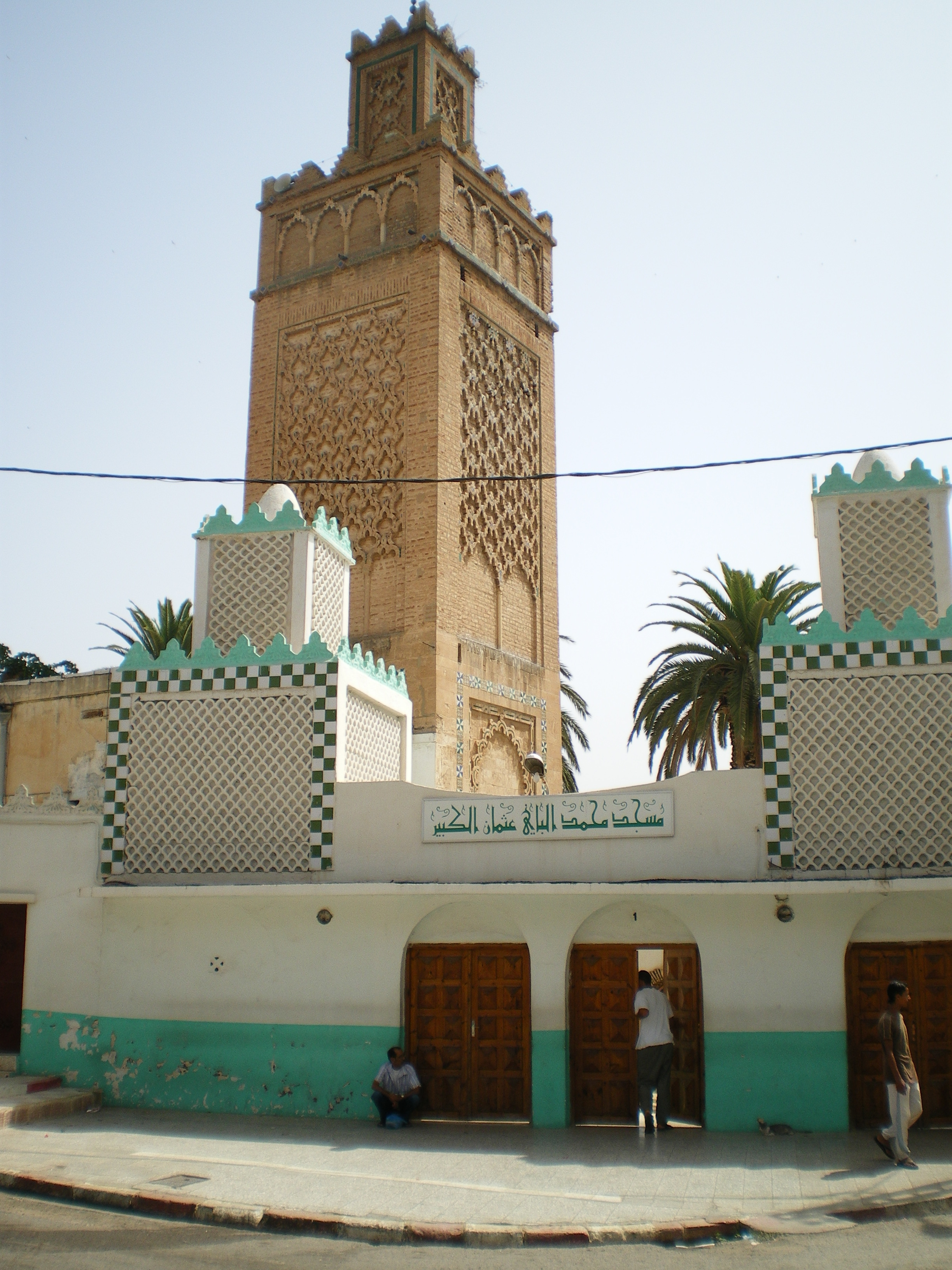
مسجد الباي عثمان الكبير

### الأولياء والأضرحة
بمدينة وهران العديد من الأولياء الصالحين والذين بنيت لهم أضرحة، ومنها: قبة قاضي بو لحبال بسيد الهواري (القصبة القديمة) التي بناها في عام 1793 الباي العثماني المدعو الأعمى. هناك أيضًا قبة الجيلاني مول المايدة (أي صاحب المائدة)، بنيت عام 1425 من قبل أحد تلاميذ سيدي بومدين ولي تلمسان الشهير الذي توفي فجأة قبل الوصول إلى وادي يسر. بنى أتباع أبو مدين على المرتفعات قباب صغيرة كذكرى لأستاذهم عبد القادر الجيلاني المدفون ببغداد.
الإمام سيد الهواري المغراوي واسمه الحقيقي محمد بن عمر الهواري ولد عام 1350 في قرية سور (بالفي قديماً Bellevue) بالقرب من عين تادلس بولاية مستغانم وتوفي في 12 سبتمبر 1439 ودفن بمسقط رأسه وإن اختلفت في ذلك الروايات.

### المقابر
من بين المقابر في مدينة وهران مقبرة سيدي لغريب في جنوب القصبة الغربي، وهي أول مكان لدفن المسلمين وحيث دفن سيدي الغريب والشيخ سيدي هيدور. كما يوجد مقبرة سيدي الفيلالي بموقع قرية إيفري القديمة بلانتور حاليا وهذه الأخيرة لا يدفن فيها إلا أبناء وهران. يمكن الإشارة أيضاً إلى مقبرة بني مزاب بحي رأس العين. من المقابر أخرى: سيدي البشير بحي بلاتو (سان ميشال سابقاً)، الملح بحي لامور (الحمري)، ومقبرة مول الدومة بحي رأس العين التي اغلقت لصالح مقبرة عين البيضاء. خصص الاستعمار الفرنسي مكان بحي سانانس (مقبرة الأغوات) وبها قبور مصطفى بن إسماعيل (شيخ قبيلة دوار) وبن عودة مزاري (شيخ قبيلة زمالة). كما لا تزال قائمة المقبرة الإسبانية برأس العين وأخرى لليهود بالمدينة الجديدة وأخرى للنصارى بحي الحمري.

### أماكن أخرى ملحوظة

#### المساحات الخضراء

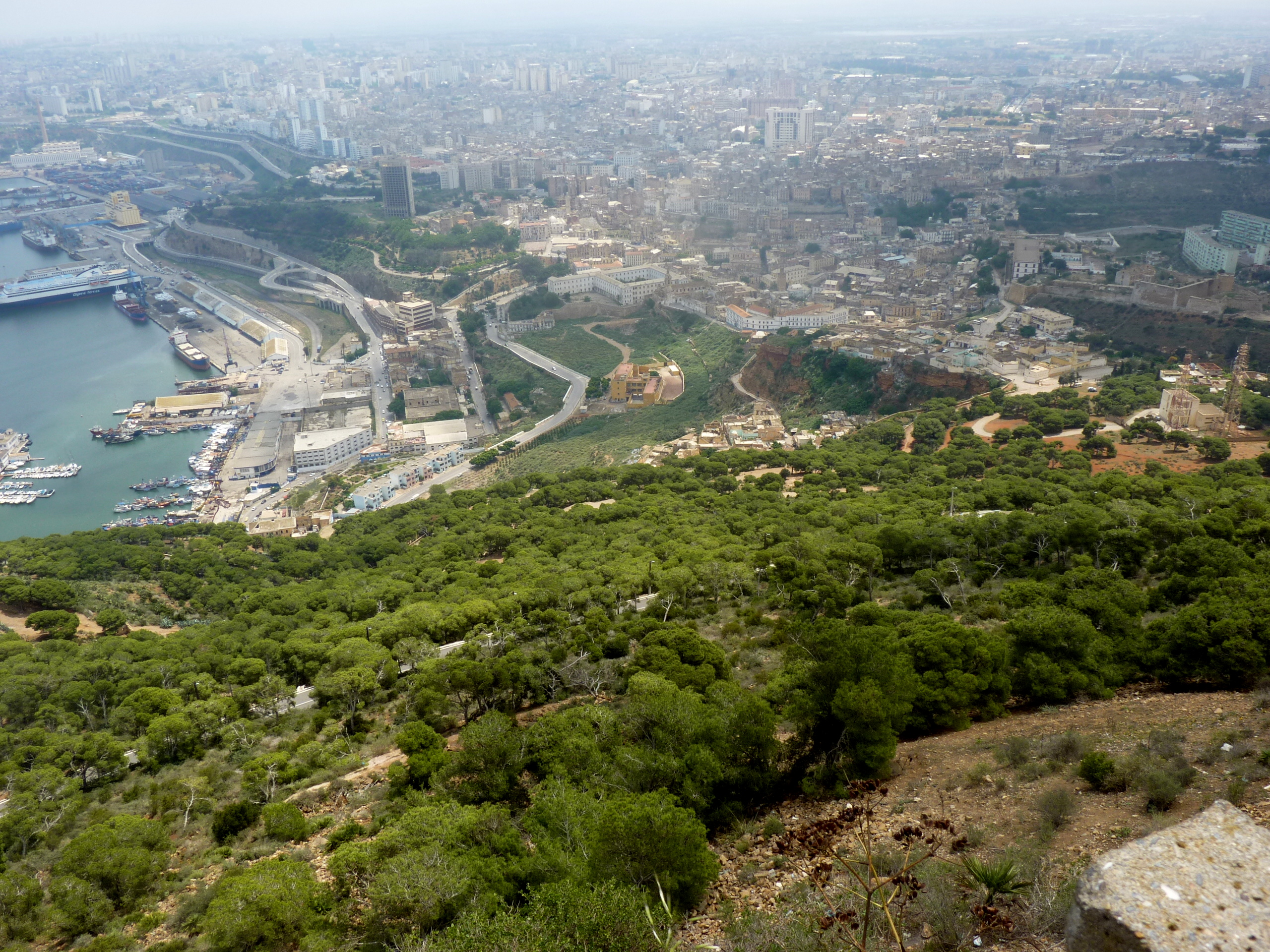
المساحات الخضراء المحيطة بوهران.

منتزه ليتونج هو مجموعة من الحدائق المعلقة على سفح شاطوناف. زرعت الحدائق بأنواع مختلفة وتشرف على البحر. سمي المنتزه نسبة إلى الجنرال جورج ليتونج الذي بدأ تشييده في 1837 وقد صنفت كمعلم تاريخي في عام 1932. جبل مرجاجو هو المكان المفضل للتنزه بالنسبة للوهرانيين حيث يمكنهم زيارة قلعة وكنيسة سانتا كروز. يطل الجبل على البحر والمدينة، وهو مغطى بغطاء نباتي متوسطي، ومن أبرز الأشجار المنتشرة فيه: الصنوبر الحلبي، والتين الشوكي، والأغاف. يمكن الوصول إليه عن طريق البر أو التلفريك

#### سور المدينة وأبوابها
منذ اشتداد الاهتمام بالمدينة والرغبة في المحافظة عليها من الطامعين، شيد حكامها تحصينات للدفاع عنها. كان الفضل لأول حكامها من عاملي أمويي الأندلس خزر بن حفص بإحاطتها بسور ووضع نواة القصبة وبناء عدة أبنية.
وكانت وهران قبيل احتلالها يحيط بها سور إلا من جهة الجرف الشمال الغربي وقد بلغ عرضه حوالي المترين ونصف المتر. ويذكر الأستاذ يحي بوعزيز،  أن السور كان ينطلق من شمال غرب القصبة ابتداء من باب المرسى ويواصل متعرجا غرب القصبة وجنوبها إلى باب الواد عند واد الرحي (وادي رأس العين حاليا) ثم عندها يقطع الوادي إلى الضفة الشرقية ويصعد شرقا إلى نهاية حافة المنحدر عندها يتوجه إلى الجنوب على طول الحافة. ويمر على برج الصبايحية ويتصل ببرج الأمحال عند باب السوق، ويلف ببرج الأمحال من الشرق والشمال على مشارف البحر، ويتجه نحو الغرب ليتصل بمجرى واد الرحي لدى باب عمارة. لا تزال حتى اليوم أجزاء وبقايا من هذا من السور العملاق، غرب القصبة على جرف الجبل وجنوبها ابتداء من باب المرسى، إلى باب الواد وعلى طول الحافة الشرقية لواد الرحي غرب برج العيون وبرج الصبايحية وحي درب اليهود.
أبواب المدينة

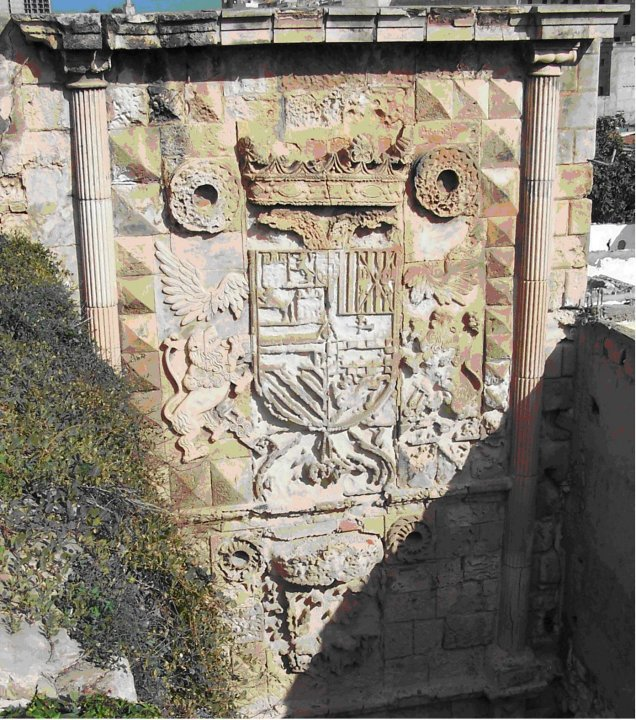
حائط باب إسبانيا.

هنالك أكثر من 6 أبواب (بعضها ورد ذكره فقط في بعض الكتب ولا أثر لها) منها:
- في الشرق بابان:

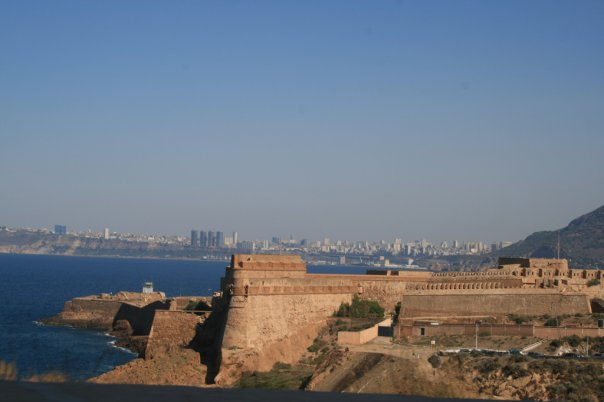
حصن المرسى الكبير.

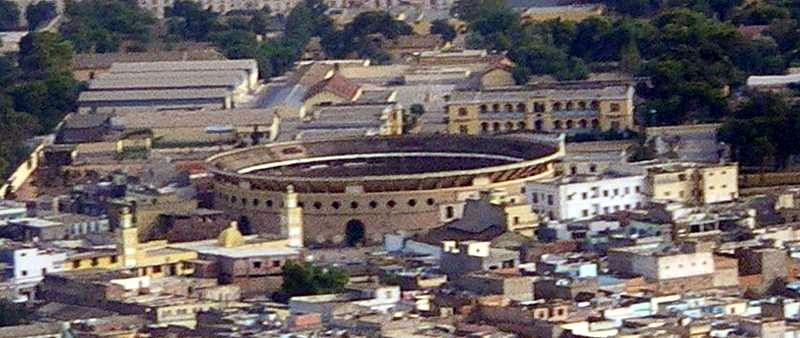
حلبة وهران.

  - باب السوق أو باب نابليون (التسمية الفرنسية).
  - باب الجيارة[78] (بالإسبانية: Rasserio de la Cantera؛ وبالفرنسية: Porte des Carrières أو Porte Saint-André).
- في الجنوب: باب البليل أو باب الواد (بالإسبانية: Rasserio de la Barera)، أو باب تلمسان، ولا يزال قائما للآن.
- في الغرب:
  - باب المرسى أو باب مرسى الكبير (بالفرنسية: porte du Santon)، وباب سانتون الذي بني سنة 1754 في المدينة القديمة.[78]
  - باب القصبة
- في الشمال:
  - باب عمارة غرب البرج الأحمر قرب مجرى واد الرحى.
  - باب كانستيل إلى جنوب باب عمارة غرب القصر الأحمر وما يزال هذا الباب قائما حتى اليوم. ويعود تاريخ تشييده إلى عهد المرنيين وهو ضمن المصنفات الوطنية في سنة 1952.
  - باب الميناء: الذي يسميه الإسبان باب البورتان (بالإسبانية: Baba el peurta).

باب إسبانيا: يقع في القصبة القديمة، وباب إسبانيا هو أحد أكبر الأثار الباقية من العمارة الإسباني بوهران. أنشئ عام 1589 بأمر من قائد الجيش الملكي الإسباني دون بيدرو دي باديلا. للأسف شعار النبالة الذي كان يزينه تعرض لأضرار غير رجعية.

#### القلاع والحصون
تضم وهران أكبر تجمع للحصون العسكرية في أفريقيا،  وتنقسم هذه التحصينات المحيطة بالمدينة إلى قسمين:
- تلك التي تطل على الوادي إلى الشرق على وجه الخصوص قلاع سان فيليب، وسانت أندريه وروزلكزار.
- تلك التي في الغرب المبنية على ذروة الهيدور (مرجاجو) وهي قلعة سانتا كروز وسان غريغوريو.

كانت كل قلاع المدينة محاطة بخنادق عميقة مجهزة بحباك مسلحة بالحديد على محيطها.

#### ميدان المصارعة
كانت حلبة مصارعة الثيران هي الوحيدة المتواجدة في أفريقيا مما يِؤكد بامتياز التواجد الإسباني القوي في وهران، وقد اشتهرت خلال الاحتلال الفرنسي بسمعتها الأوروبية القوية.

## ثقافة

### المسارح والمعاهد الموسيقية وقاعات السينما
تمتلك مدينة وهران مسرحا وحيدا هو المسرح الجهوي عبد القادر علولة المتواجد بساحة أول نوفمبر بوسط المدينة، والتي كانت في العهد الاستعماري أوبيرا مصممة على الشكل الإيطالي. قام بتشييدها المهندس المعماري «أيناز» لذي وضع تصاميم «أوبرا وهران» باسلوب معماري «باروكي». دخل المسرح حيز النشاط منذ سنة 1907. ويقام على هذا المسرح العديد من المسرحيات الجهوية والوطنية والدولية. كما تمتلك وهران مسرحا في الهواء الطلق أطلق عليه اسم حسني شقرون.
المعهد البلدي للموسيقي أحمد وهبي ذو الطراز المعماري الباروكي المنشأ سنة 1907 في العهد الاستعماري، والذي تم ترميمه وافتتاحه سنة 1982، باستطاعته استقبال 350 تلميذا لتلقي دروسهم الموسيقية به، ويرجع له الفضل في تكوين العديد من الأسماء الفنية خاصة في مجال الموسيقى مثل مغني المتخصص في البيانو وقويدر بركات العازف على آلة الكمان، وكذا المطربين كالفنان أحمد وهبي والأستاذ بلاوي الهواري، بالإضافة إلى استقبال المعهد يوميا لجمعيات فنية وموسيقية للمشاركة في الحفلات الفنية سواء التي تنظم داخل وهران أوخارجها. كما أن المعهد عرف زيارة الكثير من الفنانين والمثقفين العالميين أمثال جيمي سميث المتخصص في موسيقى الجاز بـأمريكا وكذا الجوق الموسيقي الفرنسي المتخصص في الآلات النفخية، إضافة إلى الشاعر الفرنسي لايونات وغيرهم من الشخصيات المعروفة.

### المتاحف والمعارض الفنية

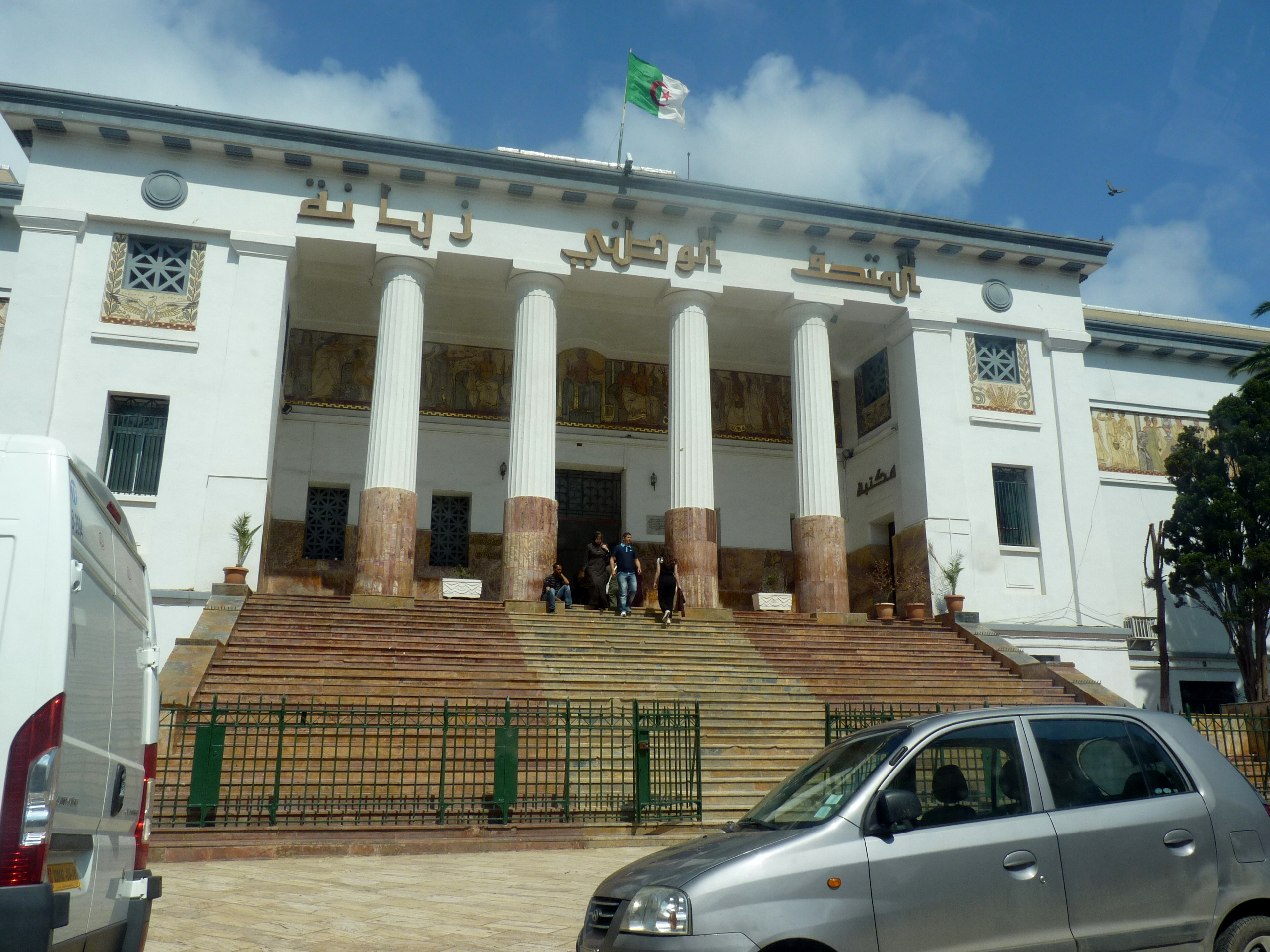
متحف أحمد زبانة.

متحف أحمد زبانة،  ديميغت قديماً، أسس عام 1879 من قبل جمعية الجغرافيا والآثار في محافظة وهران، يرجع تاريخ المبنى إلى العام 1933. أصبح المتحف تحت إشراف وزارة الثقافة منذ عام 1986 وتمت إعادة تسميته «المتحف الوطني أحمد زبانة». يحتوي على سبعة أقسام تركز على وهران ومنطقتها: الفنون الجميلة، المجاهد، علم العملات، ما قبل التاريخ، وهران القديمة، الاثنوغرافيا، والتاريخ الطبيعي. بالإضافة لهذا المتحف هناك «متحف المجاهد» الذي يغطي الذاكرة المادية للنضال من أجل الاستقلال الوطني خلال الثورة الجزائرية.
كما توجد ثلاث معارض فنية تستقبل المعارض الدائمة للرسامين هي المعرض الفني ألفا والمعرض الفني فضاء لوتس والمعرض الفني أرت ويكا، منهم كوسكوسة، أولهاسي، بلهاشمي وعباسي وغيرهم.

### المكتبات والمراكز الثقافية
بغض النظر عن المكتبات الجامعية، تضم وهران خمس مكتبات رئيسية وقصرا للثقافة :
1. المكتبة الجهوية بختي بن عودة : تأسست عام 1983 بالكاتدرائية القديمة. بها مكتبة إعلامية في الطابق تحت الأرضي وأحصي فيها 60,000 كتاب عام 2006.[c 2]
2. المكتبة البلدية : تقع في أحد أجنحة قصر الفنون الجميلة، تضم 29,000 مجلد وبعض المخطوطات العربية.[82]
3. مكتبة الطب والأحياء بوهران : تأسست عام 1990 من قبل مجلس الأبرشية. يتولى تطويرها وإدارتها مجتمع «الآباء البيض».[83]
4. معهد سرفانتس بوهران : له مكتبته الخاصة، تأسست عام 2007 من 2500 وثيقة عن الثقافة لإسبانية واللاتينية.[50]
5. مكتبة المركز الثقافي الفرنسي : تضم أيضاً ثروة كبيرة من المراجع باللغة الفرنسية وفي مختلف المجالات الثقافية، العلمية، الأدبية والتقنية.[84]
6. 'قصر الثقافة والفنون زدور إبراهيم بلقاسم : تأسس سنة 1930، به صالة كبيرة وقاعات للمحاضرات ومسرح صغير ويحتضن طوال الموسم العديد من التجمعات الثقافية والفنية لمدينة وهران.

### مهرجانات وأحداث

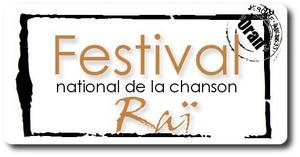
شعار المهرجان الوطني لأغنية الراي.

تشهد وهران العديد من المهرجانات، أشهرها من دون شك مهرجان الراي والمهرجان الدولي للفيلم العربي اللذان ينظمان سنوياً بالمدينة.
مهرجان الموسيقى والأغنية الوهرانية يتطلب من كل فنان المشاركة بما لا يقل عن أغنية واحدة جديدة على الأقل. بعد نهاية المهرجان سالف الذكر بمدة وجيزة ينظم مهرجان الراي من 26 إلى 30 أغسطس وأخيراً يُقام الصالون الوطني للوحة الطفل الذي تنظمه جمعية الفرشاة الحرة (بالفرنسية: Le Libre pinceau) بدار الثقافة زدور محمد إبراهيم قاسم، يشارك فيه أطفال من الولايات الثمانية والأربعين للجزائر بمعدل 3,000 طفل.
كما هناك أحداث ثانوية تستضيفها مدينة وهران أبرزها المهرجان الوطني لأغاني المديحية «ليالي المدح» وشهر التراث ووعدة سيدي الحسني ومهرجان الورود. في شهر رمضان تستضيف زاوية البلقايدية في وهران «دروس المحمدية» الشهيرة لفقهاء من الوطن وحتى من الخارج.

### الموسيقى
يعود الوعي الموسيقي للمدينة لفترة ما بين الحربين وإلى ظاهرة تمدين البدو مع مطربين مثل عبد القادر الخالدي والشيخ حمادة. يجمع الأسلوب الوهراني بين فن الملحون، البدوي والإسباني، وقد استحال موضة في سنوات الستينات من القرن العشرين على يد فنانين أمثال أحمد وهبي وبلاوي الهواري قبل أن يتم تطويرها لاحقاً في الأغنية الوهرانية (الشيخ فتحي مثلاً).

### وهران عاصمة الراي

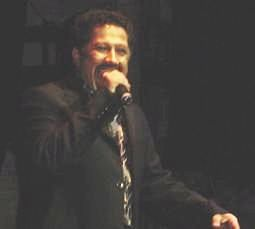
الشاب خالد، أحد مغنيي الراي.

وهران هي عاصمة الراي وهو أسلوب موسيقي من تقاليد جزائرية قديمة. أعتبر الراي، مثل الأغاني الوهرانية والأغنية البدوية، موسيقى محضورة على الملء لمدة طويلة، وذلك لاحتوائها على كلمات بذيئة، قبل أن يطوره خلال سنوات الستينات والسبعينات مجموعة مغنين أمثال بوثلجة بلقاسم. شهد هذا الفن ثورة على يد مغنين وهرانيين أمثال محمد مغني ورشيد بابا أحمد منذ بداية سنوات الثمانينات. هذا الأسلوب الموسيقي ورسائل الاحتجاج والمتعة التي ينقلها تجاهلتها السلطات الجزائرية في البداية وذلك قبل أن يرتبط بالثقافة الجزائرية في عمومها.

### التعليم
كغيرها من مدن الجزائر، تحفل وهران بمراكز تعليمية على كافة المستويات من التعليم الابتدائي إلى غاية التعليم العالي. وتشتهر فيها بعض المدارس وطنيا وعالميا، من بينها ثانوية لطفي إحدى أولى الثانويات على المستوى الوطني بعد الاستقلال والتي تعبر إلى الآن من أرقاها معرفيا.
تعد وهران قطبا جامعيا كبيرا،  فالمدينة وضواحيها تضم عدة جامعات مثل جامعة السانية،  جامعة العلوم والتكنولوجيا محمد بوضياف التي صممها المهندس المعماري الياباني كنزو تانغه بالإضافة إلى المدرسة العليا للأساتذة التعليم التكنولوجي بوهران (ENSET). المدينة أيضاً مقر للعديد من مؤسسات التعليم العالي مثل المعهد الوطني للاتصالات السلكية واللاسلكية وتكنولوجيا المعلومات والاتصال،  ومعهد العلوم الطبية.
تضم المدينة أيضاً العديد من المدارس الخاصة مثل مدرسة التكوين في مجال التسيير والإعلام الآلي والتجارة ابن سينا (EGIC Ibn Sina)، ومعهد تنمية الموارد البشرية (IDRH). خلال الموسم الجامعي 2007/2008 درس بالمدينة 63,094 طالب.

### وهران في الأدب
جعل العديد من الكتاب من وهران مسرحاً لأحداث كتبهم. جعل ميغيل دي ثيربانتس إحدى مراحل روايته الشهيرة دون كيخوتي تقع في وهران. جزء من الرواية كلوفيس داردينتور للكاتب جول فيرن تدور أحداثه في المدينة. أما المراجع الأكثر شهرة فهي على الارجح تلك الموقعة من قبل ألبير كامو في روايته الطاعون وفي مقاله الصيف.
في عام 2015, قامت الكاتبة والروائية ’’هدى درويش’’ الشهيرة باسم حسناء الأدب الجزائري باصدار رواية ’’نساء بلا ذاكرة’’ والتي كانت وهران مسرحا مهما لأحداثها تحديدا منطقة المرسى الكبير.

### فن الطهي الوهراني

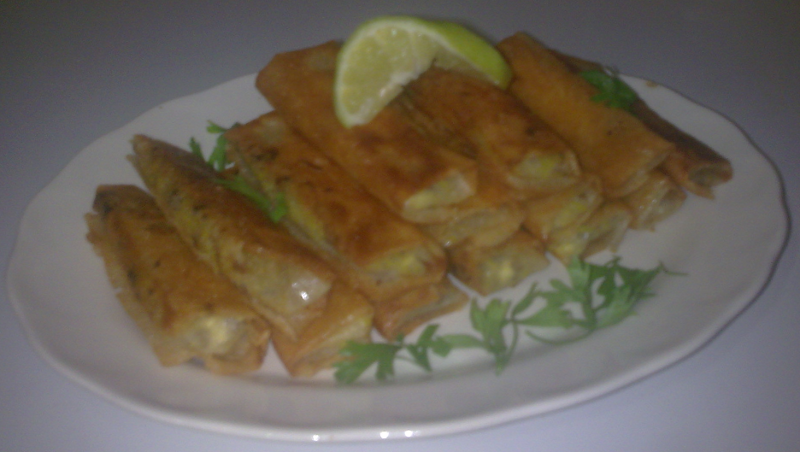
طبق بوراك.

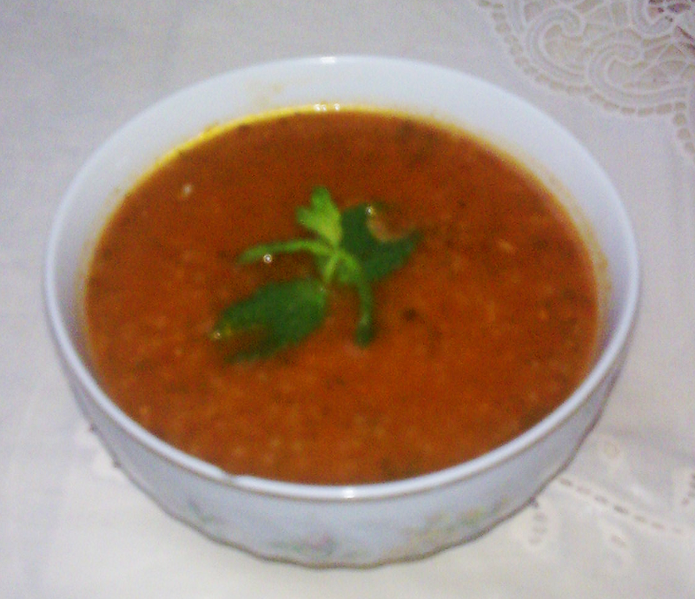
غرفية حريرة على الطريقة الوهرانية.

يُعد فن الطبخ الوهراني عموما متنوع وثري، فهو يجمع المطبخين المتوسطي والمغاربي، محلي وهو متأثر بالمطبخ الجنوب إسباني وإلى حد ما بالمطبخ الفرنسي. وتصفه إليزبيت دوميزون في كتابها «لذائذ المطبخ الوهراني» (بالفرنسية: Les Délices de la cuisine oranaise) بالمطبخ العالمي، والذي يُسمح بالتوجه إلى كل الناس مهما كانت أعراقهم أو عاداتهم.
وهران هي أصل الكثير من الأطعمة والوصفات كالكارنتيكا ولامونا. كيفت المدينة أيضا العديد من الأطباق الإسبانية كالغاسباشو مانشوا،  والمحلية مثل الحريرة والحلزونات خلال فترة الاستعمار الفرنسي. من مفارقات وهران أن كعكة الفاكهة بالمشمش وبالقشدة التي اخترعت في وهران في عهد الاستعمار لا يعرفها سوى القليل من الوهرانيين.

## الاقتصاد

### مجالات النشاط
بعد فشل النموذج الاشتراكي والتصنيع غيرت الجزائر نظامها الاقتصادي عام 1988 للتوجه نحو اقتصاد السوق. هذا التغيير شجع القطاع الخاص على الاستثمار في اقتصاد الدولة المخطط له منذ عام 1962.
يحتل القطاع الثانوي مكانة مهمة في المشهد الاقتصادي الوهراني. صناعة البتروكيماويات ومشتقاتها الطاقوية والمواد البلاستيكية هي المهيمنة على الساحة الاقتصادية. أتاح وجود النفط والغاز تنمية الصناعات المستهلكة للطاقة مثل صناعة الصلب ومواد البناء. بعض القطاعات الأخرى ممثلة تمثيلا جيدا كالنسيج والصناعات الغذائية. القطاع العام لا يزال محتكراً لمعظم مجالات هذه الأنشطة. أما القطاع الخاص فحاضر في صناعة البلاستيك والصناعات الغذائية الزراعية وصناعة الخشب والورق.
إذا كان القطاع الثانوي مهمًا ويغلب عليه القطاع العام، فإن قطاع الخدمات ينمو بسرعة ويرجع ذلك أساسا إلى الجهات الخاصة. تعتبر المدينة موقعا سياحيا بارزا، فكثير من الناس يأتون لاكتشاف أو إعادة اكتشاف هذه المدينة المتوسطية. تقول جون غرانييه في إحدى مقالاتها:«ليس هناك ما هو أكثر جمالاً ولا أكثر أهمية بالنسبة لأولئك الذين يحبون أفريقيا والبحر الأبيض المتوسط من التأمل في انسجامهم من على سانتا كروز... هذه الكومة من العملات البيضاء المتناثرة عشوائيا هي وهران ووصمة الحبر الأرجواني هي البحر الأبيض المتوسط....». تضم وهران خمس عشرة منطقة للتوسع السياحية.

### المعارض ومراكز المؤتمرات

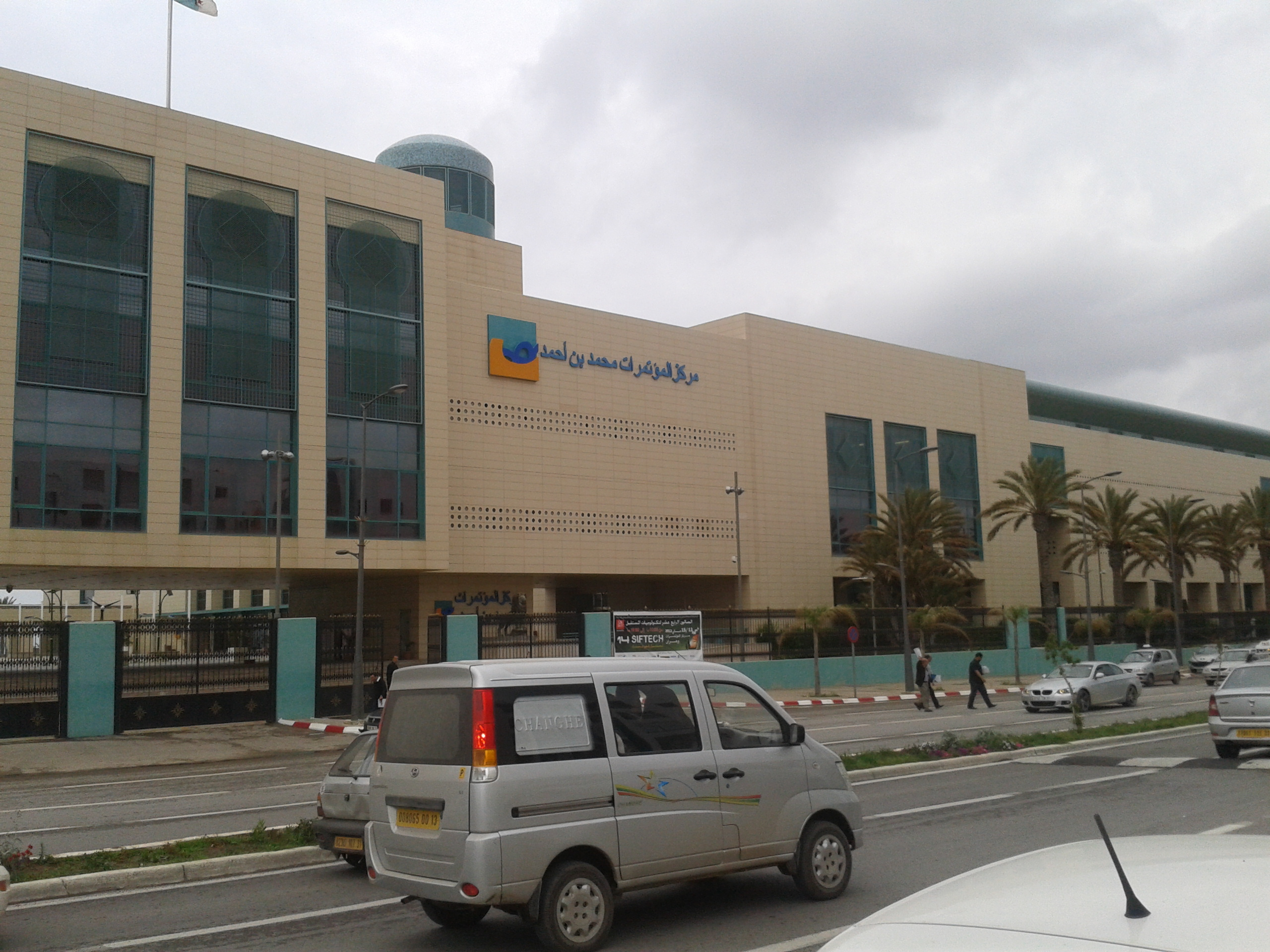
مركز المؤتمرات محمد بن أحمد

تمتلك مدينة وهران قصرا للمعارض بحي المدينة الجديدة تستضيف فيه المعارض المحلية والجهوية، وفي سنة 2010، نظرا لتزايد استضافتها للأحداث الدولية والوطنية الكبرى في كل عام، تعززت مدينة وهران بصرح اقتصادي تمثل في مركز المؤتمرات محمد بن أحمد بحي العقيد لطفي (الجرف) بمساحة إجمالية قدرها 8.6 هكتار (أكبر مركز مؤتمرات في شمال أفريقيا) والمجهز بقصر للمعارض بمساحة 20.560 م² وقاعة للمحاضرات بسعة 3000 مقعد وقاعات أخرى والمجهز بوسائل تكنولوجية ذات بعد عالمي. كما يتواجد المقر الإداري الفرعي لشركة المحروقات الوطنية سوناطراك بحي جمال الدين.
ومن المعروف في المدينة استضافتها للمؤتمرات والمعارض الدولية بما في ذلك : منتدى الدول المصدرة للنفط 2010، الندوة الدولية 16 للغاز الطبيعي المسال 2010، المنتدى العالمي لمكافحة الإرهاب 2013، الندوة الإفريقية للإنتربول 2013، الندوة الإفريقية حول التنمية الخضراء 2014، المهرجان الدولي للفيلم العربي (سنويا)، المعرض الدولي لتكنولوجيا المستقبل (سنويا)، المعرض الدولي للتكنولوجيات المتجددة (سنويا).

### السياحة
تمتلك مدينة وهران العديد من المعالم الدينية والتاريخية المختلفة، لتكون بذلك السياحة في وهران شاملة كل أنواعها السياحة التجارية والأعمال، والسياحة الدينية، والسياحة الثقافية والتراثية، بالإضافة إلى السياحة الترفيهية.
تعرف السياحة بمدينة وهران انبعاثا جديدا، حيث يزوروها سنويا في فصل الصيف 14 مليون زائر من مختلف ولايات الوطن وحتى من الخارج. تحصي مدينة وهران 95 فندق منها 45 فندق مُصنف من مختلف العلامات الوطنية والدولية. تُركز مُعظمها على سياحة الأعمال كون وهران العاصمة الاقتصادية للبلاد، منها ثلاث فنادق بخمس نجوم هي الشيراطون والميريديان ورويال، وفندقين بأربع نجوم هما الحرية وحياة ريجنسي وست فنادق ذات ثلاث نجوم هي شرم الشيخ والمدينة وهنا الفردوس وهران سونتر وإيبيس وهران ومونبارناس.
تمتلك مدينة وهران بعدا تاريخيا كبيرا لامتلاكها الكثير من المعالم والآثار التاريخية والدينية التي تمتزج بعبق الحضارة العثمانية وفترة الاحتلال الفرنسي وكذا التراث الإسباني بالإضافة إلى المناظر الطبيعية، والتي تجذب إليها العديد من السياح من داخل الوطن وخارجه، أبرزها قلعة سانتا كروز التي بُنيت من قبل الإسبان من عام 1577 حتى 1604 وكانت القلعة مكانا محصنا وقد ساعد موقعها الاستراتيجي في الحفاظ على شكلها سليما رغم مرور السنين، بالإضافة لـكنيسة سانتا كروز وغابة مولاي عبد القادر الموجودة بمرتفعات جبل المرجاجو، وجامع الباشا بسيدي الهواري وساحة أول نوفمبر التي كانت تشهد أهم الاحتفالات والتجمعات الفلكلورية والمخلدة للأعياد الوطنية والتي تم تجديدها سنة 2012 مع دخول الترامواي الخدمة.

## النقل

### المطار

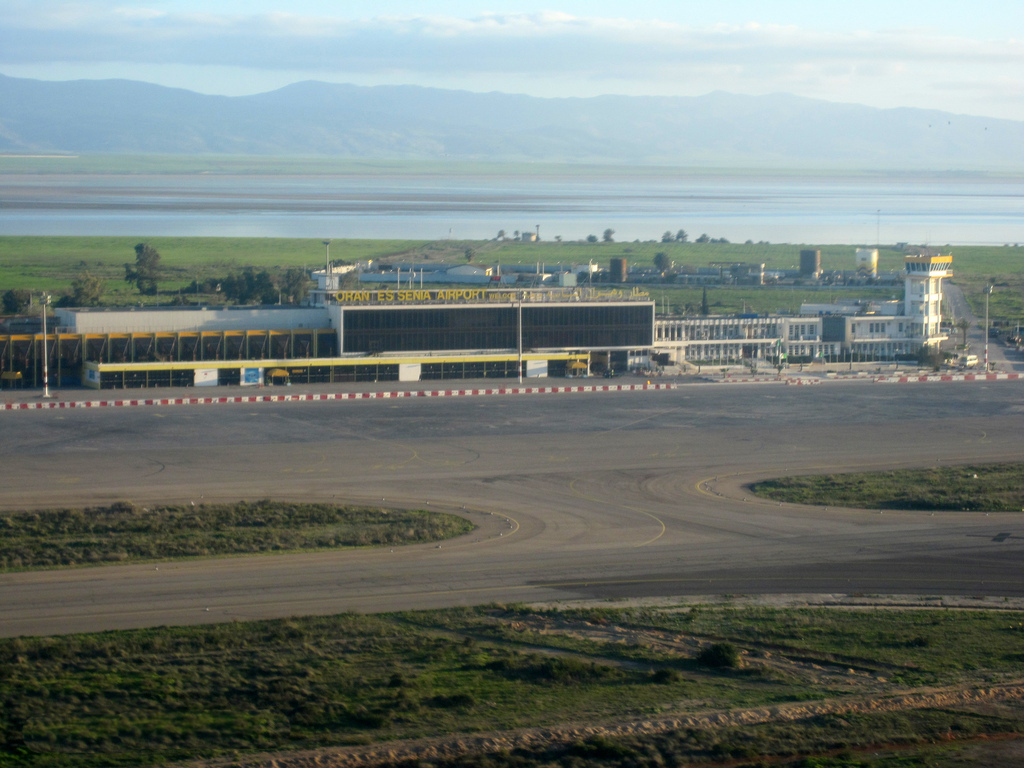
المحطة الحالية لمطار وهران الدولي أحمد بن بلة.

مدينة وهران يخدمها مطار وهران الدولي أحمد بن بلة، على بعد 12 كم من وسط مدينة وهران. هو ثاني أكبر مطار في الجزائر. يخدم المطار الدولي أيضا كل الولايات الغربية (مستغانم، معسكر، عين تموشنت، سيدي بلعباس). تتم حركة المرور فيه بشكل رئيسي نحو المدن الجزائرية داخليا ونحو فرنسا وإسبانيا والمغرب خارجيا. ويعالج المطار قرابة 930.000 مسافر سنويا. يتم ربط المطار بالمدينة عبر الطرق السريعة في انتظار دخول مشروع خط الترامواي.
شرع في نهاية سنة 2012 في بناء المحطة الجوية الجديدة لمطار وهران الدولي«أحمد بن بلة» على مساحة مبنية تقدر بأزيد من 31 ألف م² من المساحة الإجمالية للموقع الجديد للمطار التي تناهز 1110 هكتار، وتعتبر هذه المحطة التي يتم إنجازها وفق نمط عصري بأنظمة تكنولوجية متقدمة الاعتماد على الألواح الشمسية كمصدر أساسيللطاقة من أجل تغطية حاجيات الإنارة والتبريد، يتوقع أن تبلغ حركة المسافرين بعد استلام المشروع حوالي 2.5 مليون مسافرا في السنة إلى جانب طاقة معالجة 6 رحلات في نفس الوقت.

### النقل البحري
يرتبط ميناء وهران بموانئ المدن الأوروبية المتوسطية مثل مرسيليا بفرنسا، أليكانتي وألمرية ولا سبيتسيا بإسبانيا بواسطة الشركتين المتخصصتين بـالنقل البحري وهما الشركة الوطنية الجزائرية للنقل البحري (ENTVM) والفرنسية المؤسسة الوطنية للملاحة كورسيكا المتوسطي (SNCM).

### النقل الحضري

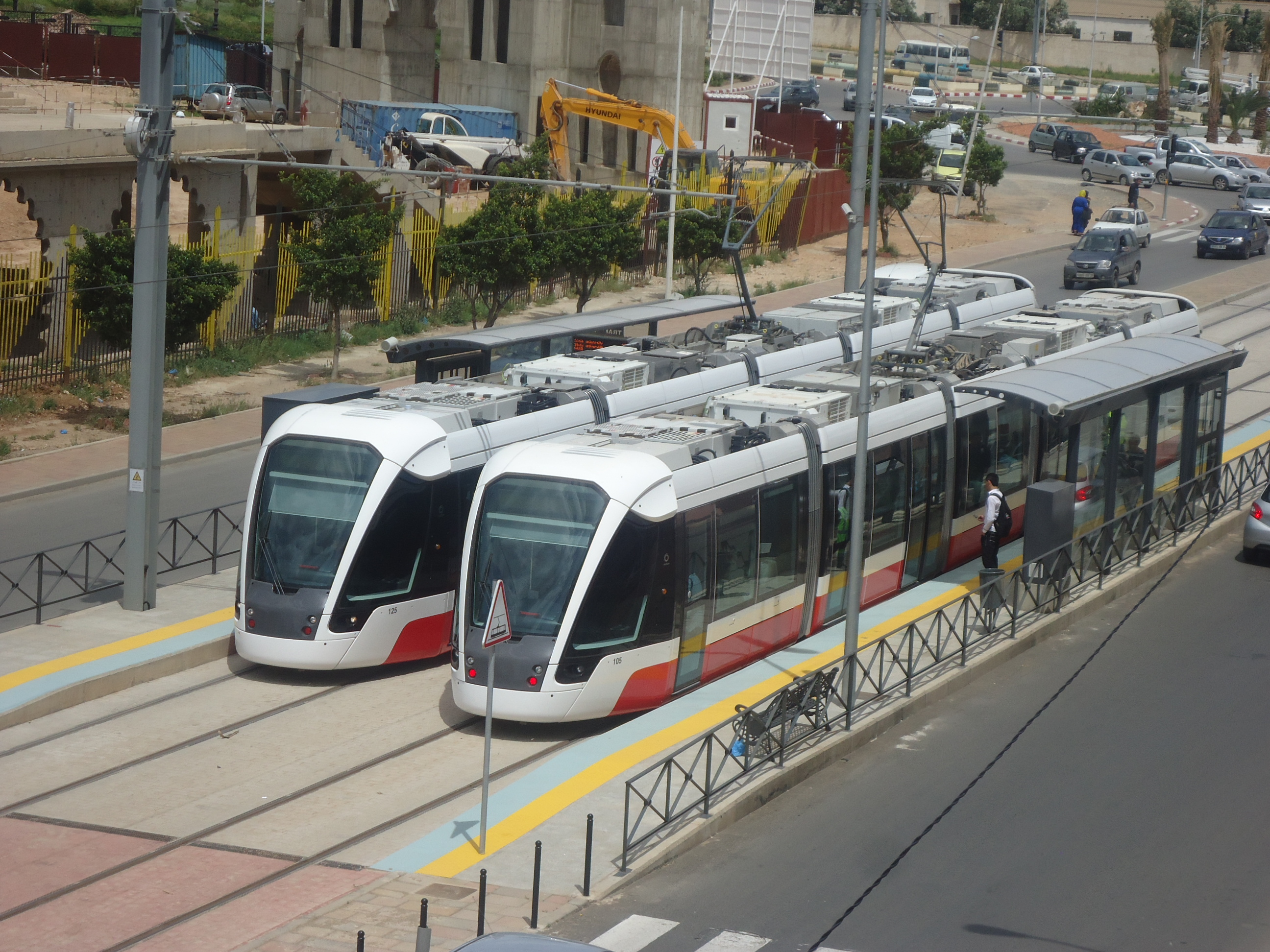
عربتا ترام متوقفتان بمحطة مسجد ابن باديس.

تخدم مدينة وهران شبكة نقل عمومية محلية يتضمن الترامواي والتلفيريك وشبكة الحافلات في انتظار دخول المترو. يضمن الترامواي النقل عبر خط وحيد يربط بين مستودع سيدي معروف ببلدية سيدي الشحمي (المخرج الشرقي لمدينة وهران) وجامعة السانية ببلدية السانية بالضاحية الجنوبية لمدينة وهران بمسافة تقدر بـ18.7 كم بـ32 محطة وتضم 4 أقطاب للتبادل، تسيره شركة تسيير خطوط الترامواي (Setram) الفرانكو-جزائرية.
كما برمج تمديد مساره من حي «ايسطو» في اتجاه بلدية بئر الجير شرقا ومن بلدية السانية إلى مطار وهران الدولي أحمد بن بلة من الجهة الجنوبية ومن محطة النقل البري للمسافرين بحي «الحمري» في اتجاه حي «بن عربة» غربا.
تضمن مؤسسة النقل الحضري لوهران (ETO) النقل العام عبر الحافلات حيث تغطي تغطية شاملة لعاصمة الغرب الجزائري وضواحيها وتتكون من 50 حافلة. بالإضافة إلى النقل بـالتلفريك الذي يربط بين غابة مولاي عبد القادر (بلاطو المرجاجو) وماجنطا (ساحة بن داود) مرورا بحي بلانتور وقلعة سانتا كروز التاريخية.

### السكك الحديدية

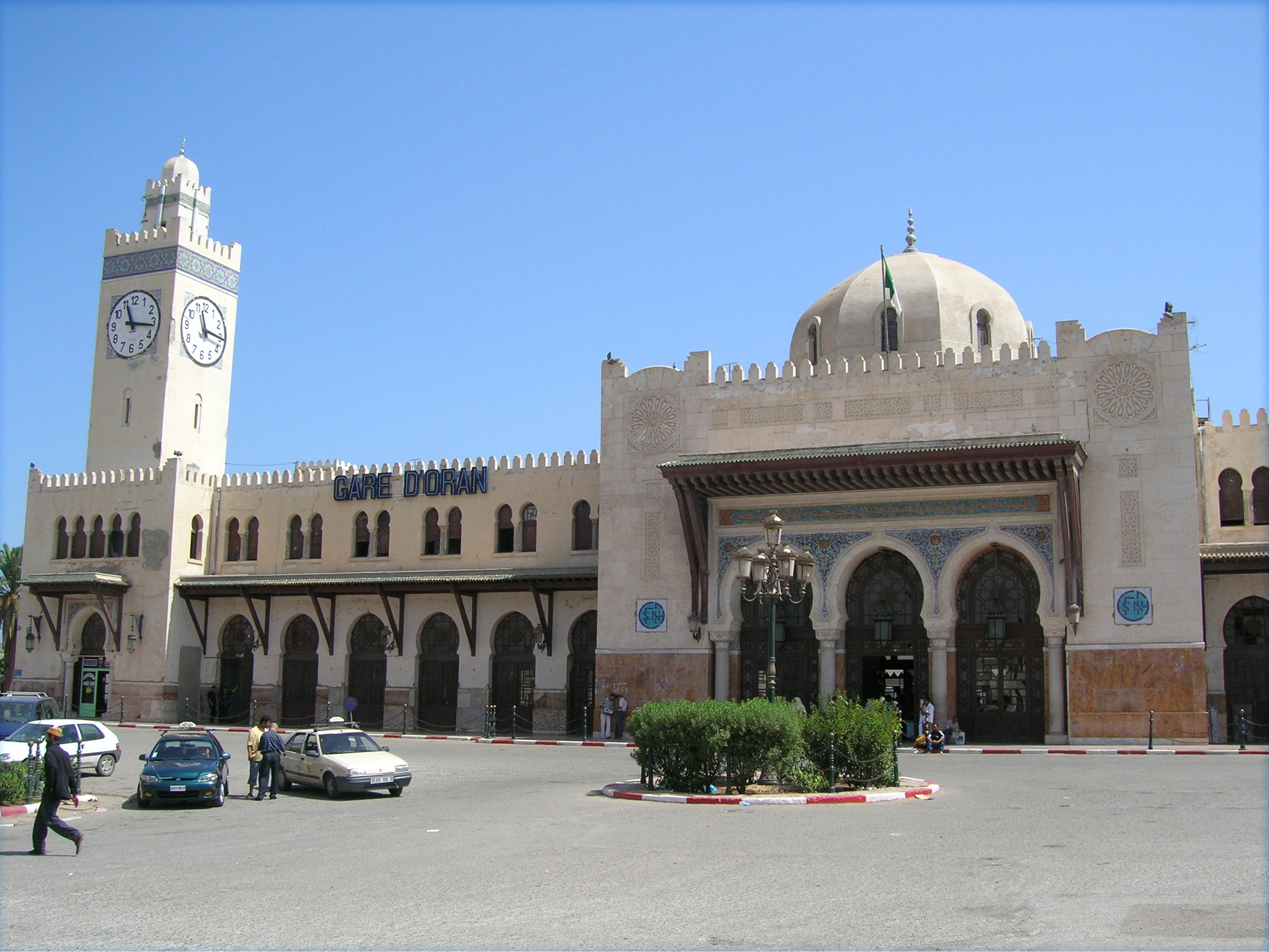
محطة قطار وهران.

مدينة وهران هي محور رئيسي في شبكة النقل بالسكك الحديدية، بحيث يربطها خط ثنائي الاتجاه بالولايات الجزائرية كـولاية غليزان وولاية الجزائر بالقطار السريع الكلاسيكي وولاية الشلف وولاية تلمسان بالقطار الأحادي الدفع الجديد. عام 2010، تم افتتاح أطول خط للسكك الحديدية في الجزائر بشار-وهران والذي يمتد على طول 700 كم مرورا بولايتي سيدي بلعباس والنعامة. بني القسم طابية-بشار وتم وصله بالقسم وهران-طابية الموجود سابقاً. ويعمل هذا الخط على فك العزلة عن الغرب الجزائري وبالخصوص الجنوب الغربي.
محطة السكك الحديدية الرئيسية لمدينة وهران تتواجد في وسط المدينة بحي بسيدي البشير، بُنيت خلال فترة الاستعمار الفرنسي. يضم هيكلها رموز الديانات السماوية الثلاث. مظهرها الخارجي بشكل مسجد حيث تأخذ الساعة شكل مئذنة، وتحمل شبابيك الأبواب والنوافذ وسقف القبة نجمة داوود، في حين أن اللوحات والدهانات الداخلية تحمل الصلبان الكاثوليكية.

## الرياضة والشباب

مركب وهران الرياضي الجديد

تتمتع المدينة إجمالاً ببنية تحتية جيدة لخدمة الرياضة والشباب تضم:
5 دور شباب (بطاقة استيعابية تراوح بين 100 إلى 500)، قاعاتان متعددة الاستعمالات (بطاقة استيعابية تناهز 200)، مبيتان للشباب (بطاقة ما بين 30 إلى 40)، مركز للتسلية العلمية (بطاقة 200)، ديوان منشآت الشباب، 8 مركبات للرياضة الجوارية، ملعب أولمبي، 9 ملاعب بلدية، 61 قطعة أرض مخصصة لكرة القدم، قاعة متعددة الرياضات قصر الرياضة، 3 مسابح 25 متر، ومسبح 50 متر. تسجل بلدية وهران اعتماد 155 جمعية ذات طابع رياضي و38 شبابية.
ينتظر دخول في نهاية سنة 2014 أكبر مركب رياضي أولمبي بـولاية وهران بحي بلقايد ببلدية بئر الجير على مساحة 105 هكتار والذي يضم ملعبا عصريا لـكرة القدم بسعة 40 ألف مقعد ومركب للرياضات المائية يتكون من 3 مسابح (واحد منهما مغطى) وقاعة متعددة الرياضات (6000 مقعدا) وميدان مغطى للدراجات وميدان للتدريبات وآخر لألعاب القوى ومبنى إداري ومدرسة لتكوين الرياضيين بها 22 غرفة للإيواء وقاعة مغطاة متعددة الاختصاصات بطول25 مترا وميادين للتنس وقاعة للمحاضرات بـ 300 مقعد وموقفين للسيارات (1600 مكان وواحد منهما مغطى).
كانت المدينة دوماً مقرًا للعديد من النوادي والجمعيات الرياضية، ففي عام 1897 شهدت المدينة ميلاد أول نادي كرة قدم إفريقي وعربي، هو نادي جمعية حرية وهران (CALO). في مايو 1956، قاطعت جميع الأندية والجمعيات المسلمة الجزائرية في كل أنحاء البلاد المسابقات الرسمية التي تنظمها سلطات الاحتلال. وبالمقابل نظمت جبهة التحرير الوطني دورات بين أحياء وهران مثل مديوني والمدينة الجديدة والحمري والمناطق المجاورة مثل الكرمة وسيدي الشحمي ودوار السانية وسيق وفرق جهوية مثل اتحاد بلعباس.
نادي مولودية وهران هو عميد الأندية في المدينة فهو الفائز بالعديد من الألقاب على الصعيدين الوطني والدولي. ملعب الفريق هو ملعب أحمد زبانة الذي يتسع لـ45.000 متفرج. النادي الكبير الآخر بالمدينة هو جمعية وهران، وملعبه هو ملعب الحبيب بوعقل بطاقة استيعاب 20,000 متفرج.
كما اشتهرت المدينة من خلال الرياضات الفردية، حيث برزت أسماء أبنائها ضمن الأبطال المحليين والدوليين مثل: السباح سليم إيلاس الحائز على العديد من الميداليات العربية والعالمية، وأحمد وهبي بطل سباق110 متر حواجز.

## الملاحق

### قائمة رؤساء بلديات وهران

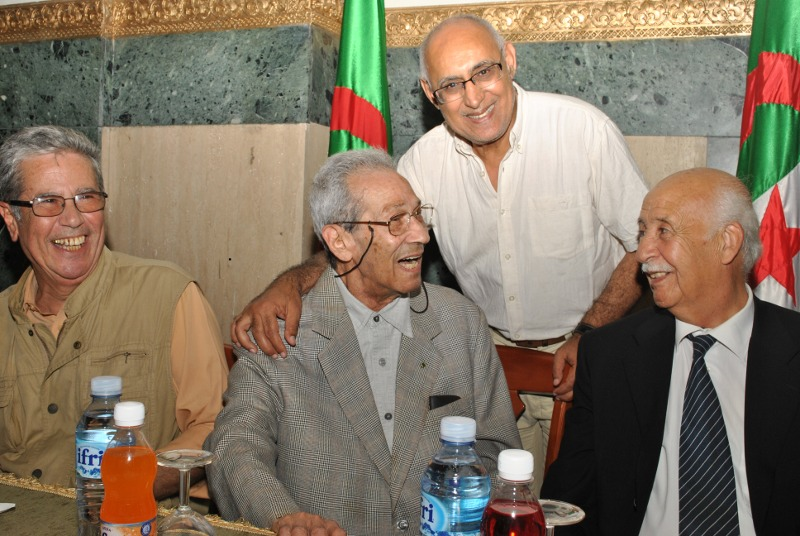
البروفيسور بودراع بلعباس، ثاني رؤساء بلدية وهران، في الوسط.

كان بن عبد الله أول رئيس لبلدية وهران بعد الاستقلال، حيث عين في شهر يوليو من سنة 1962. في 18 يونيو سنة 1963 خلفه بودراع بلعباس ثم تولى المنصب حاج براهيم طيب مختار المهاجي عام 1965 ولكنه لم يبق إلا بضعة أشهر ليخلفه في 20 يوليو 1965 صغير بن علي الذي انتخب بعد سنتين كأول رئيس منتخب لبلدية وهران.

### شخصيات وهرانية المولد
من بين مشاهير وهران هناك أولئك الذين ساعدوا في حصول المدينة على لقب عاصمة الراي مثل الشاب خالد والشاب حسني الذي كانت نهايته مأساوية خلال العشرية السوداء في الجزائر.
أنجبت وهران العديد من الأبطال والثوريين من أمثال أحمد زبانة، الكتاب والمسرحيين من أمثال ولد عبد الرحمان كاكي وكذلك من الرياضيين أمثال الطاهر شريف الوزاني. أقام الكاتب الروائي الفرنسي ألبير كامو طويلا في وهران والتي كانت مسرحًا للعديد من كتبه. وكذلك كثير من الشخصيات الفرنسية من عالم الفن والاستعراض والسياسة هم من أصول وهرانية. خاصة الأشخاص الذين وردت أسماؤهم في القائمة.

### توأمة
تربط مدينة وهران علاقات توأمة مع عدة مدن:
| - أليكانتي، إسبانيا. - القاهرة، مصر. - الزرقاء، الأردن. - الدار البيضاء، المغرب. | - بوردو، فرنسا. - جدة، المملكة العربية السعودية. - داكار، السنغال. - ديربان، جنوب أفريقيا. | - صفاقس، تونس. - تولون، فرنسا. - غدانسك، بولندا. - ليون، فرنسا. | - ميتز، فرنسا. - هافانا، كوبا. - وجدة، المغرب. |

## كتب ومطبوعات عن المدينة

### تاريخية
- تاريخ وبرهان بمن حل بمدينة وهران. تأليف المهدي بن شهرة، 2007 بوهران. دار النشر: دار الريحانة للكتاب. 216 صفحة (ردمك 9789961822647)
- الثّغر الجماني في ابتسام الثغر الوهراني. تأليف: أحمد بن محمد بن علي بن سحنون الراشدي. حققه وقدمه: الشيخ المؤرخ : المهدي البوعبدلي البطيوي الوهراني (1907-1992 م). منشورات وزارة التعليم الأصلي والشؤون الدينية سلسلة التراث مطبعة البعث قسنطينة – الجزائر، مارس 1973.
- خاتمة أنيس الغريب والمسافر، أو تاريخ بايات وهران المتأخر. تأليف: مسلم بن عبد القادر الحميدي الوهراني. تحقيق: رابح بونار
- طلوع سعد السعود في أخبار وهران ومخزنها الأسود. تأليف: لآغا بن عودة المزاري الوهراني. تحقيق: يحي بوعزيز.
- بهجة الناظر في أخبار الداخلين تحت ولاية الإسبانيين بوهران من الأعراب كبني عامر. تأليف: عبد القادر المشرفي المعسكري. تحقيق: محمد بن عبد الكريم
- دليل الحيران وأنيس السهران في أخبار مدينة وهران. تأليف: محمد بن يوسف الزياني.تحقيق: المهدي البوعبدلي.
- مدينة وهران عبر التاريخ تأليف: يحي بوعزيز. دار الغرب للنشر والتوزيع - وهران 2002
  - بعض المقاطع من الكتاب منشورة على جريدة صوت الغرب الجزائرية : - 1 - 2 - 3

### متفرقات بلغة فرنسية
- (بالفرنسية) E. Cruck : Oran et les témoins de son passé, Heintz Frères, 1959.
- (بالفرنسية) P. Ruff : La domination espagnole à Oran, 1554-1558, Éditions Bouchène.
- (بالفرنسية) رواية ألبرت كامو، La peste (طاعون) وتدور أحداثها بمدينة وهران.
- (بالفرنسية) L'Algérie vue du ciel (الجزائر من الجو)، لصاحبه يان أرثوس-بيرتراند، 2005.
- (بالفرنسية) Oran, mémoires en images en cédérom، par Kouider Métaïr, éditions Association Bel Horizon de Santa Cruz, 2005.

## هوامش ومراجع
1. ↑  (بالفرنسية) Population de la wilaya d'Oran (et de la commune d'oran) sur le site internet de la DPAT. نسخة محفوظة 4 سبتمبر 2017 على موقع واي باك مشين.
2. ↑   http://www.bordeaux.fr/ebx/LinkResolverServlet?classofcontent=presentationStandard&id=5351. {{استشهاد ويب}}: |url= بحاجة لعنوان (مساعدة) والوسيط |title= غير موجود أو فارغ (من ويكي بيانات) (مساعدة)
3. ↑   http://www.durban.gov.za/City_Services/IGR/sistercities/Pages/default.aspx. {{استشهاد ويب}}: |url= بحاجة لعنوان (مساعدة) والوسيط |title= غير موجود أو فارغ (من ويكي بيانات) (مساعدة)
4. ↑  GeoNames (بالإنجليزية), 2005, QID:Q830106
5. ↑  
"Géographie et climat d'Algérie". 5 يناير 2010. مؤرشف من الأصل في 2011-08-23.{{استشهاد ويب}}:  صيانة الاستشهاد: التاريخ والسنة (link)
6. ↑  "La Clé d'Oran : Guide touristique d'Oran 2010. SPOT EDITIONS. Oran, 2010". 25 ابريل 2010. مؤرشف من الأصل في 2019-04-01. {{استشهاد ويب}}: تحقق من التاريخ في: |تاريخ= (مساعدة)صيانة الاستشهاد: التاريخ والسنة (link) نسخة محفوظة 1 أبريل 2019 على موقع واي باك مشين.
7. ↑  تاريخ وهران من موقع خبار بلادي - نسخة محفوظة 23 ديسمبر 2012 على موقع واي باك مشين.
8. ↑  تفسير كلمة وهر حسب عدة قواميس - محرك الباحث العربي نسخة محفوظة 5 مارس 2016 على موقع واي باك مشين.
9. 1 2  "Origine du nom d'Oran". 30 يناير 2007. مؤرشف من الأصل في 2019-08-17. {{استشهاد ويب}}: تحقق من التاريخ في: |تاريخ= (مساعدة)صيانة الاستشهاد: التاريخ والسنة (link) نسخة محفوظة 12 يناير 2018 على موقع واي باك مشين.
10. ↑  Oran la joyeuse: mémoires franco-andalouses d'une ville d'Algérie (par Alfred Salinas) - نسخة محفوظة 3 يناير 2020 على موقع واي باك مشين.
11. 1 2 3  "Assises du tourisme,". 2 ابريل 2007. مؤرشف من الأصل في 2022-01-03. {{استشهاد ويب}}: تحقق من التاريخ في: |تاريخ= و|سنة= لا يطابق |تاريخ= (مساعدة) نسخة محفوظة 14 يونيو 2018 على موقع واي باك مشين.
12. ↑  "studentsoftheworld, Algérie". اكتوبر 2002. مؤرشف من الأصل في 2017-10-02. {{استشهاد ويب}}: تحقق من التاريخ في: |تاريخ= (مساعدة)صيانة الاستشهاد: التاريخ والسنة (link)
13. ↑  "Weather Information for Oran". مؤرشف من الأصل في 2016-08-08.
14. ↑  Augustin Bernard, Oran, étude de géographie et d'histoire urbaines, 1939, p.414.
15. ↑  "Office National de la statistique, Les prélèvements annuels d'eau durant les 12 dernières années". 2002. مؤرشف من الأصل في 2014-11-13.{{استشهاد ويب}}:  صيانة الاستشهاد: التاريخ والسنة (link) نسخة محفوظة 13 نوفمبر 2014 على موقع واي باك مشين.
16. ↑  "Traitement des eaux du bassin hydrographique de la Tafna". مؤرشف من الأصل في 2018-11-21. نسخة محفوظة 25 سبتمبر 2017 على موقع واي باك مشين. ISSN 0011-9164
17. ↑  "الماو' أضخم مشروع تستفيد منه مدينة وهران في ظلّ إنجازات الرئيس. نسخة محفوظة 14 مارس 2016 على موقع واي باك مشين.
18. ↑  "(ب[[اللغة الفرنسية|الفرنسية]]: La carte des investissements en Méditerranée - Guide sectoriel à travers les politiques publiques pour l'investissement en Méditerranée[[تصنيف:مقالات تحوي نصا بالفرنسية]][[تصنيف:صفحات تستخدم قوالب اللغة]])" (PDF). مؤرشف من الأصل (PDF) في 2022-12-26. {{استشهاد ويب}}: تعارض مسار مع وصلة (مساعدة)[وصلة مكسورة]
19. ↑  "(ب[[اللغة الفرنسية|الفرنسية]]: Dessalement d'eau de mer à Oran, une station de 500 000 m³/jour[[تصنيف:مقالات تحوي نصا بالفرنسية]][[تصنيف:صفحات تستخدم قوالب اللغة]])". 28 نوفمبر 2006. مؤرشف من الأصل في 2016-03-03. {{استشهاد ويب}}: تعارض مسار مع وصلة (مساعدة)صيانة الاستشهاد: التاريخ والسنة (link)
20. ↑  "(ب[[اللغة الإنجليزية|الإنجليزية]]: The Annotated Ramsar List: Algeria[[تصنيف:مقالات تحوي نصا بالإنجليزية]][[تصنيف:صفحات تستخدم قوالب اللغة]])". مؤرشف من الأصل في 2020-04-09. {{استشهاد ويب}}: تعارض مسار مع وصلة (مساعدة)
21. ↑  "(ب[[اللغة الفرنسية|الفرنسية]]: Cas d'étude Nostrum-DSS:Le grand Sebkha D'Oran[[تصنيف:مقالات تحوي نصا بالفرنسية]][[تصنيف:صفحات تستخدم قوالب اللغة]])" (PDF). أبريل 2005. مؤرشف من الأصل (PDF) في 2012-11-05. {{استشهاد ويب}}: تعارض مسار مع وصلة (مساعدة)صيانة الاستشهاد: التاريخ والسنة (link) نسخة محفوظة 5 نوفمبر 2012 على موقع واي باك مشين.
22. ↑  "La ville d'Oran en Algérie, synopsis". مؤرشف من الأصل في 2012-01-18.
23. ↑  "Sebkha d'Oran". مؤرشف من الأصل في 2007-02-20. نسخة محفوظة 20 فبراير 2007 على موقع واي باك مشين.
24. ↑  "ANALYSE RADIALE DU TISSU URBAIN D'ORAN, Un bref aperçu sur le tissu analysé : la ville d'Oran" (PDF). فبراير 2001. مؤرشف من الأصل (PDF) في 2007-02-02.{{استشهاد ويب}}:  صيانة الاستشهاد: التاريخ والسنة (link) نسخة محفوظة 2 فبراير 2007 على موقع واي باك مشين.
25. 1 2 3 4 5  "Carte militaire US d'Oran en 1942". 29 اكتوبر 2009. مؤرشف من الأصل في 2015-11-19. {{استشهاد ويب}}: تحقق من التاريخ في: |تاريخ= و|سنة= لا يطابق |تاريخ= (مساعدة)
26. ↑  "Oran Es-Sénia international aéroport". 2007. مؤرشف من الأصل في 2020-04-09. {{استشهاد ويب}}: تجاهل المحلل الوسيط |mise en ligne= لأنه غير معروف (مساعدة)
27. ↑  "Sebkha d'Oran" (PDF). 2001. مؤرشف من الأصل (PDF) في 2016-03-03. {{استشهاد ويب}}: تجاهل المحلل الوسيط |mise en ligne= لأنه غير معروف (مساعدة) نسخة محفوظة 3 مارس 2016 على موقع واي باك مشين.
28. ↑  "centre national de recherche en anthropologie sociale et culturelle". مؤرشف من الأصل في 2019-02-03. نسخة محفوظة 16 نوفمبر 2017 على موقع واي باك مشين.
29. ↑  "Centre d'Études Maghrébines en Algérie". مؤرشف من الأصل في 2012-02-03. نسخة محفوظة 3 فبراير 2012 على موقع واي باك مشين.
30. ↑  Magazine LNG16 News, numéro 3 - mai 2009, p47.
31. ↑  
كتاب وهران بمواجهة ذاكرتها (بالفرنسية: Oran face à sa mémoire) للكتاب: قويدر مطير وفاطمة سوفي وصادق بن قادة. دار النشر Bel Horizon 2003. ص 153
32. ↑  المتحف الوطني أحمد زبانة – وهــــران  - موقع وزارة الثقافة. [وصلة مكسورة] نسخة محفوظة 15 نوفمبر 2012 على موقع واي باك مشين.
33. ↑  ملخص لدراسة جينية تقر بأن أصل سكان منطقة المغارة هم سكان أصليين وليسوا وافدين نسخة محفوظة 1 أكتوبر 2011 على موقع واي باك مشين.
34. 1 2  Yann Le Bohec,"Bilan des recherches sur le judaïsme au Maghreb dans l'Antiquité". مؤرشف من الأصل في 2014-04-28. نسخة محفوظة 28 أبريل 2014 على موقع واي باك مشين.
35. ↑  Association Bel Horizon, "Lieux et mémoires". مؤرشف من الأصل في 2016-10-30. نسخة محفوظة 30 أكتوبر 2016 على موقع واي باك مشين.
36. ↑  Richard Ayoun, Bernard Cohen, Les Juifs d'Algérie, édition Jean-Claude Lattès.
37. 1 2  "Guide Site Touristique : Oran". 17 يناير 2010. مؤرشف من الأصل في 2017-09-04. نسخة محفوظة 4 سبتمبر 2017 على موقع واي باك مشين.
38. ↑  كتاب البكري (1904)، ترجمه للفرنسية Mac Guckin de Slane تحت عنوان Description de l'Afrique septentrionale. أول طبعة سنة 1859 بالمطبعة الأمراطورية. منشور على الويب في مكتبة جاليكا الرقمية. ص 166. نسخة محفوظة 15 يوليو 2018 على موقع واي باك مشين.
39. ↑  Louis، Abadie (2002). Oran et Mers el Kébir. Jaques Gandini. ISBN:2-906431-53-2. {{استشهاد بكتاب}}: تجاهل المحلل الوسيط |édition= لأنه غير معروف (مساعدة).
40. ↑  Oran Info, "Oran info, fondation de la ville". مؤرشف من الأصل في 2016-08-07. نسخة محفوظة 7 أغسطس 2016 على موقع واي باك مشين.
41. ↑  Ibn Khaldoun, Histoire des Berbères
42. ↑  Oran, "Oran". مؤرشف من الأصل في 2020-02-03. نسخة محفوظة 30 ديسمبر 2017 على موقع واي باك مشين. : "histoire d'Oran". مؤرشف من الأصل في 2010-06-10. نسخة محفوظة 10 يونيو 2010 على موقع واي باك مشين., "projets oranais". مؤرشف من الأصل في 2011-06-16. نسخة محفوظة 16 يونيو 2011 على موقع واي باك مشين.
43. ↑  Association Oran Bel-Horizon, histoire "Histoire d'Oran, période arabo-islamique". أكتوبر 2001. مؤرشف من الأصل في 2016-03-03. نسخة محفوظة 3 مارس 2016 على موقع واي باك مشين.
44. ↑  Oraninfo, "Oran durant la période Zianide". مؤرشف من الأصل في 2017-02-03. نسخة محفوظة 3 فبراير 2017 على موقع واي باك مشين.
45. ↑  Association Bel horizon "textes choisis". أكتوبر 2001. مؤرشف من الأصل في 2016-03-03. نسخة محفوظة 3 مارس 2016 على موقع واي باك مشين.
46. 1 2
47. ↑  R.Basset, o.c., p.14.
48. ↑  Histoire Universelle, Depuis Le Commencement Du Monde Jusqu'à Présent, par جمعية الآداب  [لغات أخرى]‏, Moutard, 1784, ص 427 "Ouvrage en ligne". مؤرشف من الأصل في 2014-05-29.
49. 1 2  (بالإسبانية) Institut Cervantes، "Los moriscos antes y después de la expulsión". مؤرشف من الأصل في 2018-12-11., "Bibliothèque de l'institut Cervantes". مؤرشف من الأصل في 2018-07-26.
50. ↑  Oran et les témoins de son passé: récits historiques et anecdotiques, avec un plan de la ville
Par Eugène Cruck. Publié par، 1959
51. ↑  Jean Cazenave : Don Juan d'Autriche visite Oran (1568)
52. ↑  (بالإسبانية)alyamiah, "Arrivée des Andalous et des Morisques en Algérie". مؤرشف من الأصل في 2009-02-14.
53. ↑  Kizilov, Mikhail. spain&pg=PA7#v=onepage&q="In%20twelfth-century%20Spain,%20Christian%20authorities%20supported%20the%20local%20Rabbanite%20community%20and%20helped%20the%20latter%20to%20expel%20the%20Karaites%20from%20Spain."&f=true The Karaites of Galicia: An Ethnoreligious Minority Among the Ashkenazim, 2008. نسخة محفوظة 01 فبراير 2018 على موقع واي باك مشين.
54. ↑  (بالفرنسية) تاريخ الجزائر قديما وحديثا(بالفرنسية: Histoire de l'Algérie ancienne et moderne) للمؤلف: Léon Galibert - مقتطف على جوجل بوك نسخة محفوظة 27 يونيو 2014 على موقع واي باك مشين.
55. 1 2 3 4 5 6  Derrien, I. (Commandant). Les Français à Oran, depuis 1830 jusqu'à nos jours, par le commandant I. Derrien,... Première partie. Oran militaire, de 1830 à 1848... (19 janvier 1886.).
56. ↑  الرابطة الفرنسية للدفاع عن حقوق الإنسان والمواطن - تولون :
"Français, Juifs, Musulmans... en Algérie de 1830 à 1962". 28 أكتوبر 2008. مؤرشف من الأصل في 2013-11-05.
57. ↑  Oran, étude de géographie et d'histoire urbaines, Jean Soulas, Année 1939; Volume 48; Numéro 274; ص 412-41 دُوِي:10.3406/geo.1939.11425 "Oran, étude de géographie et d'histoire urbaines". مؤرشف من الأصل في 2015-09-24.
58. 1 2 3  "Du FLN à l'O.A.S. ou la guerre d'Algérie". مؤرشف من الأصل في 2019-07-21. نسخة محفوظة 7 يناير 2018 على موقع واي باك مشين. "1954". مؤرشف من الأصل في 2019-07-24. نسخة محفوظة 10 يوليو 2017 على موقع واي باك مشين., "1955". مؤرشف من الأصل في 2019-07-24. نسخة محفوظة 10 يوليو 2017 على موقع واي باك مشين., "1956". مؤرشف من الأصل في 2019-07-24. نسخة محفوظة 10 يوليو 2017 على موقع واي باك مشين., "1957". مؤرشف من الأصل في 2019-08-26.[وصلة مكسورة], "1958". مؤرشف من الأصل في 2019-07-24. نسخة محفوظة 10 يوليو 2017 على موقع واي باك مشين., "1959". مؤرشف من الأصل في 2019-07-24. نسخة محفوظة 10 يوليو 2017 على موقع واي باك مشين., "1960". مؤرشف من الأصل في 2019-07-24. نسخة محفوظة 10 يوليو 2017 على موقع واي باك مشين. "1961". مؤرشف من الأصل في 2019-08-01. نسخة محفوظة 10 يوليو 2017 على موقع واي باك مشين., "1962". مؤرشف من الأصل في 2019-07-24. نسخة محفوظة 9 أغسطس 2017 على موقع واي باك مشين.
59. ↑  (بالإنجليزية) Histoire de l'Algérie, "Larbi Ben M'Hidi, 1923 - 1957". مؤرشف من الأصل في 2011-08-06. نسخة محفوظة 6 أغسطس 2011 على موقع واي باك مشين.
60. ↑  أحمد زبانة - تاريخ الثورة الجزائرية - موقع 1novembre54.com نسخة محفوظة 30 مايو 2012 على موقع واي باك مشين.
61. ↑  Algerie-monde, "Ahmed Zabana". مؤرشف من الأصل في 2010-07-23. نسخة محفوظة 23 يوليو 2010 على موقع واي باك مشين.
62. ↑  La France et son passé colonial,"Guy Môquet, Ahmed Zabana, Huynh Khuong An..." مؤرشف من الأصل في 2013-10-20.
63. ↑  "été 1962 : Oran, ville d'apocalypse". مؤرشف من الأصل في 2012-10-28.
64. ↑  herodote, "5 juillet 1962 : Le massacre d'Oran". مؤرشف من الأصل في 2012-11-02.
65. ↑  Chronologie de la guerre d'Algérie, "1962". مؤرشف من الأصل في 2018-12-25. نسخة محفوظة 19 يوليو 2017 على موقع واي باك مشين.
66. ↑  L’Agonie d’Oran, tome 2, p. 77-78 (ردمك 2-906431-91-5)
67. ↑  (بالإنجليزية) ESA, Nation Unies, article : "World Urbanization Prospects:The 2007 Revision Population Database". 2007. مؤرشف من الأصل في 2020-04-09.[وصلة مكسورة]
68. ↑  Anne-Marie Duranton-Crabol, Le temps de l’OAS, Bruxelles, Éditions Complexe, 1995 (Questions au XX’ siècle).
69. ↑  Michel Coquery, « L’extension récente des quartiers musulmans d’Oran », Bulletin de l’Association des géographes français, n°307-308, mai-juin 1962.
70. ↑  Quid, "Oran". مؤرشف من الأصل في 2008-12-11. نسخة محفوظة 11 ديسمبر 2008 على موقع واي باك مشين.
71. ↑  Analysis of Y-chromosomal SNP haplogroups and STR haplotypes in an Algerian population sample[وصلة مكسورة] - International Journal of Legal Medicine
Volume 122, Number 3, 251-255 "نسخة مؤرشفة". مؤرشف من الأصل في 2019-05-31. اطلع عليه بتاريخ 2020-07-27.{{استشهاد ويب}}:  صيانة الاستشهاد: BOT: original URL status unknown (link)
72. ↑  (بالفرنسية) Direction de la Planification et de l'Aménagement du Territoire de la Wilaya d'Oran "Population" (PDF). مؤرشف من الأصل (PDF) في 2017-02-03. نسخة محفوظة 3 فبراير 2017 على موقع واي باك مشين.
73. ↑  Farid Belgacem (19 سبتمبر 2007). Liberté-Algérie (المحرر). "Les dangers des mariages consanguins en Algérie". مؤرشف من الأصل في 2017-02-03. اطلع عليه بتاريخ 2010-01-26. نسخة محفوظة 3 فبراير 2017 على موقع واي باك مشين.
74. ↑  lexpressiondz,"«Oran sera une métropole méditerranéenne»". 2008. مؤرشف من الأصل في 2018-05-01. {{استشهاد ويب}}: تجاهل المحلل الوسيط |mise en ligne= لأنه غير معروف (مساعدة) نسخة محفوظة 15 نوفمبر 2017 على موقع واي باك مشين.
75. ↑  Quid, "mosquée du Pacha". مؤرشف من الأصل في 2010-03-07. نسخة محفوظة 7 مارس 2010 على موقع واي باك مشين.
76. ↑  Souvenirs et soupirs d'Algérie et du Sahara, Père Roger Duvollet, vol XV p. 61, 70360 Scey-sur-Saône (ردمك 9782851570321)
77. 1 2  Derrien, I. (Commandant). Les Français à Oran, depuis 1830 jusqu'à nos jours, par le commandant I. Derrien,... Première partie. Oran militaire, de 1830 à 1848... (19 janvier 1886.). s.d..
78. ↑  "نبذة تاريخية عن مسرح وهران. نسخة محفوظة 24 مارس 2015 على موقع واي باك مشين.
79. 1 2  "المعهد البلدي لوهران يتدعم بوسائل جديدة. نسخة محفوظة 05 مايو 2014 على موقع واي باك مشين. [وصلة مكسورة]
80. ↑  "Musée National Ahmed Zabana". مؤرشف من الأصل في 2012-08-12. نسخة محفوظة 12 أغسطس 2012 على موقع واي باك مشين.
81. ↑  "villedoran.com". مؤرشف من الأصل في 2019-08-17. نسخة محفوظة 29 نوفمبر 2017 على موقع واي باك مشين.
82. ↑  "africa mission". مؤرشف من الأصل في 2016-03-03. نسخة محفوظة 3 مارس 2016 على موقع واي باك مشين.
83. ↑  "Centre culturel français". مؤرشف من الأصل في 2019-06-16. نسخة محفوظة 28 مارس 2018 على موقع واي باك مشين.
84. ↑  "Festival International du Film Arabe". مؤرشف من الأصل في 2017-02-03.[وصلة مكسورة]
85. ↑  أغنية الراي سيرة ومسيرة انطلقت من أرض المكرة -تاريخ تطور الموسيقى ومنشأها. موقع جزايرس نقلا عن جريدة الحوار الجزائرية نسخة محفوظة 31 يوليو 2017 على موقع واي باك مشين.
86. ↑  "Université d'Oran Es-Senia". مؤرشف من الأصل في 2016-02-01.
87. ↑  "Université des Sciences et Technologies". مؤرشف من الأصل في 2020-01-15.
88. ↑  "Ecole Nationale Supérieure Enseignement Technique". مؤرشف من الأصل في 2013-09-21. نسخة محفوظة 21 سبتمبر 2013 على موقع واي باك مشين.
89. ↑  "Institut National des Télécommunications et des Technologies de l'Information et de la Communication". مؤرشف من الأصل في 2018-11-23. نسخة محفوظة 2 يناير 2018 على موقع واي باك مشين.
90. ↑  "Institut de Développement des Ressources Humaines". مؤرشف من الأصل في 2019-02-24. نسخة محفوظة 24 ديسمبر 2018 على موقع واي باك مشين.
91. ↑  "INSIM Oran". مؤرشف من الأصل في 2019-06-22.
92. ↑  (بالفرنسية) Direction de la Planification et de l'Aménagement du Territoire de la Wilaya d'Oran "Enseignement supérieur" (PDF). مؤرشف من الأصل (PDF) في 2017-02-03. نسخة محفوظة 3 فبراير 2017 على موقع واي باك مشين.
93. ↑  Miguel de Cervantes, "L'Ingénieux Hidalgo Don Quichotte de la Manche, deuxième partie, chapitre XVII". مؤرشف من الأصل في 2020-04-09.
94. ↑  "نساء بلا ذاكرة لهدى درويش: رواية كُتِبَتْ عن المرأة ليقرأها الرجل!!". Amar Beirut (بar-AR). 4 Oct 2015. Archived from the original on 2018-08-14. Retrieved 2018-08-13.{{استشهاد بخبر}}:  صيانة الاستشهاد: لغة غير مدعومة (link)
95. ↑  (بالفرنسية) Les Délices de la cuisine oranaise
 المؤلف: Elisabeth Demaison (ردمك 2882950144). صدر سنة 2003 عن Editions Publibook. ص. 7 -للمطالعة على جوجل نسخة محفوظة 16 فبراير 2017 على موقع واي باك مشين.
96. ↑  (بالفرنسية) وصفة إعداد طبق غاسباشو على الطريقة الوهرانية نسخة محفوظة 14 أكتوبر 2013 على موقع واي باك مشين.
97. ↑  أطباق الباهية: نكهة إسبانية بتوابل وهرانية - جريدة الجمهورية - الجزائر. اطلع عليه يوم 10 أغسطس 2011. نسخة محفوظة 01 فبراير 2018 على موقع واي باك مشين. [وصلة مكسورة]
98. ↑  reflexiondz : "L'etude de la ZET des Andalouses présentée à la wilaya". مؤرشف من الأصل في 2017-02-05.
99. ↑  Décret fixant les modalités d'établissement du plan d'aménagement touristique des zones d'expansion et sites touristiques
100. ↑  ""مركز الاتفاقيات" لسوناطراك بلغ المستوى العالي لفندق "5 نجوم". نسخة محفوظة 30 مايو 2017 على موقع واي باك مشين.
101. ↑  "كتيب cco. نسخة محفوظة 6 أبريل 2020 على موقع واي باك مشين.
102. ↑  "إحصائيات حركة الطيران في مطار وهران الدولي. نسخة محفوظة 13 أغسطس 2017 على موقع واي باك مشين.
103. ↑  "مطار وهران الدولي: إدماج تكنولوجيات الطاقات المتجددة في تسيير المنشأة. نسخة محفوظة 3 فبراير 2013 على موقع واي باك مشين. [وصلة مكسورة]
104. ↑  "تحديد تسعيرة تذكرة ترامواي وهران ب 40 دج. نسخة محفوظة 3 أكتوبر 2013 على موقع واي باك مشين. [وصلة مكسورة]
105. ↑  "مؤسسة النقل الحضري لوهران تعتزم مضاعفة أسطولها. نسخة محفوظة 27 سبتمبر 2013 على موقع واي باك مشين. [وصلة مكسورة]
106. ↑  "التلفريك يتحرك من جديد : زيارة مباركة إلى "سيدي عبد القادر". نسخة محفوظة 03 فبراير 2017 على موقع واي باك مشين.
107. ↑  "تدشين خط السكة الحديدية السانية-أرزيو و "أوتوراي" وهران-الشلف. نسخة محفوظة 08 يناير 2017 على موقع واي باك مشين.
108. ↑  "خط السكة الحديدية وهران-تلمسان يتزود بقاطرة أحادية الدفع. نسخة محفوظة 08 يناير 2017 على موقع واي باك مشين.
109. ↑  "قطار وهران بشار عملي منذ يوم الخميس. نسخة محفوظة 08 يناير 2017 على موقع واي باك مشين.
110. ↑  (بالفرنسية)Direction de la Planification et de l'Aménagement du Territoire de la Wilaya d'Oran - statistique fin 2010 نسخة محفوظة 3 فبراير 2017 على موقع واي باك مشين.
111. ↑  "ملعب وهران الجديد يعد بالكثير في انتظار تجسيد الكلام إلى واقع ملموس. نسخة محفوظة 03 فبراير 2017 على موقع واي باك مشين.
112. 1 2 3  (بالفرنسية) Cooperation et Partenariat نسخة محفوظة 17 يناير 2012 على موقع واي باك مشين.
113. ↑  Durban sister Cities Home Page نسخة محفوظة 11 أكتوبر 2012 على موقع واي باك مشين.
114. ↑  التعاون الدولي صفاقس نسخة محفوظة 14 أغسطس 2010 على موقع واي باك مشين.

معلومات منتقاة من
كتاب مدينة وهران عبر التاريخ (ردمك 9961-54-200-2) للكاتب يحي بوعزيز. 2002 الطبعة الثانية.
1. ↑  ص. 96
2. ↑  
ترجمة الشيخ محمد بن عمر الهواري. ص. 204.
3. ↑  ص. 174-175
4. ↑  ص. 37
5. ↑  ص. 146

معلومات منتقاة من
كتاب وهران الباهية : المذكرات الفرنسية الأندلسية لمدينة جزائرية (بالفرنسية: Oran la joyeuse : mémoires franco-andalouses d'une ville) (ردمك 2-7475-6585-8) للكاتب ألفريد ساليناس - باريس 2004.
1. 1 2  ، ص 98.
2. ↑  ص 35.
3. ↑  ص 39.
4. ↑  ص 44.
5. ↑  ص 118.
6. ↑  présentation du livre par l'auteur.

معلومات منتقاة من
كتاب وهران، تاريخ مدينة (بالفرنسية: Oran, Histoire d'une ville) (ردمك 9961-31-006-3) للكاتب هواري شايلة. 2002 الطبعة الثانية.
1. 1 2 3  ص 91.
2. ↑  ص 21.
3. 1 2  ص 13.
4. ↑  ص 226.

معلومات منتقاة من جريدة الوطن الجزائرية
1. ↑  (بالفرنسية) "APC d'Oran, les dépenses pourraient atteindre 4٫8 milliards de dinars". 9 /8/ 2008. مؤرشف من الأصل في 2020-04-09. {{استشهاد ويب}}: تحقق من التاريخ في: |تاريخ= (مساعدة)صيانة الاستشهاد: التاريخ والسنة (link)[وصلة مكسورة]
2. ↑  "Cathédrale du sacré cœur, un chef-d'œuvre en péril". 20 يونيو 2006. مؤرشف من الأصل في 2020-03-01.{{استشهاد ويب}}:  صيانة الاستشهاد: التاريخ والسنة (link)
3. ↑  "Les débats pour la première fois en dehors de la capitale". 20 اكتوبر 2007. مؤرشف من الأصل في 2020-04-09. {{استشهاد ويب}}: تحقق من التاريخ في: |تاريخ= (مساعدة)صيانة الاستشهاد: التاريخ والسنة (link)[وصلة مكسورة]

## وصلات خارجية
- الموقع الرسمي لولاية وهران
- موقع عن مدينة وهران (بالفرنسية)
- موقع يضم مجموعة معلومات عن المدينة (ترجمة إلى العربية) (بالفرنسية)
- الآثار المسيحية في وهران (بالفرنسية)
- صور جوية لوهران (بالفرنسية)